# Rheine
Rheine ist eine westfälische große kreisangehörige Stadt an der Ems und mit 77.209 Einwohnern (31. Dezember 2023) die größte Stadt im Kreis Steinfurt sowie nach Münster die zweitgrößte Stadt im Münsterland. Die einheimischen Bürger nennen sich Rheinenser.

## Geographie

### Lage
Die Stadt mit den meisten Einwohnern im Kreis Steinfurt liegt an der nördlichen Grenze der Westfälischen Tieflandbucht und wird von der Ems geteilt.
Etwa 40 km südöstlich von Rheine entfernt liegt Münster, 45 km östlich Osnabrück und 40 km westlich Enschede. Die Stadt liegt im Land Nordrhein-Westfalen und grenzt im Norden an Niedersachsen.

### Nachbargemeinden
Im Norden grenzt Rheine an die niedersächsischen Gemeinden Salzbergen und Spelle im Emsland; im Osten an Hörstel im Tecklenburger Land, sowie im Süden an Emsdetten und im Westen an die Gemeinde Neuenkirchen ebenfalls im Münsterland.

### Naturgeographie im Raum der Stadt Rheine

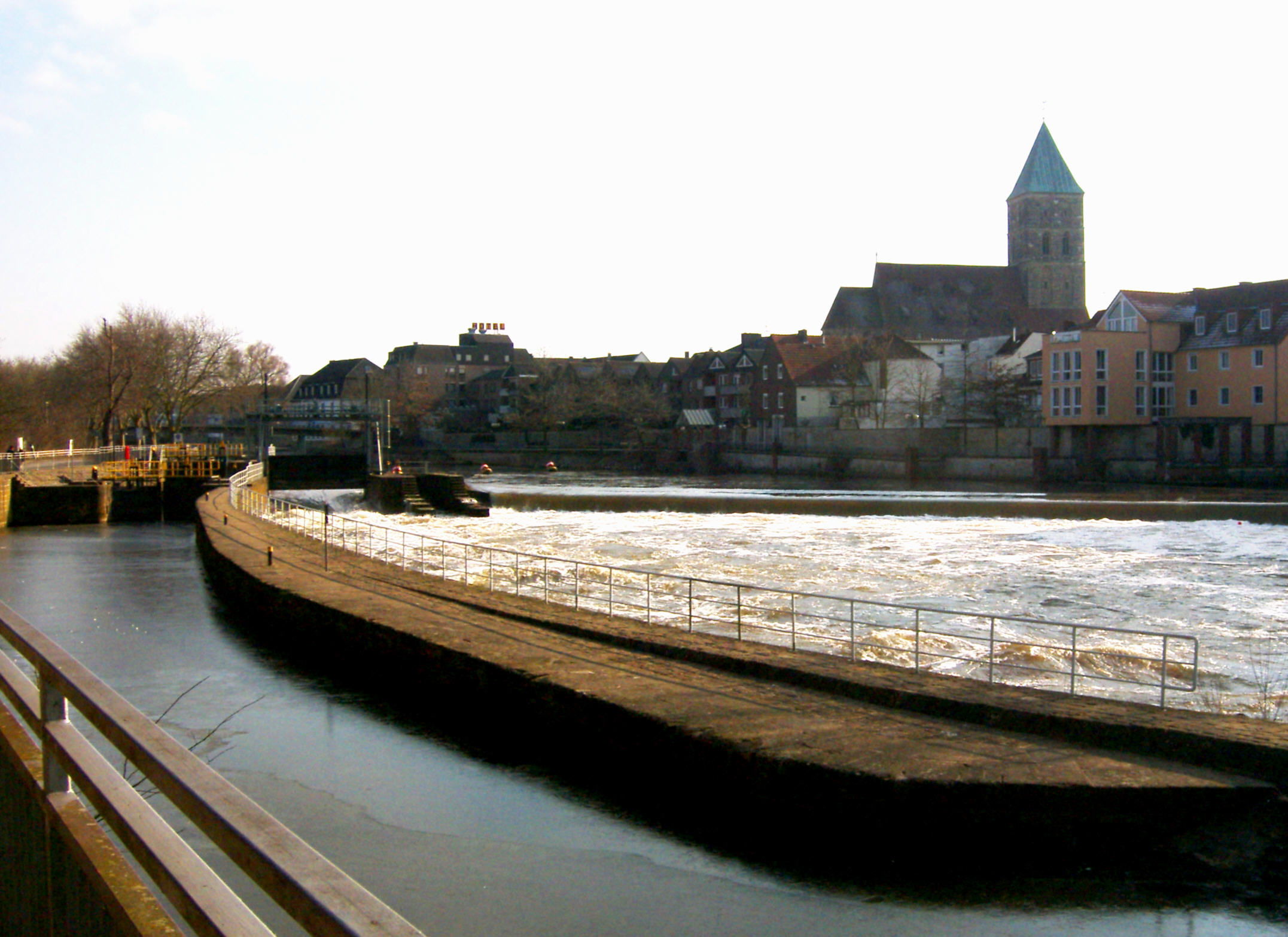
Blick vom östlichen (rechten) Ufer der Ems auf das Emswehr und die Innenstadt. Das Gebäude rechts oben ist die Stadtkirche, St. Dionysius.

Der Fluss Ems durchfließt die Stadt von Süden nach Norden in Richtung Nordsee. Im Raum Rheine münden in die Ems der Elter Mühlenbach, der Frischhofsbach, der Frische- oder Wambach, der Hemelter Bach, Krafelds Bächsken und der Randelbach.
Quer zur Fließrichtung der Ems verläuft der Stadtberg, der sich westlich der Ems (Rheine links der Ems) als Thieberg fortsetzt. Beide Höhenzüge bestehen aus Muschelkalkgestein, das sich in der Kreidezeit vor etwa 70 Millionen Jahren abgelagert hat. Der Fluss durchbricht diese Randhöhen an einer tektonischen Schwachstelle, an der er sich allerdings nicht tief eingegraben hat. So weist die Ems an dieser Stelle lediglich eine Untiefe mit festem Felsgrund auf, die wohl von jeher als Furt genutzt wurde. Nur wenige hundert Meter nördlich und südlich der Furt nahm der Überflutungsbereich der Ems vor ihrer Verbauung eine Breite von 500 Metern ein. An der Furt verengt sich die Flussaue auf nur 50 Meter. Beiderseits der Furt ragen mehr als fünf Meter hohe, steile Uferwälle auf.
Im Süden der Stadt liegt der Waldhügel, mit 90 m ü. NN die höchste Erhebung im Stadtgebiet. In den Niederungen zwischen Stadtberg, Thieberg und Waldhügel und in der Flussaue entstanden durch hohe Grundwasserstände die sogenannten Gleyböden, für die ein ursprünglicher Bewuchs mit Weiden und Erlen typisch ist. Auf dem Stadtberg, Thieberg und Waldhügel dominierten Kalkbraunerden, auf denen Buchenwälder gediehen. Der übrige Raum wird im Wesentlichen bestimmt von graubraunem und schwarzgrauem Plaggenesch über Böden aus Flugsand und sandigen Flussablagerungen; hier ist ein Eichen-Buchen-Mischwald für die ursprüngliche Vegetation typisch. Als Besonderheit finden sich östlich der Ems ausgedehnte, heute überwachsene Dünenfelder, die der damals wie heute vorherrschende Westwind aus Sandablagerungen der Saaleeiszeit aufgetürmt hat.

### Klima
In der Region um Rheine beträgt die mittlere Jahrestemperatur etwa neun Grad. Die durchschnittlichen jährlichen Niederschläge liegen zwischen 700 und 900 Millimeter, wobei ein sommerliches Niederschlagsmaximum sowie ein zweites, winterliches Maximum zu verzeichnen sind.
Es herrscht im Großen ein maritim, vom Atlantischen Ozean beeinflusstes Seeklima vor, das heute durch kühle Sommer und milde Winter geprägt ist.

### Stadtteile

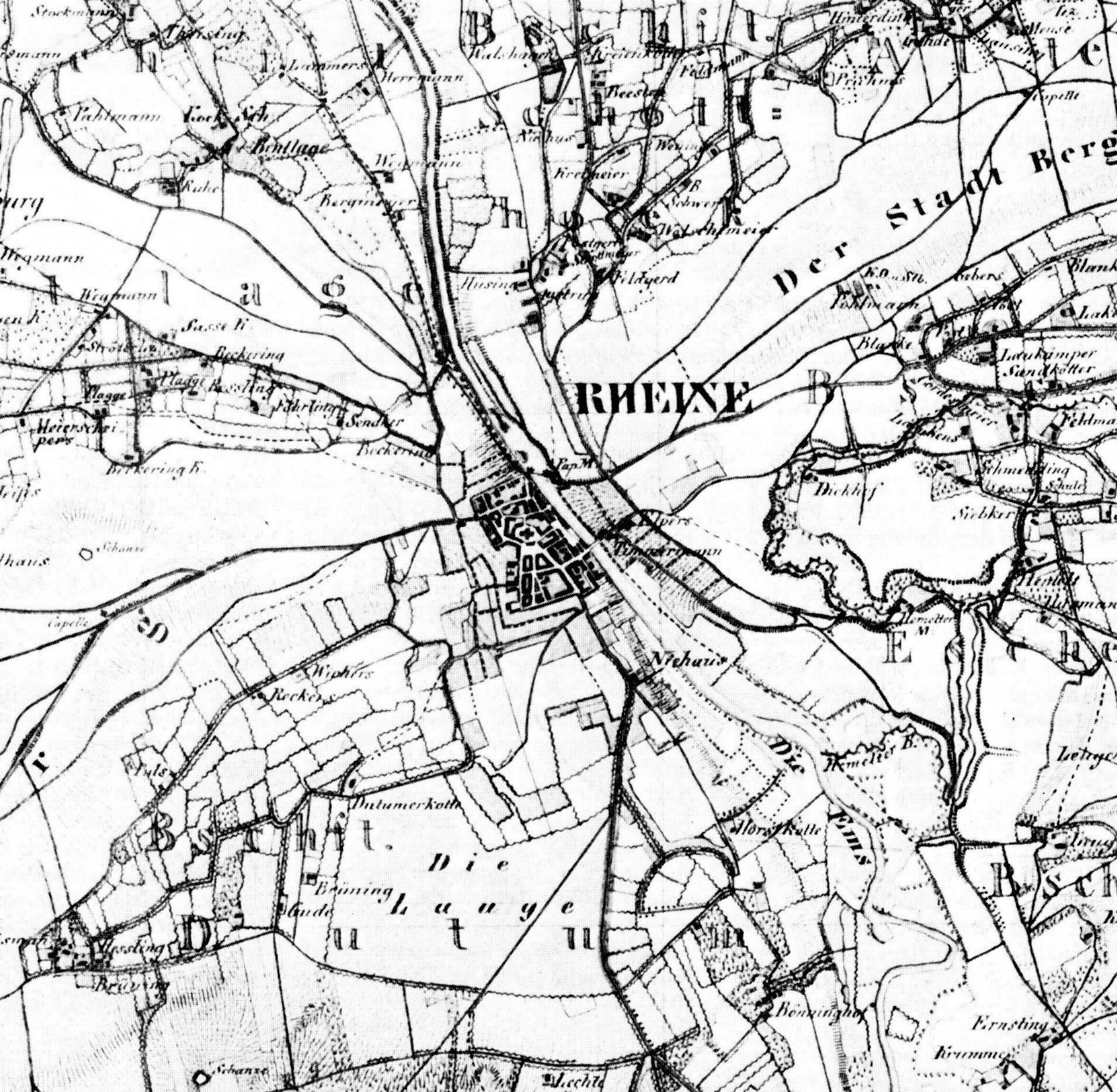
Karte der Stadt Rheine aus dem Jahre 1842 vor ihrem Wachstum im Zuge der Industrialisierung, Maßstab 1:25000

Rheine wuchs im Zuge der Industrialisierung (Textilindustrie) und durch den Ausbau des Eisenbahnnetzes. In den Bauerschaften außerhalb der Stadtgrenzen (Dutum, Wadelheim und Bentlage links der Ems, Altenrheine, Eschendorf und Gellendorf rechts der Ems) wurden landwirtschaftlich genutzte Flächen bebaut. 1927 wurde das kleine Stadtgebiet (im Wesentlichen die heutige Innenstadt) durch eine Grenzänderung verdreifacht.
Eine einheitliche Gliederung des Stadtgebietes existiert nicht, für verschiedene Zwecke werden verschiedene Gliederungen verwendet. Die Stadtteile bilden keine Verwaltungseinheiten. Für Planungszwecke gibt es eine statistische Abgrenzung, die die Stadtteile in zehn Gebiete zusammenfasst. Die Stadt Rheine hat elf beratende Stadtteilbeiräte, die aus Vertretern von 19 Stadtteilen gebildet werden. Der interaktive Stadtplan zeigt 13 Stadtteile bzw. Stadtbezirke. Für statistische Zwecke gibt es eine Einteilung in 18 statistische Bezirke. Für Planungszwecke gibt es individuelle Festlegungen, z. B. die Definition von 19 Ortslagen. Insgesamt sind in diesen Dokumenten 21 Stadtteile definiert:
1. Innenstadt

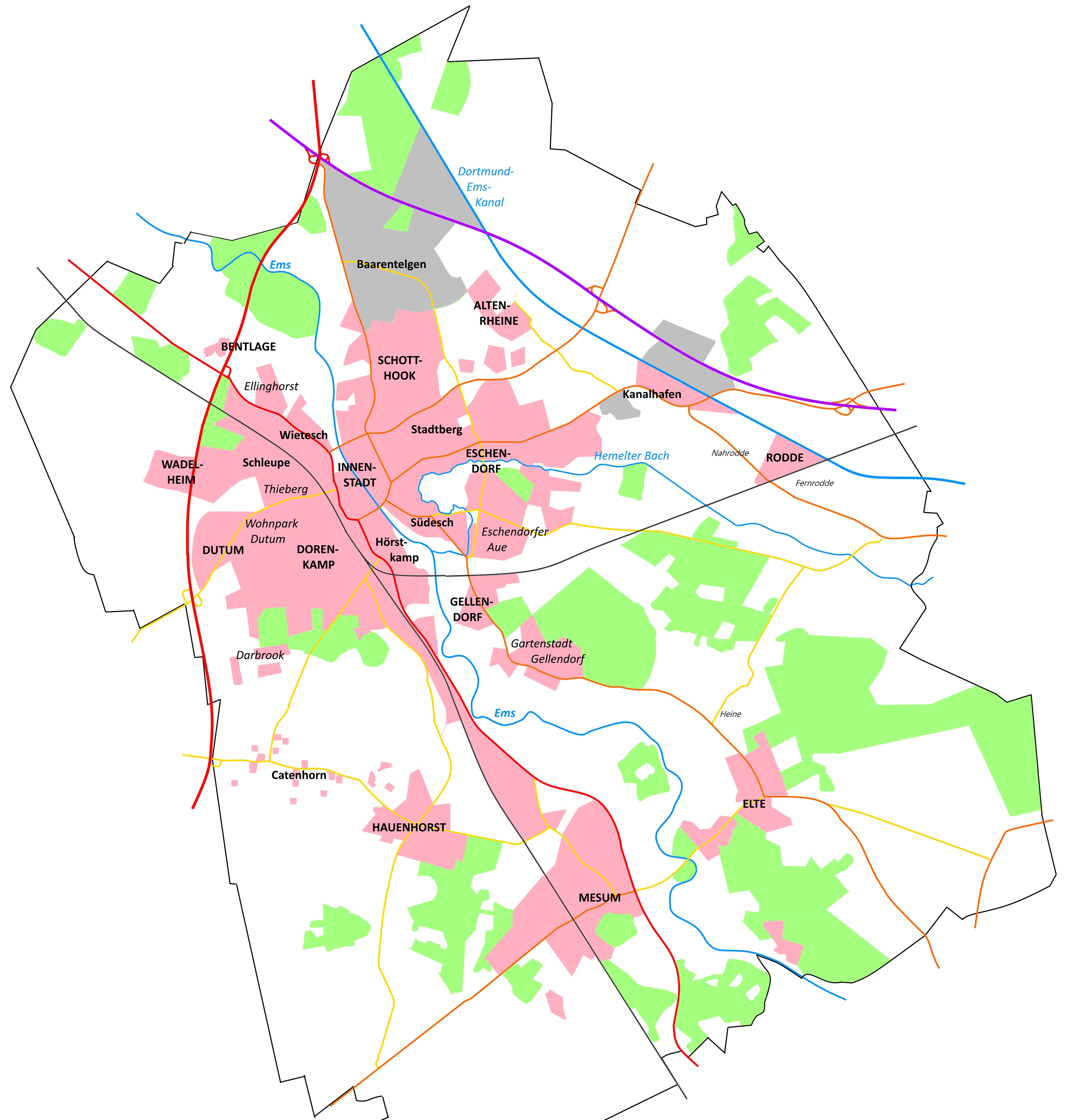
Übersichtskarte von Rheine

Die alten Bauerschaften links der Ems
1. Bentlage (Nordwest)
2. Wadelheim (West)
3. Dutum (Südwest)
4. Catenhorn (Bauerschaft bei Hauenhorst, heute kleinster Stadtteil)

Die alten Bauerschaften rechts der Ems
1. Altenrheine (Nordost, bestehend aus Baarentelgen, Gresbrock, Möllerhock und der Siedlung Altenrheine)
2. Eschendorf (Ost, heute der Stadtteil mit der höchsten Einwohnerzahl, mit dem Baugebiet Eschendorfer Aue)
3. Gellendorf (Südost, mit der Gartenstadt Gellendorf)

Eingemeindete Dörfer (Eingemeindung 1. Januar 1975)
1. Rodde (als Teil der Gemeinde Rheine rechts der Ems)
2. Mesum (ehem. Gemeinde)
3. Elte (ehem. Gemeinde)
4. Hauenhorst (ursprünglich Bauerschaft links der Ems, mit dem Bau der Eisenbahn zum Dorf gewachsen)

Neue Siedlungen
1. Schotthock (entstanden als Werkssiedlung der Textilindustrie, nordöstlich der Innenstadt)
2. Dorenkamp (südwestlich der Innenstadt, größte Siedlung mit relativ dichter Bebauung)
3. Kanalhafen (Siedlung und Gewerbegebiet am Dortmund-Ems-Kanal, wird in der Regel als Teil von bzw. gemeinsam mit Rodde ausgewiesen)

Je nach Zweck der Gliederung werden noch folgende kleinere Stadtteile benannt:
1. Baarentelgen (das größte Industriegebiet der Stadt, im Industriegebiet Altenrheine, nördlich von Schotthock)
2. Hörstkamp (Ortslage südlich der Innenstadt, am Jakobi-Krankenhaus)
3. Schleupe (westlich der Innenstadt, zwischen der Bahnlinie nach Norden und der alten Bahnstrecke nach Ochtrup)
4. Stadtberg (Siedlung auf dem Höhenzug rechts der Ems, nördlich der Altenrheiner Straße)
5. Südesch (Ortslage zwischen Innenstadt und Gellendorf, dazu gehört die Werkssiedlung Weißenburg)
6. Wietesch (nördlich der Innenstadt, links der Ems)

Nicht als Stadtteile i. e. S. gelten:
- Darbrook (Wohngegend südlich von Dutum)
- Thieberg (Höhenzug links der Ems, Fortsetzung des Stadtbergs)
- Gartenstadt Gellendorf (gegründet auf einem ehemaligen Kasernengelände südlich von Gellendorf)
- Eschendorfer Aue (neues Wohngebiet im Süden von Eschendorf)
- Wohnpark Dutum (Baugebiet in Dutum)
- Ellinghorst (Wohngegend in Bentlage beim Zoo)
- Heine (Bauerschaft nördlich von Elte)

Die Namen der alten Bauerschaften sind teilweise noch gebräuchlich, im offiziellen Sprachgebrauch aber verschwunden, bzw. sie werden noch als Straßenname verwendet. Beispiele: Kloddenhook und Uhlenhook (zu Wadelheim), Nahrodde und Fernrodde (Rodde), Aussenhook, Möllerhook, Baarentelgen und Gresbrock (Altenrheine), Austenhook, Birkhook und Brüggerhook (Catenhorn), Nasigerhook (Mesum), Brochtrup (Hauenhorst), Heine und Feldkante (Elte).

### Wahlbezirke
Rheine hat 22 Wahlbezirke:
| - Baarentelgen(Altenrheine)/Schotthock-Nord - Altenrheine - Schotthock-West - Schotthock-Ost - Stadtberg - Rheine-Ost - Eschendorf - Eschendorf-West/Innenstadt-Ost - Rodde/Kanalhafen/Eschendorf-Ost - Südesch/Gellendorf-Nord - Elte/Gellendorf-Süd | - Mesum-Süd - Mesum-Nord - Hauenhorst-Ost/Mesum-West - Hauenhorst-West/Catenhorn/Darbrook - Innenstadt-West/Hörstkamp - Dorenkamp-Süd - Dorenkamp - Dutum - Schleupe/Thieberg - Wadelheim/Bentlage-West - Wietesch/Bentlage-Ost |

### Stadtteilbeiräte
Die elf Stadtteilbeiräte sind wie folgt zusammengesetzt
| - Stadtteilbeirat Altenrheine - Stadtteilbeirat Bentlage/Wadelheim/Wietesch/Schleupe - Stadtteilbeirat Dutum/Dorenkamp - Stadtteilbeirat Elte - Stadtteilbeirat Eschendorf - Stadtteilbeirat Gellendorf/Südesch | - Stadtteilbeirat Hauenhorst/Catenhorn - Stadtteilbeirat Innenstadt/Hörstkamp - Stadtteilbeirat Mesum - Stadtteilbeirat Rodde/Kanalhafen - Stadtteilbeirat Schotthock |

### Einwohnerzahlen
| Altenrheine | 2134  |
| Bentlage    | 2397  |
| Catenhorn   | 586   |
| Dorenkamp   | 9958  |
| Dutum       | 3631  |
| Elte        | 2215  |
| Eschendorf  | 11332 |
| Gellendorf  | 2430  |
| Hauenhorst  | 3737  |
| Hörstkamp   | 2083  |
| Innenstadt  | 2627  |
| Mesum       | 8686  |
| Rodde*      | 1724  |
| Schleupe    | 4027  |
| Schotthock* | 9414  |
| Stadtberg   | 3610  |
| Südesch     | 3455  |
| Wadelheim   | 3561  |
| Wietesch    | 1983  |

Stand 2018, * Rodde inkl. Kanalhafen, Schotthock inkl. Altenrheine-Baarentelgen

## Geschichte

### Vor- und Frühgeschichte des Siedlungsraumes Rheine

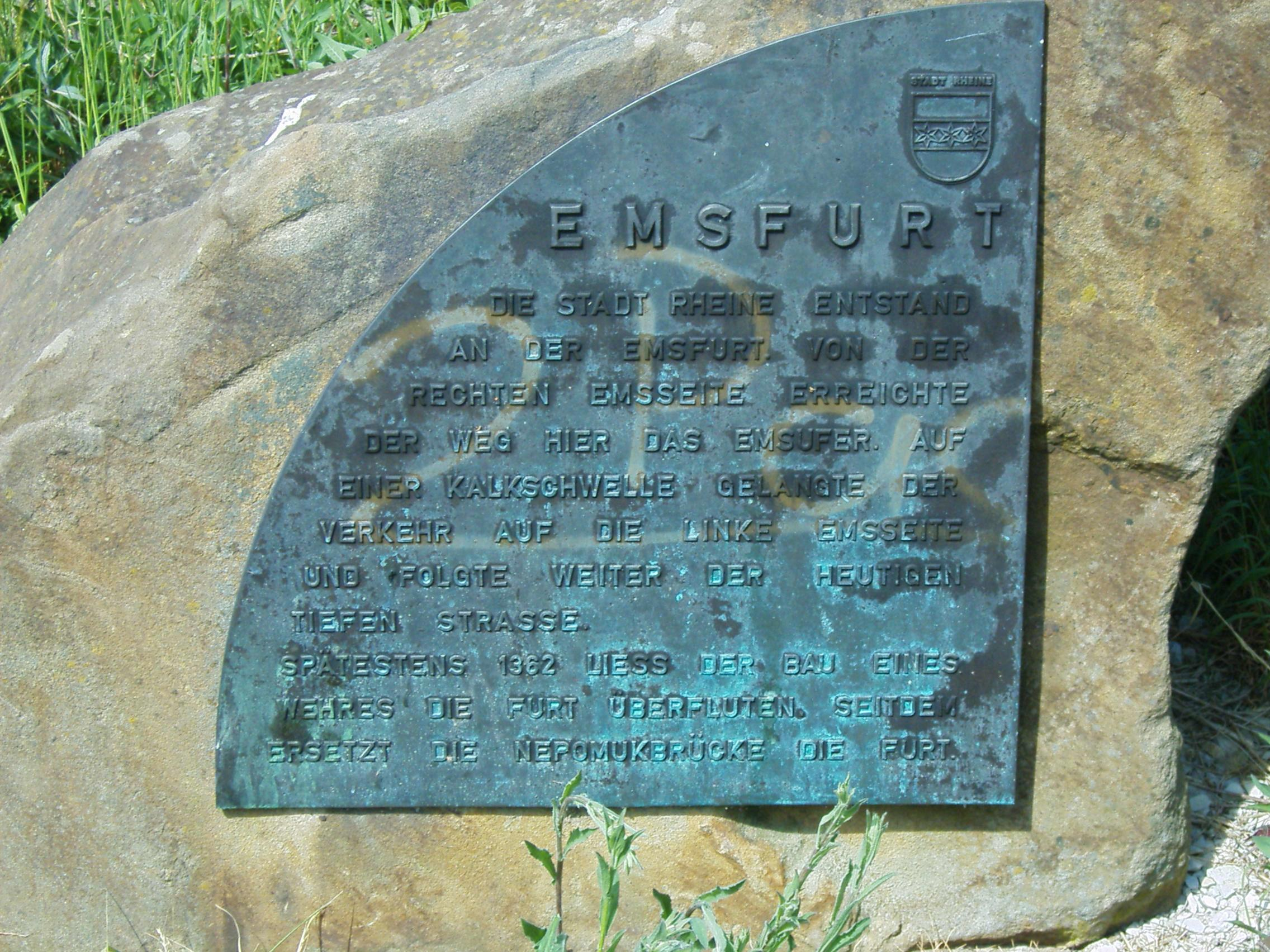
Gedenktafel an der ehemaligen Emsfurt

Archäologische Funde (Großsteingrab von Rheine-früher Altenrheine, heute im Schotthock) zeugen davon, dass der Raum um Rheine bereits ab der mittleren Jungsteinzeit, etwa um 3200 v. Chr., besiedelt war. Weitere Besiedlungen (600 bis 500 v. Chr.) sind durch Ausgrabungen im Stadtteil Altenrheine belegt, der auf dem heutigen Stadtberg, rechts der Ems, gelegen ist. In Altenrheine wurde bei Ausgrabungen ein Hünengrab aus Findlingsblöcken dokumentiert, ferner der etwa 3500 Jahre alte Abdruck eines Leichnams geborgen (zu sehen im Falkenhof-Museum). Links der Ems, im Bereich des heutigen Stadtzentrums, wurden bei Grabungen im Sommer 2018 auch Siedlungsspuren aus der Trichterbecherkultur und der vorrömischen Eisenzeit entdeckt.
Möglicherweise spielte die Region um Rheine während der römischen Germanicus-Feldzüge (14 bis 16 n. Chr.) eine gewisse Rolle. Sie könnte im Frühsommer 15 n. Chr. der Ausgangspunkt eines Feldzuges gegen die verbündeten germanischen Stämme unter Arminius gedient und zu weiteren Gelegenheiten als römisches Etappenziel Verwendung gefunden haben. Zwei frühgeschichtliche Fernwege kreuzten sich in Rheine. Es waren dies der Hellweg vor dem Sandforde und die Friesische Straße. Der Hellweg führte von den IJsselstädten (Zwolle, Deventer, Arnheim) in den heutigen Niederlanden über Rheine nach Bremen und in die ostwestfälische Region um Minden sowie nach Paderborn. Die durch Rheine führende Friesische Straße ist einer der sieben, von Karl dem Großen urkundlich bestätigten, Fernhandelswege für den Handel der Friesen mit dem Binnenland. Sie führte vom friesischen Emden an der Nordsee über das westfälische Münster weiter in südliche Richtung. Der Historiker Joseph Prinz nennt insbesondere die Friesische Straße als maßgeblichen Grund für das Entstehen der Städte Münster und Rheine.

### Frühes Mittelalter
Nach heutigem Kenntnisstand besiedelten spätestens seit dem 5. Jahrhundert sächsische Stämme die Region Rheine östlich der Ems. Sie dürften die hier vorher siedelnden germanischen Stämme vertrieben oder unterworfen und in ihre Stammesverbände integriert haben. Belege für diese frühe sächsische Besiedelung sind Ortsnamen mit Endungen auf -dorf (niederdeutsch auch -dorp oder -trup) wie im Falle der Region Rheine die Toponyme Austrup (früher Eschendorf, heute Schotthock), Eschendorf und Gellendorf. 
Das linke Emsufer, in unmittelbarer Umgebung der heutigen Kernstadt, blieb nach heutigem Kenntnisstand bis in das 8. Jahrhundert unbesiedelt. Es war vornehmlich von sumpfigem Gelände und schweren, zum Teil auch steinigen Böden geprägt und mit den damaligen Techniken des Ackerbaus nicht erfolgreich zu bewirtschaften. Der bis weit in das 8. Jahrhundert bei den Sachsen gebräuchliche Hakenpflug war für diese Art von Böden ungeeignet. Die westlich, links der Ems vorliegenden auf -heim endenden Ortsnamen wie Dutum (im 12. Jahrhundert Duttenheim) und Wadelheim weisen auf die fränkische Kolonisation zum Ende des 8. und Beginn des 9. Jahrhunderts hin. Erst mit der Einführung des moderneren Beetpfluges unter den fränkischen Herrschern im 9. Jahrhundert konnte allmählich auch das linke Emsufer urbar gemacht werden. Von hier ging auch die eigentliche Stadtgründung aus.
Die Sachsenkriege:

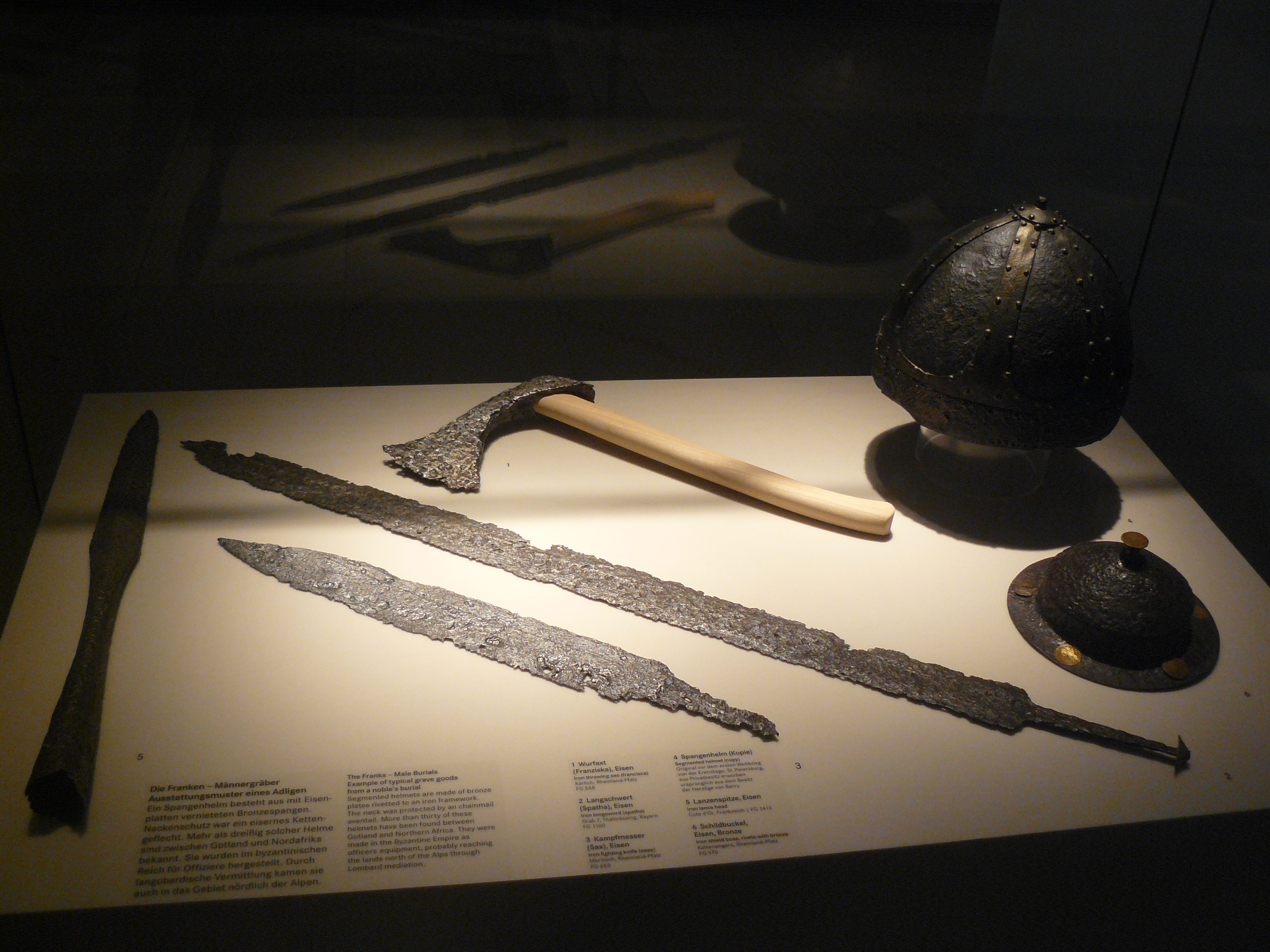
Typische Bewaffnung eines fränkischen Fürsten der Merowingerzeit: Spatha, Sax, Franziska, Spangenhelm und Schildbuckel (Germanisches Nationalmuseum, Nürnberg)

Vermutlich hatten Abteilungen sächsischer Krieger schon seit Beginn des 8. Jahrhunderts die für ihre Raubzüge ins westliche Münsterland bis ins Gebiet der IJssel günstig gelegene Emsfurt als leichten Übergang genutzt. Im Zuge dieser eher unorganisierten, kaum als Kriegszüge zu bezeichnenden Übergriffe, begannen sie allmählich die fränkische Bevölkerung dieser Gebiete zu vertreiben. Der fränkische Geschichtsschreiber Einhard berichtet aus dieser Zeit über Mord, Raub und Brandstiftung „von beiden Seiten“, wie er deutlich betont. Weiter heißt es bei Einhard sinngemäß:
Dies erbitterte die Franken so sehr, dass sie nicht mehr nur Gleiches mit Gleichem vergelten, sondern offen Krieg gegen die Sachsen führen wollten. Der Krieg wurde also begonnen und mit großer Erbitterung 33 Jahre lang geführt.
Im Zuge dieser von 772 bis 805 geführten Sachsenkriege Karls des Großen konnte dieser zwar anfänglich erhebliche militärische Erfolge verzeichnen, besonders aber die auch in der Region Rheine siedelnden westfälischen Sachsen erhoben sich wiederholt unter Führung ihres Herzogs Widukind gegen die militärisch und organisatorisch weit überlegenen Franken. Offene Feldschlachten vermeidend fügte Widukind mit Guerilla-Taktiken dem fränkischen Heer teils sogar empfindliche Niederlagen zu. Reine fränkische Rachefeldzüge in die sächsischen Stammesgebiete und eine einfache Unterwerfung und Christianisierung der Sachsen genügte zur Befriedung der Stämme also nicht; nötig wurde eine dauerhafte fränkische Besetzung, Kolonisierung und Missionierung der sächsischen Gebiete.
Speziell in Rheine war es im Rahmen dieser Besatzungspolitik strategisch daher vordringlich, die Emsfurt gegen aufständische sächsische Stämme zu verteidigen.

### 800 – Villa Reni – Keimzelle der Stadt Rheine

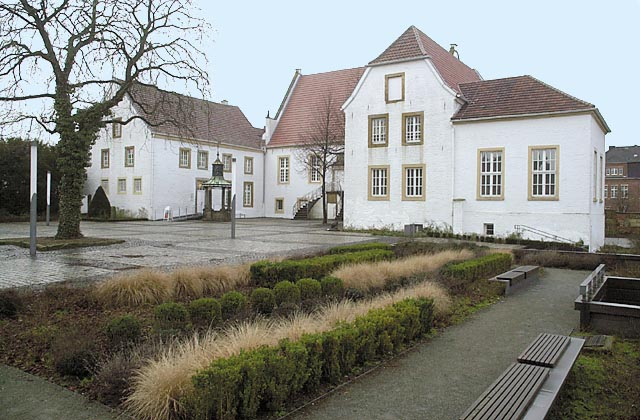
Der Falkenhof, die Keimzelle der Stadt Rheine, wurde erstmals im Jahr 838 in einer Schenkungsurkunde Ludwigs des Frommen erwähnt. Äußerlich wirkt der Falkenhof heute wie eine barocke Anlage; tatsächlich wuchs der Falkenhof aber in Jahrhunderten zu seiner heutigen Form zusammen. Erhalten geblieben ist der gesamten Hofanlage die für fränkische Königsgüter typische Form.

Im Zuge der Sachsenkriege des fränkischen Königs Karl (des Großen) wurde zur Sicherung der Emsfurt gegen die Sachsen ein befestigtes Königsgut links der Ems auf einer Anhöhe oberhalb der Furt errichtet, die Villa Reni. Sie diente zugleich wohl auch als Versorgungsstützpunkt für durchziehende fränkische Krieger.
Nahe diesem Hof wurde zeitgleich eine Kirche erbaut, die dem Heiligen Dionysius geweiht wurde. Bei dieser Kirchengründung ist klar der fränkische Einfluss erkennbar. So wirkte St. Dionysius im 3. Jahrhundert als Missionar in Gallien, dem Kerngebiet des Merowingischen und später Karolingischen Reiches. Das genaue Gründungsjahr der Villa Reni ist unbekannt. Alle Erkenntnisse über die Geschichte des Gutshofes bis zu seiner ersten urkundlichen Erwähnung im Jahr 838 stützen sich mangels anderer Belege auf archäologische Grabungen und auf die daraus gezogenen Schlussfolgerungen. Historiker vermuten aber, dass eine große zeitliche Nähe zur Klostergründung Mimigernaford (Münster) gegen Ende des 8. und Anfang des 9. Jahrhunderts besteht, da die Missionierung der Sachsen durch Bischof Liudger und die Sachsenkriege Karl des Großen in einem engen räumlichen und zeitlichen Zusammenhang stehen. In seiner Wirtschaftsstruktur ist eine Villa, so die damalige Bezeichnung für einen mittelalterlichen Gutshof, annähernd mit der eines kleinen Dorfes vergleichbar.
Von den ersten Gebäuden der Villa Reni ist nichts erhalten geblieben. Der Gutshof als solcher besteht an derselben Stelle allerdings bis heute fort. Im Laufe seiner Geschichte wechselte das Gut mehrfach seine Eigentümer und erhielt im Jahr 1437 nach dem damaligen Eigentümer von Valke den noch heute bestehenden Namen Falkenhof.
Der frühmittelalterliche Gutshof Villa Reni wird heute als Keimzelle der Stadt Rheine angesehen, deren Name direkt auf den Gutshof Reni (später auch Rene) zurückzuführen ist. Die Ems durchfließt unterhalb des Falkenhofes mit schneller Strömung eine nur etwa 50 Meter breite Engstelle, die eine tektonische Schwachstelle von Thieberg und Stadtberg markiert. Das Wasser ist an dieser Stelle seicht und die Sohle des Flusses wird von festem Felsgrund gebildet. Die Furt eignete sich daher auch für die Durchquerung mit schweren Wagen. Es wird angenommen, dass schon sehr früh eine Fähre den Übergang auch bei hohen Wasserständen ermöglichte. Belege dafür fehlen allerdings.
Eine sächsische oder noch ältere Vorgängersiedlung an der Stelle der Villa Reni ist archäologisch nicht belegt.

### 838 – Erste urkundliche Erwähnung

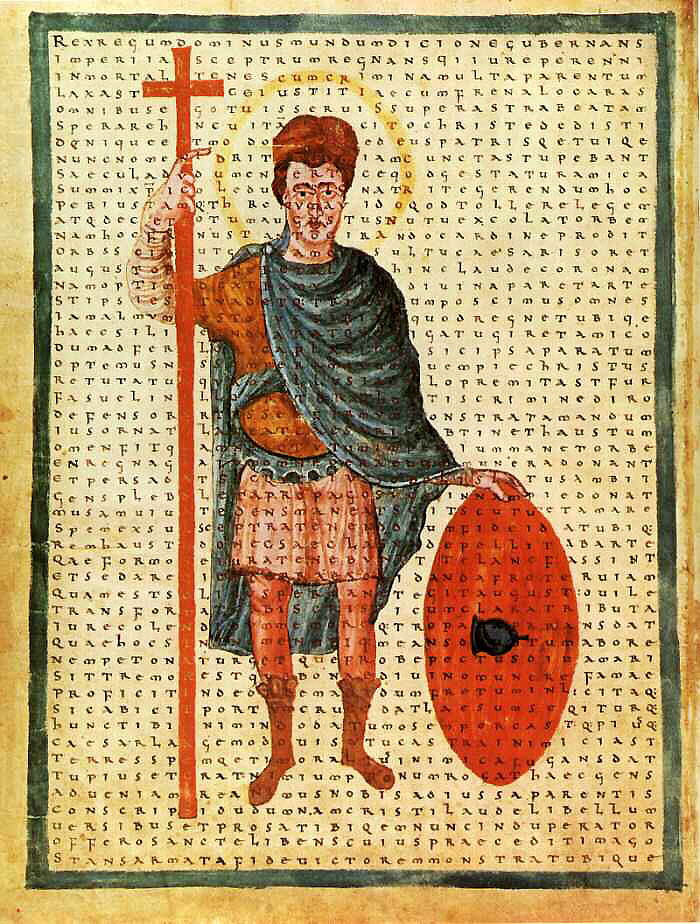
Ludwig der Fromme: In seiner Schenkungsurkunde aus dem Jahr 838 findet sich die älteste urkundliche Erwähnung der Villa Reni, der Keimzelle der späteren Stadt Rheine.

Die erste urkundliche Erwähnung des fränkischen Gutshofes Villa Reni findet sich in der auf den 7. Juni 838 datierten Schenkungsurkunde Kaiser Ludwig des Frommen, in der er neben anderen königlichen Gütern auch das Gut Reni samt zugehöriger Kirche, allen Hörigen und Zinspflichtigen dem Benediktinerinnenstift Herford überschrieb.
Der entsprechende Passus der auf Latein abgefassten Urkunde lautet in der Übersetzung (Auszug):
„Deshalb wollen wir [Ludwig], dass allen Gläubigen der heilgen Kirche Gottes und unseren Leuten, und zwar den jetzt und künftig lebenden, bekannt sei, dass es uns gefallen hat, auf ein Kloster mit Namen Herifurth, das bekanntlich im Herzogtum Sachsen in Verehrung der heiligen Gottesgebärerin Maria, der immerwährenden Jungfrau, gestiftet wurde und das zur Zeit, wie wir wissen, die ehrwürdige Äbtissin Tetta leitet, bestimmte Güter, die Bestandteil unseres Besitzes sind, und Eigenhörige im erwähnten Herzogtum Sachsen zur Vermehrung unseres Verdienstes zu übertragen, damit hieraus in reicherem Maße den Mägden Christi, die eben dort im Laufe der Zeiten ihr Leben verbringen, der notwendige Unterhalt gewährt und für die Bedürfnisse des Klosters gesorgt werde. Dies ist im Gau, der „Bursibant“ heißt, auf dem Gut mit Namen Reni die eben dort erbaute Kirche mit ihrem Zehnten und allen Besitzungen und Eigenhörigen, die recht- und gesetzmäßig zu ihr gehören, (…)

Gegeben am 7. Juni in dem durch Christi Gnade 25. Jahre der Herrschaft des erhabenen Herrn Ludwigs des Frommen, im ersten Jahr der Indiktion. Verhandelt zu Nimjegen in der Königlichen Pfalz. In Gottes Namen Glück und Heil! Amen.“

### 838 bis 1327 – Stadtwerdung
In der Schenkungsurkunde Ludwig des Frommen von 838 werden neben der Villa Reni auch die Schenkungen von Wettringen und Schöppingen erwähnt. Die Villa Reni erfährt in der Urkunde eine bevorzugte Erwähnung, woraus eine herausragende Bedeutung des Ortes für die weitere Umgebung geschlossen werden kann. Der besondere Hinweis „mit ihrem Zehnten und allen Besitzungen und Eigenhörigen“ in der Schenkung (siehe oben) lässt laut dem Historiker Karl Bosl bereits auf eine Bevölkerung schließen, die sich auch aus unfreien Handwerkern und Transportleuten zusammensetzte und die nicht mehr an die Scholle gebunden war. Es bestand also bereits eine kleine Siedlung.
Nennungen des Ortes Rheine in Urkunden aus den Jahren 853 (hier Hreni genannt), 995 und 1002 (hier Hreini genannt) bestätigen inhaltlich im Wesentlichen den Status des Ortes und der Besitzungen des Klosters Herford. Eine auf die Jahre 1022 bis 1032 datierte Urkunde lässt auf eine starke Bevölkerungszunahme im 11. Jahrhundert schließen, in der Landbesitz für die Errichtung einer weiteren Kirche im Norden des Ortes verschenkt wird. In Urkunden von 1126 und 1156 wird Rheine erstmals als pagus Rene bezeichnet. Der Begriff pagus bezeichnet einen zusammengehörigen Bezirk mit festen dörflichen Strukturen. Damit durfte die Entwicklung Rheines vom Gutshof (villa) zum Dorf als abgeschlossen gelten.
Im 13. und 14. Jahrhundert geriet Rheine immer stärker in den Fokus bischöflich-münsterscher Territorialpolitik. Bereits seit Liudger war für die Bischöfe von Münster die über Rheine führende Friesische Straße nach Emden von vorrangigem Interesse, die nicht nur wichtiger Handelsweg war, sondern auch das Ober- und Niederstift des Bistums miteinander verband. Rheine befand sich dabei einerseits im Besitz des Klosters Herford, andererseits überschnitten sich nördlich des Raumes Rheine und in der Siedlung selber die Interessen der Grafen von Bentheim, Lingen, Steinfurt und Tecklenburg. Um das Jahr 1300 hatten der Graf von Bentheim mit der Devesburg im heutigen Ortsteil Bentlage und die Herren von Steinfurt mit der Schwanenburg im heutigen Ortsteil Elte zudem befestigte militärische Vorposten nahe dem aufstrebenden Dorf Rene angelegt. Beide Burganlagen sind nicht mehr erhalten. Die Schwanenburg wurde im Jahr 1343 schließlich von Bischöflich-Münsterschen Truppen erobert und restlos geschleift.

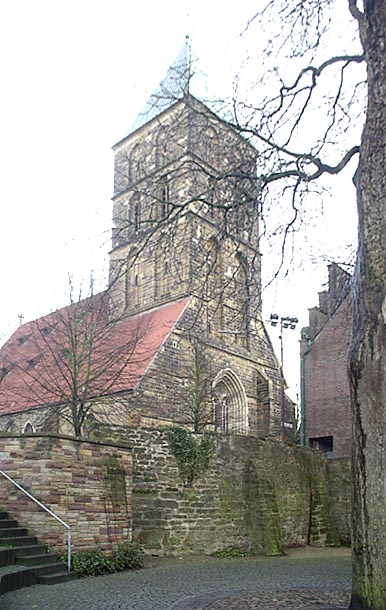
Der letzte Rest der ersten Stadtmauer von Rheine, zugleich Mauer der sogenannten Kirchburg, findet sich vor dem Westportal der Stadtkirche St. Dionysius. Spätestens im Jahr seiner Stadtwerdung, 1327, war der Ort befestigt.

Aus machtpolitischen Gründen war es für die Bischöfe von Münster daher unabdingbar, den Ort Rene für sich in Besitz zu nehmen und zu befestigen. Um dieses Ziel zu erreichen, unterstützen die Bischöfe zunächst den Ausbau Rheines zu einem städtischen Zentrum, womit sie ihre Macht und ihren Einfluss sicherten.
Diese Politik spitzte sich unter Bischof Ludwig II. von Hessen (im Amt von 1310 bis 1357) zu. Im Jahr 1314 bezeichnete Bischof Ludwig II. den Ort Rheine in einer Urkunde bereits als „oppidum Rene“, also als „Stadt“ Rheine. Wenn der Begriff „oppidum“ in dieser Zeit immer für einen befestigten Ort gebraucht wurde, gab es möglicherweise bereits um 1314 erste Stadtbefestigungen. Als gesichert gelten diese für das Jahr 1327.
Spätestens im Jahr 1323 hatte Bischof Ludwig erstmals den Versuch gewagt, Rheine zu befestigen und endgültig seiner Gewalt zu unterstellen. Sein Vorhaben scheiterte, als er in einer Fehde mit Graf Engelbert von der Mark unterlag und in Gefangenschaft geriet. Der mit Graf Engelbert geschlossene Friedensvertrag diktierte, die begonnene Befestigung Rheines wieder aufzuheben. Graf Engelbert folgte mit dieser Forderung vermutlich seinem Verwandten und Verbündeten, dem Grafen Otto von Tecklenburg. Gegen dessen Grafschaft richtete sich der Plan Bischof Ludwigs, den Ort Rheine als befestigten Stützpunkt anzulegen. Ob die begonnene Befestigung aber tatsächlich wieder geschleift wurde, ist nicht sicher. Nur vier Jahre später, bei der Stadtwerdung, sind bereits vorhandene Befestigungen belegt.

### 1327 – Verleihung der Stadtrechte
Einen neuerlichen Versuch, Rheine seinem Machtbereich einzuverleiben, unternahm Bischof Ludwig vier Jahre später. Am 15. August 1327 verlieh er Rheine das Stadtrecht und verzichtete in der Urkunde zugleich auf die Hälfte der Einnahmen des Gerichtes, damit die Stadt mit diesen Mitteln weiter befestigt werden konnte.
Der Inhalt der auf Latein abgefassten Urkunde lautet in der gekürzten Übersetzung:
„Wir Ludwig, durch Gottes Gnade Bischof der Kirche zu Münster, geben allen […] bekannt: Nach vorausgegangener Beratung und getragen von dem Wunsch, dass zum Nutzen der Kirche und Unseres Landes der befestigte Ort in Rene, der durch Uns neu angelegt und begründet wurde, eine erfolgreiche Fortentwicklung nehmen möge, geben und übertragen Wir diesem Ort und Unseren Bürgern dort zur Stärkung dieses Ortes durch dieses Dokument aus freiem und eigenen Willen die Hälfte Unseres weltlichen Gerichts ebendort und des Erlöses aus dem Vergehen derer, die vor Gericht Straftäter sind, ferner alle Freiheit, Gunst und Gerechtigkeit, die Unsere Einwohner von Münster in ihrer Stadt Münster […] bisher schon in Anspruch genommen und schätzen gelernt haben. […] Gegeben und verhandelt […] im Jahr des Herrn 1327 am Tag der Himmelfahrt der seligen Jungfrau Maria“
Diese Urkunde verstieß eindeutig gegen geltendes Recht, da Bischof Ludwig II. über etwas verfügte, was ihm gar nicht gehörte. Er ignorierte die seit 838 immer wieder bestätigten Besitzansprüche der Abtei Herford an Rheine und verleibte den Ort dem Bistum Münster ein. Er beurkundete seinen Rechtsbruch sogar dergestalt, dass er gegen besseres Wissen angab, der Ort Rene sei von ihm angelegt und neu begründet worden.
Der Zeitpunkt für diesen rechtswidrigen Akt war klug gewählt, denn Widerstand hatte Bischof Ludwig dieses Mal nicht zu fürchten. Graf Engelbert von der Mark hatte sich erst kurz zuvor von einer Exkommunikation lösen können, die ihm der Papst wegen der Gefangennahme Ludwigs auferlegt hatte. Er wird daher einen erneuten Streit mit dem Bischof gescheut haben. Graf Otto von Tecklenburg stand am Ende seines Lebens und war bereits mit der Ordnung seines Nachlasses beschäftigt und hatte kein Interesse mehr an einem Konflikt mit dem Bischof, zumal Graf Otto keine direkten Erben hinterließ. Nur die Äbtissin Liudgardis der Abtei Herford beklagt sich und nannte das Vorgehen des Bischofs als eindeutige Rechtsverletzung. Von ihr aber hatte Ludwig nichts zu befürchten. Sein Plan, sich Rheine untertan zu machen, gelang.

### Einfluss des Hochstiftes Münster auf die neue Stadt
Mit der Verleihung der Stadtrechte im Jahr 1327 wird der Einfluss der umliegenden und mit Bischof Ludwig II. um Macht und Einfluss in Rheine und der ganzen Region ringenden Grafschaften erheblich zurückgedrängt. So hat die neue „Stadt“ nun auch ein Anrecht auf eine eigene Gerichtsbarkeit. Vor der Stadtwerdung unterstand die Stadt gemäß der Schenkungsurkunde Ludwigs des Frommen von 838 dem Vogtrecht des Klosters Herford. In der Regel übten die Grafen von Tecklenburg die Vogtsgerichtsbarkeit an jährlich zwei Gerichtstagen aus.
Neben dem Vogtgericht war ein sogenanntes Gogericht über die Stadt Rheine hinaus zuständig für die Gerichtsbarkeit im gesamten Gau. Das Gogericht in Rheine unterstand als Lehen seit je her der adeligen „Familie von Rene“. Im Jahr 1345 gelang es Bischof Ludwig II., der Familie Rene die Hälfte des Gogerichtes mit allen Rechten und Einkünften abzukaufen; 1351 erwarb er die zweite Hälfte. Damit konnte Bischof Ludwig II. seine Herrschaft in Rheine erheblich festigen.
Eine ähnliche Politik wie in Rheine betrieb Bischof Ludwig II. in seinem gesamten Bistum: Neben Rheine verlieh er Stadtrechte auch den Orten Dülmen, Billerbeck, Werne und anderen, entzog diese Orte so dem Einfluss des mit ihm um Macht und Einfluss konkurrierenden Adels und zementierte damit die weltliche Macht seines Hochstifts für nahezu fünf Jahrhunderte bis zu dessen Zwangsauflösung im Jahr 1802. Ebenso lange blieb Rheine bischöfliche Stiftsstadt.

### Erster Aufschwung in den Jahren nach Stadtgründung
Spätestens für das Jahr 1355 ist das „Amt Rheine“ belegt, das im Auftrag seines bischöflichen Landesherrn Abgaben einzieht, Verwaltungsaufgaben ausübt und stellvertretend die Rechte des Bischofs wahrnimmt und wahrt. Rheine entwickelte sich in der Folgezeit zu einem echten städtischen Zentrum: Ein gewählter Rat wurde gebildet, Bürgermeister standen der Stadt vor und Gilden gründeten sich; als eine der ersten fand die Schneidergilde im Jahr 1366 urkundliche Erwähnung.
Einen nicht zu unterschätzenden, positiven Einfluss auf die Entwicklung der Stadt hat die wohl ebenfalls im zeitlichen Rahmen der Stadtgründung errichtete, erste hölzerne Emsbrücke; urkundlich erstmals 1362 erwähnt. Der Handelsverkehr war nicht mehr auf die sicherlich nicht ganzjährig zu passierende Emsfurt angewiesen, deren Passage zudem auf einem Weg an der Stadt vorbei führte. Durchreisende Fuhr- oder Kaufleute mussten nun Wegzoll an die Stadt entrichten, da Brücke und Handelsstraße mitten in und durch die Stadt führten.
Vom wirtschaftlichen Aufschwung, den die Stadt in den ersten Jahrzehnten nach der Verleihung der Stadtrechte erlebte, zeugt auch der in Angriff genommene Neubau der St. Dionysius Stadtkirche um das Jahr 1400, die ihren älteren Vorgängerbau ersetzte.

### Der Bau der Stadtkirche

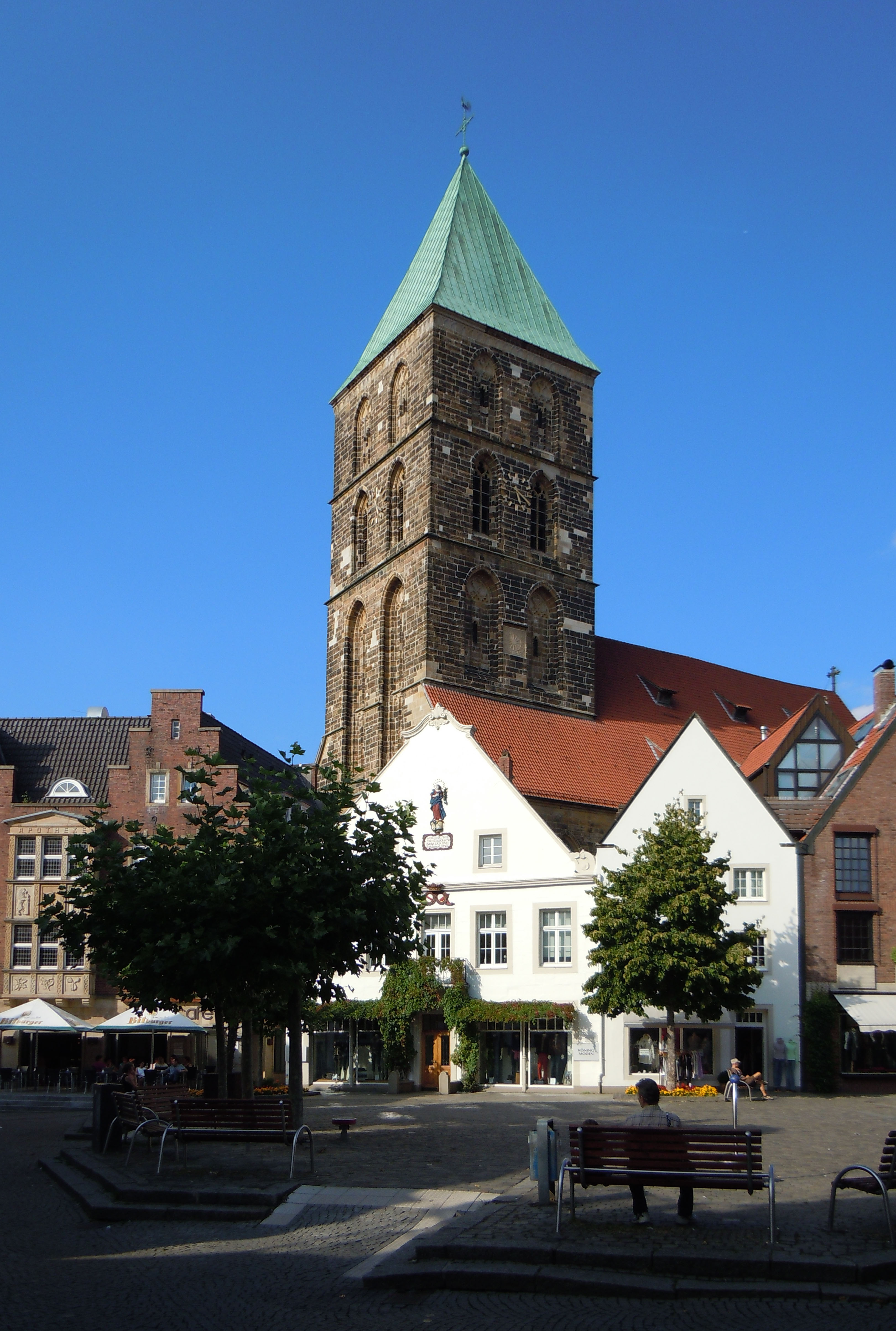
Die Stadtkirche vom historischen Marktplatz aus gesehen

Die Arbeiten an der spätgotische Hallenkirche wurden etwa um das Jahr 1400 begonnen, dauerten rund 120 Jahre und wurden spätestens im Jahre 1520 mit der Vollendung des Turmes abgeschlossen.
Die lange Bauzeit erklärt sich zum einen aus bautechnischen Erschwernissen: So durfte der neue Kirchenbau die alte Kirche nur nach und nach in mehreren Bauabschnitten ersetzen. Das war nötig, da der Gemeinde während der gesamten Bauzeit weiterhin ein „funktionierendes“ Gotteshaus zur Verfügung stehen musste. Ein zweites Problem waren für die zu dieser Zeit kaum 2000 Einwohner zählende Stadt die hohen Kosten des Kirchbaus. Die Summe für einen kompletten Neubau in einem Zuge wäre niemals aufzubringen gewesen; auch aus diesem Grund musste der Bau über viele Jahrzehnte in mehrere in sich geschlossene Bauabschnitte aufgeteilt werden.

### Gründung des Klosters Bentlage

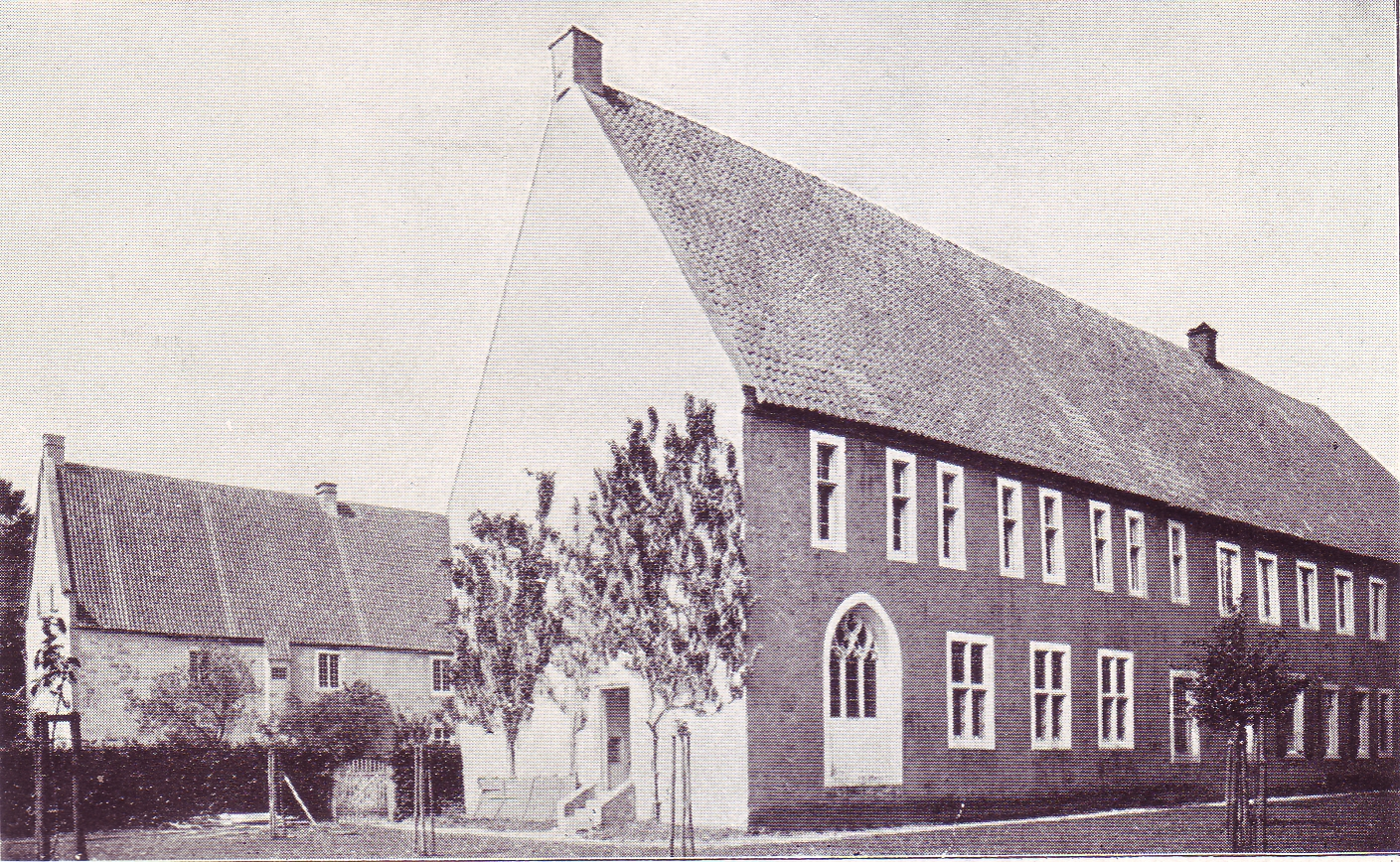
Das Kloster Bentlage auf einem Foto aus dem Jahr 1894

Im 11. Jahrhundert wird der Ort der späteren Klostergründung unter dem Namen Buntlagi erwähnt, als die Länderei zum Unterhalt einer Eigenkirche des sächsischen Adelsgeschlechtes der Billunger gestiftet wird. Eine der hl. Gertrud geweihte Kapelle mit kleinem Friedhof wurde errichtet.
Im Jahre 1437 überträgt Hochstift Münster die Kapelle samt zugehöriger Länderei dem Orden vom Heiligen Kreuz mit der Erlaubnis einer Klostergründung. Zugleich erhalten die Kreuzherren (auch Kreuzbrüder) damit das Recht der Salzgewinnung auf ihren Gütern und die Fischereigerechtigkeit in der Ems.
Die Anfangsjahre des Klosters sind von finanziellen Schwierigkeiten geprägt, die erst in der zweiten Hälfte des 15. Jahrhunderts, spätestens im Jahre 1463 mit dem Bau der Klosteranlage überwunden sind. Ab diesem Zeitpunkt erlebt das Kloster seine erste Blütezeit, als hier zeitweise mehr als 50 Chorherren leben. Anfang des 16. Jahrhunderts beginnt der Niedergang. Aus dem Jahr 1631 ist überliefert, dass nurmehr sieben Kreuzherren das Kloster bewohnen.
Am 21. September 1647 brandschatzen schwedische Truppen das Kloster. Der Wiederaufbau erstreckt sich bis ins Jahr 1662. Ein neuerlicher Aufschwung des Klosters setzte ein, bis in der zweiten Hälfte des 17. Jahrhunderts wieder rund ein Dutzend Kreuzherren im Kloster lebten. In der zweiten Hälfte des 18. Jahrhunderts beginnt indes ein erneuter Niedergang, der nicht mehr aufzuhalten ist. Das Kloster wird schließlich im Zuge der Säkularisation im Jahr 1803 zwangsweise aufgelöst.

### Die Münsterische Stiftsfehde
Mit dem Tod des münsterschen Bischofs Heinrich II. von Moers im Jahr 1450 kam es zum Streit um dessen Nachfolge, die sogenannte Stiftsfehde. Zwei konkurrierende Kandidaten traten gegeneinander an. Die Stadt Münster, der Graf Johann I. von Paderborn sowie die Mehrheit der Geistlichen des Bistums sprachen sich für den Kandidaten Erich I. von Hoya aus. Auf der Gegenseite stand Walram von Moers, der von seinem Bruder Dietrich II., Erzbischof von Köln, vorgeschlagen wurde und das Amt durch eine Entscheidung des Papstes für sich gewinnen konnte. Was vordergründig wie ein Streit unter zwei Kandidaten wirkt, war hinter den Kulissen ein Kampf zwischen Köln und Kleve um die Vorherrschaft in Westfalen.
Auch Rheine hatte sich, ebenso wie Münster und andere Städte des Bistums, auf die Seite Erichs I. von Hoya gestellt, der nun seinerseits das Bistum für sich beanspruchte und offen als Gegenbischof auftrat. Im Gegenzug für die Unterstützung versprach Erich von Hoya der Stadt Rheine, deren Privilegien und Rechte nicht anzutasten.

#### Krieg um das Bischofsamt
Mitte des Jahres 1451 verbündeten sich Graf Johann von Hoya und Herzog Johann I. von Kleve und erklärten dem neuen Bischof Walram von Moers und dem Erzbischof von Köln den Krieg, um ihrem Gegenbischof Erich von Hoya die formelle Herrschaft im Bistum zu verschaffen. Militärisch gewinnen Graf Johann und Herzog Johann zwar immer mehr die Oberhand; ein entscheidender Sieg konnte trotz siegreicher Schlachten und eroberter Städte nicht erzielt werden. Die Stiftsfehde zieht ganz Nordwestfalen in schwere Mitleidenschaft.

#### Brandschatzung der Stadt Rheine
Der Konflikt löste sich schließlich selbst, als Walram von Moers am 3. Oktober 1456 starb. Zwar trat erneut ein Gegenkandidat zu Erich von Hoya an, dieses Mal bestimmte der Papst aber keinen der beiden zum Bischof, sondern vergab das Amt an einen dritten, an der Fehde unbeteiligten Kandidaten. Ein Friedensvertrag beendet den Krieg offiziell am 23. Oktober 1457.
Für Rheine rächt es sich nun, dass sie seinerzeit Erich von Hoya unterstützte. Zu dessen Gegenspielern und damit auch zu den Feinden der Stadt Rheine zählten unter anderem die Grafen und Herren von Bentheim und Steinfurt. Trotz des wenige Tage zuvor abgeschlossenen Friedensvertrages überfielen die Steinfurter am 29. Oktober 1457 die Stadt, brandschatzten sie, entführten die beiden Bürgermeister sowie eine weitere Anzahl Bürger und hielten Rheine noch bis in den Mai 1458 besetzt. Als Gegenleistung für den Abzug und die Freilassung der Geiseln hatte sich die Stadt verpflichten müssen, den Steinfurtern bis Weihnachten 1458 ein Lösegeld von 2000 Gulden zu bezahlen. Nur unter größten Anstrengungen konnte Rheine diese Summe überhaupt aufbringen, insbesondere da die Bürgerschaft bereits im Vorjahr 7000 Gulden an die plündernden Steinfurter verloren hatte.
Der Überfall, die Besetzung, die Geiselnahme ihrer Bürger und schließlich die Erpressung des Lösegeldes wurden von der Stadt als tiefe Schmach und Demütigung empfunden und prägte nachfolgend das (schlechte) Verhältnis zwischen Rheine und den Grafen von Bentheim-Steinfurt nachhaltig.

### Die Thiebauerschaft

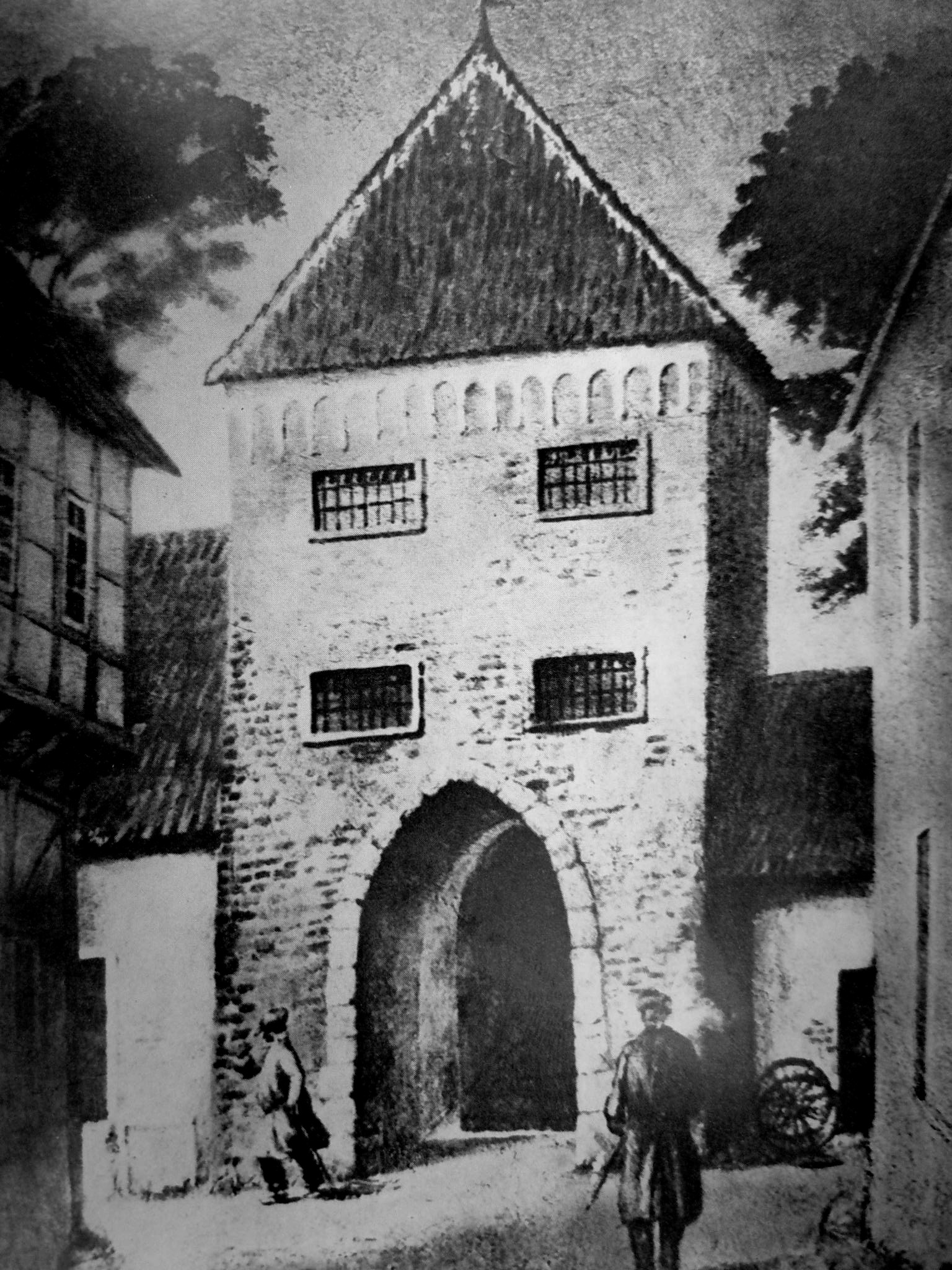
Das Thietor in der um den Thie erweiterten Stadtmauer auf einer Zeichnung aus dem 19. Jahrhundert

Mit der Anlage des Falkenhofes und dem Bau der ersten Stadtkirche einige hundert Meter flussaufwärts bildeten sich schon sehr früh in der Geschichte der Stadt zwei getrennte Siedlungskerne. Die um die Kirche und den späteren Marktplatz errichteten Gebäude sollten später zum Zentrum der Stadt Rheine werden. Direkt am Falkenhof entstand jedoch eine zweite, dörfliche Siedlung, die erstmals im Jahr 1362 als „ty“ erwähnt wird. Der Begriff Thie, in unterschiedlichen Schreibweisen, ist ein in Westfalen häufig anzutreffender Flurname, der bereits aus sächsischer Zeit für den Dorf- oder Gerichtsplatz überliefert ist aber auch gemeinschaftlich bewirtschaftete Felder, Wiesen und Wälder bezeichnen kann.
Eingemeindung des Thies:
Nach Fertigstellung der ersten Stadtbefestigungen im Jahr 1327 lag der Thie außerhalb der Stadtmauern, war selbst unbefestigt und blieb im Gegensatz zur Stadt Rheine durch und durch landwirtschaftlich geprägt. Es lagen wohl mehrere Gründe vor, die Anlass boten, den Thie in die Stadt Rheine einzugemeinden. Einer der wichtigsten dürfte dabei gewesen sein, dass die Stadtbefestigung Rheines durch die Thiebauerschaft stark geschwächt wurde, was der gelungene Überfall der Steinfurter vom Oktober 1457 eindrucksvoll belegt: Der Angriff war über den Thie erfolgt und es zeigte sich, dass die Bebauung unmittelbar vor der Stadtmauer den Angreifern beim Anmarsch Schutz vor frühzeitiger Entdeckung und eine hervorragende Deckung gegen die Verteidiger auf der Stadtmauer geboten hatte.
Frühestens im Jahr 1463, spätestens 1490 lag der Thie innerhalb der erweiterten Stadtbefestigung, wie eine Urkunde aus letzterem Jahr belegt. Allerdings konnte sich der Thie eine gewisse Eigenständigkeit und Tradition innerhalb der Stadt bis in unsere Tage bewahren.

### Die Täufer in Rheine
Die reformatorische Bewegung der Täufer bildete sich Anfang des 16. Jahrhunderts zunächst in der Schweiz. In wenigen Jahren breitete sie sich als einer der bedeutendsten Zweige der Reformation schnell über ganz Deutschland, Österreich, im niederländischen Raum und auch in Westfalen aus. Insbesondere das Täuferreich von Münster spielte eine geschichtlich bedeutende Sonderrolle.
In Rheine war das Haus einer Frau Reinking Anlaufstelle für die Täufer. Diese war die Schwester von Gerd Reinking, eines Täufers, der um das Jahr 1530 zum „Hofstaat“ Jan van Leidens, „König“ des Täuferreiches von Münster, zählte.

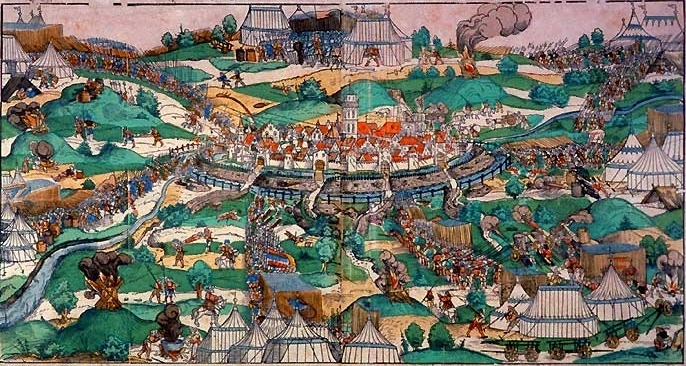
Angriff auf Münster durch die Truppen des Fürstbischofs Franz von Waldeck an Pfingsten 1534

Als die münsterschen Täufer ab 1534 von Fürstbischof Franz von Waldeck belagert wurde, entsandten diese Boten in alle Richtungen, um von anderen Täufergemeinden Hilfe bei der Entsetzung der Stadt Münster zu erbitten. In Rheine wurden die Boten von eben jener Frau Reinking empfangen und bewirtet, sodass es plausibel erscheint, auch in Rheine zumindest das Bestehen einer kleinen Täufergemeinde anzunehmen.
Groß an Zahl oder Einfluss werden die Täufer in Rheine wohl nicht gewesen sein, wie die Einladung des Fürstbischofs Franz von Waldeck zu einem Landtag nach Rheine beweist; eben hier wurde im Jahr 1533 beraten, welche Möglichkeiten die Stände des Stiftes zur Bekämpfung der Täufer ergreifen sollten.
An der Belagerung der münsterschen Täufer hatte Johann Korytzer, Gograf von Rheine, als Oberbefehlshaber des zweiten Belagerungstrupps vor dem Ludgeritor Münsters Anteil. Er konnte wegen einer dort zugezogenen Verwundung, die ihn ein Auge kostete, an der Erstürmung der Stadt Münster daher nicht mehr teilnehmen.
Nach dem gewaltsamen Ende und der Hinrichtung nahezu aller münsterschen Täufer nach der Einnahme der Stadt Münster am 24. Juni 1535, verstummen auch die Nachrichten über Täufer in Rheine. Lediglich im Jahre 1537 werden noch einmal Täufer im Amt Rheine-Bevergern erwähnt, die zwar verhaftet und verhört, aber nicht mehr hingerichtet werden.

### Die Reformation in Rheine

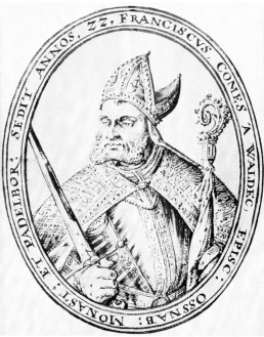
Franz von Waldeck

Nach dem Sieg über die Täufer hatte Franz von Waldeck mit der Stadt Münster und den anderen Städten des Bistums, so auch Rheine, im Jahr 1542 ein Beistands- und Schutzbündnis unterzeichnet. Auf dem Landtag im Folgejahr unterbreitete er den Ständen, zu denen auch die Städte zählten, den Vorschlag, das Stift nach dem Vorbild der lutherisch geprägten Augsburger Konfession zu reformieren.
Franz von Waldeck schlug allerdings heftiger Widerstand des münsterschen Domkapitels entgegen. Auch aus anderen, reichspolitischen Gründen musste sich Waldeck bis zu seinem Tod im Jahr 1553 damit begnügen, die freiwillig zur evangelischen Lehre Übergetretenen zu schützen und zu unterstützen, er konnte aber keine eigentliche Reformation in seinem Bistum durchführen, die somit auch in Rheine ausblieb. Die Stadt blieb zunächst nominell katholisch. Noch zu Waldecks Lebzeiten und insbesondere in den Jahren nach seinem Tode wandten sich in Rheine allerdings mehr und mehr Bürger dem Protestantismus zu. Um 1579 scheint auch die Mehrzahl der Adeligen im Hochstift zur Augsburgischen Konfession gewechselt zu sein, während das Hochstift Münster katholisch geblieben war.

#### Erstarken des Protestantismus
Bereits im Jahr 1571 hatte der münstersche Bischof Johann von Hoya eine ausführliche Kirchenvisitation angeordnet, die 1573 auch Rheine erfasste. Sie nannte vor allem zwei Missstände in der Stadt: das Eindringen protestantischer Lehren und die „Sittenverderbnis“ unter den Geistlichen.
In Rheine äußerten sich die beklagten Zustände vor allem in der Person des Pastors Arnold tom Drecke. Dieser lebte offen im Konkubinat, hatte mehrere Kinder und versuchte, seinem Sohn Hermann tom Drecke die Pfarrei Rheine als Erbe zu sichern. Der in Rheine sehr beliebte und angesehene Pastor wurde in diesem Vorhaben vom Rat der Stadt sowie von der Äbtissin des Stiftes Herford kräftig unterstützt. 1595 erlangte Hermann tom Drecke schließlich die Pfarrstelle seines Vaters.

#### Beginn der Gegenreformation in Rheine
Weder Johann von Hoya noch seine Nachfolger hatten die politische Kraft, diesen „unkatholischen“ Zuständen erfolgreich entgegenzuwirken. Erst der Fürstbischof Ernst von Bayern bemühte sich darum, die katholische Lehre im Zuge der Gegenreformation in seinem Bistum wieder zu festigen.
Die Zustände der Pfarrei in Rheine konnte Ernst von Bayern nicht unbeachtet lassen. Er klagte Hermann tom Drecke im Jahre 1603 wegen der Verbreitung lutherischer Lehren, der Verletzung des Zölibates und vor allem unkanonischer Erwerbung seines Pfarramtes an. Tom Drecke wurde formell seines Amtes enthoben, konnte sich aber wegen seines starken Rückhaltes in der Bürgerschaft gegen den Widerstand des Bischofes noch bis ins Jahr 1605 im Amt halten. Erst ein nun gegen ihn verhängtes Todesurteil zwang ihn dazu, vor im Auftrage des Bischofs ausgesandten Bewaffneten aus der Stadt zu fliehen. Sein Nachfolger wurde Pfarrer Johann Schmeddes, ein zuverlässig katholischer Geistlicher, der allerdings von Beginn an einen schweren Stand in der Stadt hatte. Bei seiner Ankunft fand er das Pfarrhaus „bis auf die Wände“ leer geräumt vor; einige Bürger der Stadt bedrohten den neuen Pfarrer sogar mit dem Tode.
Die protestantischen Lehren waren zu dieser Zeit in der Stadt Rheine und auch im übrigen Bistum augenscheinlich tief verankert. Zwar hatte Bischof Ernst von Bayern nun wieder einen zuverlässig katholischen Geistlichen in Rheine installiert, gegen den Willen der Bürger und des Rates hatte Ernst von Bayern aber kaum eine Handhabe, den herrschenden Protestantismus in der Stadt wieder zu beseitigen. Eine ähnliche Situation fand der Bischof in seinem gesamten Bistum vor.
Ernst von Bayern erneuerte daher die alten, über 70 Jahre alten Maßregeln gegen die Täufer. Er erklärte kurzerhand alle Evangelischen zu Täufern und befahl, dass diese zum 1. April 1611 die Stadt Rheine (und andere Städte des Bistums) zu verlassen hätten. Der Befehl wurde in der Stadt allerdings ignoriert und der Bischof verstarb im Jahr 1612, ohne die Gegenreformation in Rheine nennenswert vorangebracht zu haben.
Auch sein Nachfolger im Bischofsamt, Ferdinand von Bayern, konnte in Rheine der „großen Anzahl von Ketzern“, wie es am 6. April 1613 in einem bischöflichen Dokument heißt, nicht Herr werden. Obwohl der neue Bischof eine Reihe von drastischen Maßregeln, von der Landesverweisung bis zur Gütereinziehung, gegen die Anhänger der evangelischen Lehren aufstellte, beklagte sich der katholische Pfarrer beim Bischof, dass sich „nur die gemeinen Arbeits- und Handwerksleute“ den Maßregeln fügten. Die Führungsschicht der Stadt widersetzte sich weiterhin.
Einer der beiden Bürgermeister besuchte die Gottesdienste gar nicht mehr, was unter schwerster Strafe stand. Der zweite Bürgermeister besuchte den Gottesdienst zwar, verweigerte aber die Kommunion. Der gesamte Rat der Stadt „wolle sich nicht verendern“ (und zum katholischen Glauben zurückkehren), klagte der Pfarrer, der sich zudem fortwährend Schikanen der städtischen Führungsschicht gefallen lassen musste.

#### Vertreibung der Protestanten
Erst mit Beginn der kriegerischen, konfessionellen Auseinandersetzungen im Dreißigjährigen Krieg konnte im Jahr 1623 mit einem Schlag die Gegenreformation in Rheine durchgesetzt werden. Der Rat der Stadt hatte sich zuvor einer weiteren Einquartierung katholischer kaiserlicher Truppen widersetzt. Nach kurzer Belagerung durch Graf von Tilly fiel die Stadt, die gesamte protestantische Führungsschicht wurde vertrieben und durch katholische Amtsträger ersetzt.

### Das Emswehr und die Emsschifffahrt in Rheine

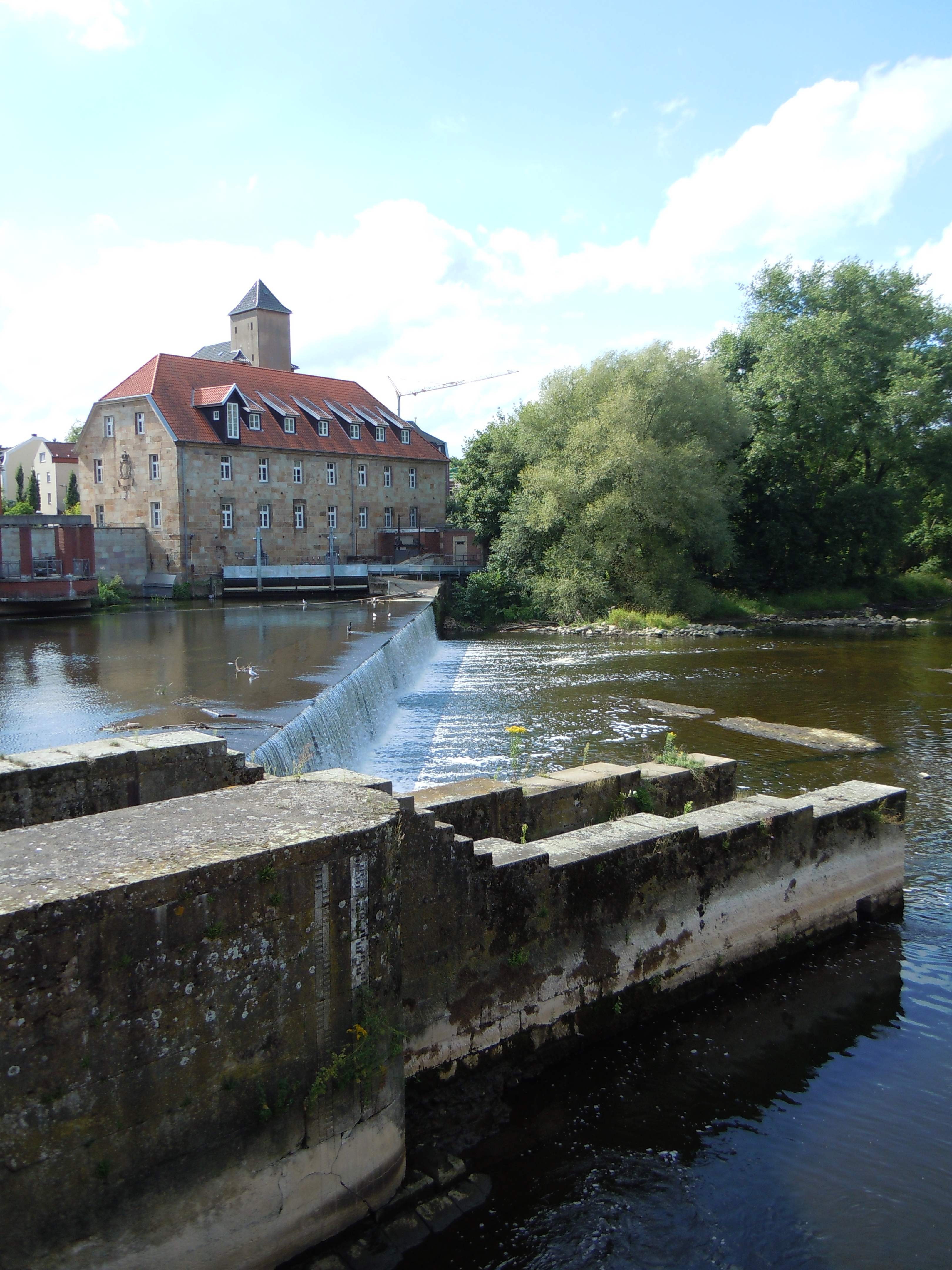
Das Emswehr in Rheine; im Hintergrund die barocke Mühle, Nachfolgerin der erstmals im 14. Jahrhundert erwähnten Mühle. Heute arbeitet die Mühle als Wasserkraftwerk zur Stromerzeugung

Die Ems, insbesondere auch im Raum Rheine, wurde als Wasserstraße bereits vor rund 2000 Jahren von den Römern für deren Eroberungszüge in das nördliche unbesetzte Germanien genutzt. Allerdings war dieser Wasserweg nur bei hohen Wasserständen nicht nur von Booten, sondern auch von größeren Schiffen zu befahren. Bis in das 16. Jahrhundert hinein wurden keine nennenswerten Anstrengungen unternommen, die Ems durchweg schiffbar zu machen und als Verkehrsweg zu nutzen oder zu unterhalten.
Dass die Ems im Raum Rheine auch verkehrstechnisch erschlossen wurde, ist wohl der erstmals 1362 urkundlich erwähnten, dem Hochstift Münster gehörigen Wassermühle zu Rheine zu verdanken. Diese Getreidemühle bildete einerseits eine zuverlässige Einnahmequelle für das Hochstift Münster, litt aber andererseits unter den Unwägbarkeiten der natürlichen, ungeregelten Natur des Flusses. Hochwasser zerstörten regelmäßig den hölzernen Mühlendamm, der den Fluss im Bereich der früheren Emsfurt aufstaute und den Betrieb der Mühle erst ermöglichte. War der Mühlendamm, vermutlich jährlich, zerstört, verursachte dies mehrmonatige Einnahmeausfälle, da die Mühle ohne den Damm nicht betrieben werden konnte.
Hinzu kam die wirtschaftliche Bedrückung der hörigen Bauern, die zum Ausbessern des regelmäßig zerstören Mühlendammes verpflichtet waren und die damit in dieser Zeit ihrer Feldarbeit nicht nachkommen konnten. Ebenfalls zu Buche schlugen Jahr für Jahr die Kosten für das heranzuschaffende Baumaterial zur Reparatur des Dammes – in der Hauptsache Holz –, das zuvor geschlagen, gelagert, aufbereitet und zum Damm transportiert werden musste; was ebenfalls mit erheblichen Kosten verbunden war.

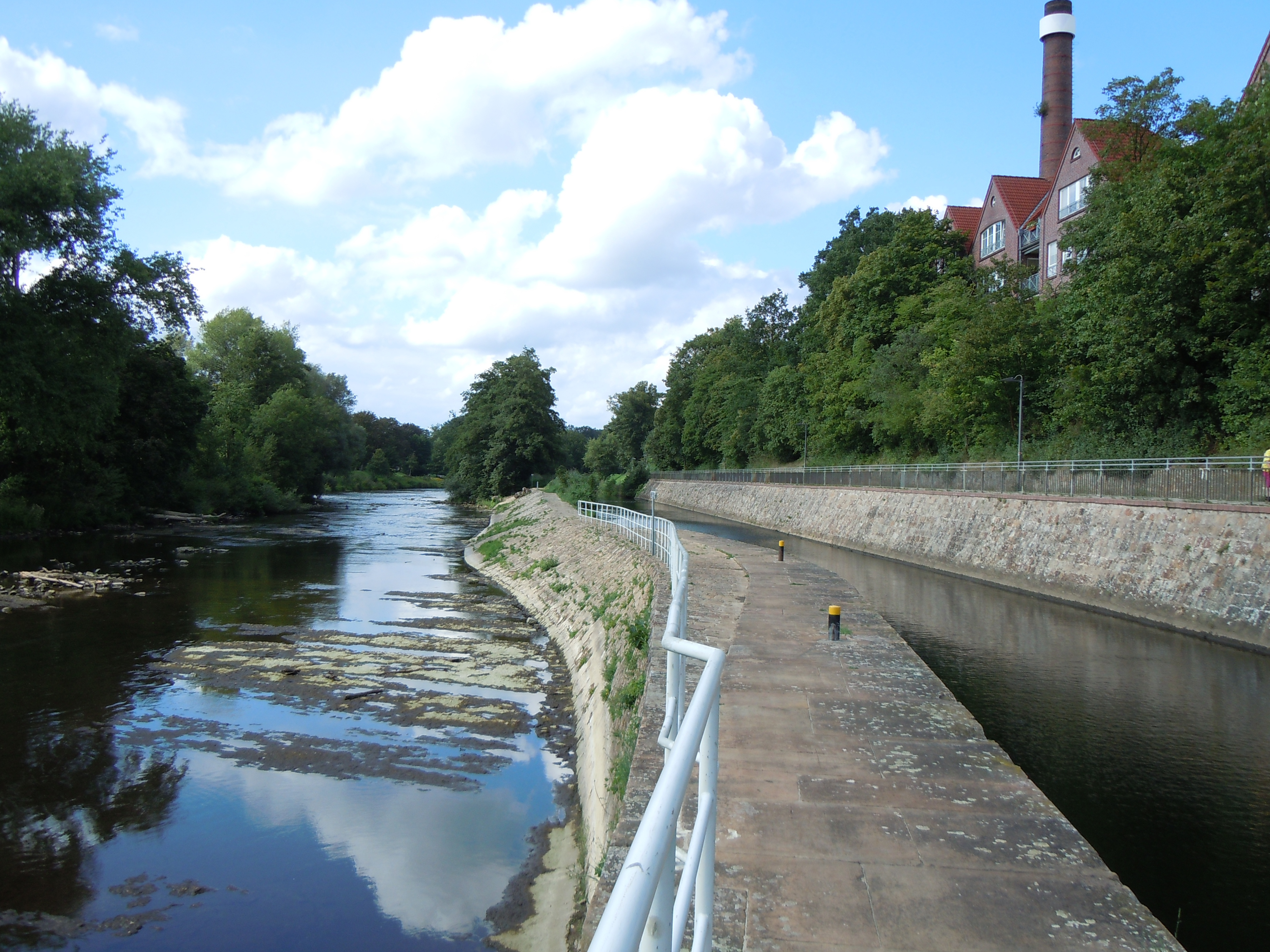
Ganz links im Bild im steinernen Flussbett sind die Sprengversuche zur Vertiefung des Flussbettes des 18. Jahrhunderts anhand des Streifens tieferen Wassers zu erkennen: rechts im Bild der als Alternative erbaute Ems-Seitenkanal, der die Schiffbarkeit zumindest bis Greven ermöglichte.

Zur Abhilfe dieser Zustände ließ der münstersche Bischof Franz von Waldeck im Jahr 1550 einen drei Meter hohen und 33,5 Meter langen steinernen Damm schräg durch die Ems errichten, der am rechten Ufer an eine für die Schifffahrt geeigneten Schleuse angrenzte. Spätestens im Jahr 1576 war es dank der neuen Schleuse in Rheine und nicht zuletzt der Pflege des Schifffahrtsweges möglich, die Ems von Emden bis Greven durchgängig mit Emspünten zu befahren. Das Emswehr mit seiner Schleuse ist in seiner Grundkonzeption und Ausführung bis heute erhalten geblieben und bildet eines der ältesten Zeugnisse der Schiffbarmachung der Ems.
Im Jahre 1685 wurden im Interesse des Handels weitere Überlegungen angestellt, die Ems flussaufwärts über Greven hinaus bis Münster auch für größere Fahrzeuge schiffbar zu machen. Ein Problem hierbei waren die Untiefen der Emsfurt bei Rheine, die Schiffen mit größerem Tiefgang wegen der geringen Wassertiefe die Passage verwehrten. In den Jahren 1686 und 1687 wurde daher versucht, das felsige Flussbett in Rheine durch Sprengungen zu vertiefen. Diese Versuche, noch heute bei Niedrigwasser im Flussbett sichtbar, misslangen allerdings so gründlich, dass erst wieder im Jahr 1724 der Kurfürst Clemens August I. von Bayern die Idee einer Anbindung Münsters an eine Wasserstraße aufgriff. Statt aber die alte Idee zu verfolgen, die Ems weiter auszubauen, ordnete er den Bau des später nach ihm benannten Max-Clemens-Kanales an, der das Hochstift nicht über die Ems mit Emden, dafür aber über das niederländische Wasserstraßennetz mit der Zuidersee verbinden sollte – ein Vorhaben, das allerdings auch nicht erfolgreich abgeschlossen werden konnte.

### Rheine in den Wirren des Achtzigjährigen Krieges

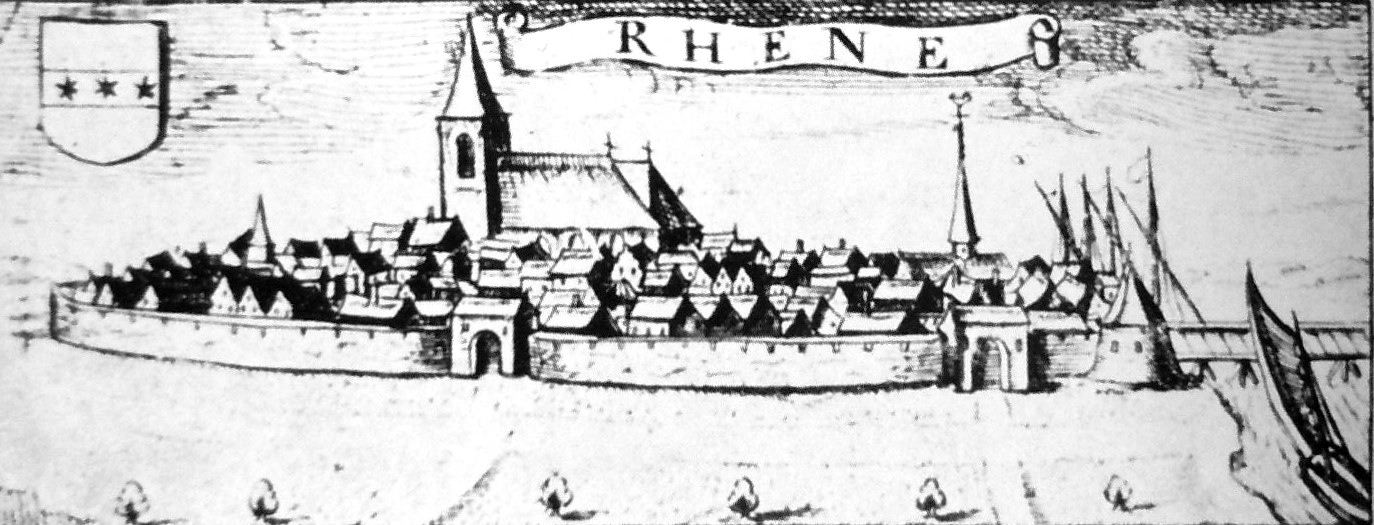
Stadtansicht von Rheine, ungefähr um das Jahr 1600; Ausschnitt aus einer Landkarte des Stiftes Münster

Der Achtzigjährige Krieg, auch bekannt als Spanisch-Niederländischer Krieg, währte von 1568 bis 1648. Das Bistum Münster und damit auch die Stadt Rheine gerieten endgültig zwischen die Fronten der Kriegsparteien, als am 24. Juli 1581 die Provinzen der Utrechter Union ihre Unabhängigkeit vom spanischen König erklärten. Jetzt zogen die spanischen und niederländischen Truppen nicht mehr nur zur Versorgung ihrer Truppen plündernd durch das Land, sondern trugen nun auch ihre Kriegshandlungen jahrzehntelang im benachbarten Münsterland aus.
Der Verletzung seiner Territorien durch die feindlichen Truppen beider Seiten hatte das schwache deutsche Reich politisch und militärisch nichts entgegenzusetzen, so dass das Hochstift Münster bei der letztendlich erfolglosen Landesverteidigung auf sich allein gestellt blieb. Zeitgenössische Schilderungen berichten von fortwährenden Raubzügen der Niederländer und Spanier nicht nur in der Region Rheine, sondern auch weit darüber hinaus – zum Teil bis in den Paderborner Raum.
Im Jahre 1589 wird von Brandschatzungen in Bentlage und Landersum bei Neuenkirchen berichtet. Im Oktober des gleichen Jahres versuchte ein Trupp von 400 spanischen Soldaten die Stadt Rheine im Handstreich einzunehmen. Die Feinde wurden allerdings rechtzeitig entdeckt und der Überfall misslang. Erbost über ihren Misserfolg erschossen die Soldaten vier Bürger der Stadt, brannten zwei vor den Toren liegende Häuser nieder und raubten sämtliche Habe und alles Vieh der außerhalb der Stadtmauern lebenden Bürger.

#### Spanische Besetzung der Stadt Rheine
Immer wieder versuchten die Spanier in den kommenden Jahren Rheine einzunehmen, scheiterten aber wiederholt an den Befestigungen der Stadt. Im Jahr 1598 setzten die spanischen Truppen zu einer Großoffensive gegen die niederländischen Truppen an und nahmen in diesem Zuge im November und Dezember des gleichen Jahres die meisten Städte des Stiftes Münster ein. Auch Rheine fiel und wurde von den Spaniern bis Ostern 1599 besetzt gehalten. Aus dieser Zeit berichten die Chroniken von Brandschatzungen, Raub, Erpressung und fortwährenden Übergriffen auf die Bürger nicht nur in der Stadt selbst, sondern auch in den Dörfern und Bauerschaften des Umlandes. Auch die Niederländer hielten in dieser Zeit nicht still und führten ihre eigenen Raubzüge im wehrlosen Stift Münster durch.
„Die hispanischen Kriegsleute hausten nicht anders als Schelme, Diebe und Verräter“, berichtet der zeitgenössische Münsterische Chronist Melchior Röchell aus dieser Zeit und schreibt weiter: „In Summa ist diesem Stifte, solange es bestanden, kein größerer Schaden widerfahren als dieser; obwohl es zu Bischof Walravs Zeiten (Anm.: während der Münsterschen Stiftsfehde) und später im Widertäuferkriege großen Schaden gelitten, so ist doch derselbe nicht zu vergleichen und es sind nicht so viele arme Leute gemacht worden als in jetziger Zeit.“

#### Friedensschluss
Erst als im Jahre 1609 ein zwölfjähriger Waffenstillstand zwischen den Spaniern und Niederländern geschlossen wurde, können Rheine und das Stift Münster aufatmen. Allerdings währt diese Zeit des Friedens nur allzu kurz: Schon 1618 beginnt der Dreißigjährige Krieg und bringt erneut Not und Elend über die Stadt.

### Rheine während des Dreißigjährigen Krieges
Nur wenige Jahre Frieden waren den Bürgern der Stadt nach dem vorläufigen und zunächst nur auf zwölf Jahre befristeten Friedensschluss von 1609 zwischen den Spaniern und Niederländern im Achtzigjährigen Krieg vergönnt, als 1618 der Dreißigjährige Krieg ausbrach und in seinen Folgen das weitere Schicksal der Stadt maßgeblich auf Jahrhunderte bestimmte.

#### Die Stadt zwischen den Fronten
Zum einen ging es in diesem Krieg um den habsburgisch-französischen Gegensatz und den Kampf um die Vormachtstellung in Europa. Nicht zuletzt war dieser Krieg aber auch ein Religionskrieg, der innerhalb des Heiligen Römischen Reiches deutscher Nation zwischen der Katholischen Liga und der Protestantischen Union erbittert geführt wurde.
Für die Stadt Rheine ergab sich zu Beginn des Dreißigjährigen Krieges die heikle Situation, dass die Stadt als Münstersche Stiftsstadt formell unter der Oberhoheit des katholischen Hochstifts Münster stand, in der Stadt selbst aber der Protestantismus fest in der Bürgerschaft verankert war. Am 18. Januar 1618, im Jahr des Kriegsbeginnes, beklagte sich der treu zum Katholizismus stehende Rheiner Pfarrer Schmeddes in einem seiner geheimen Berichte an den Fürstbischof, dass es in seiner Gemeinde keine Vikare, also Träger kirchlicher Hilfsämter mehr gebe und unter den acht Ratsmitgliedern mit Bürgermeister nur noch ein Katholischer sei.
Zwar hatte Rheine auch schon Jahre vor dem Kriegsausbruch im Spannungsfeld der konfessionellen Gegensätze zwischen katholisch-fürstbischöflicher Landeshoheit und protestantisch geprägter Stadtführung gestanden – bislang hatte es dem Hochstift aber an Macht gefehlt, um gegen die Stadt vorzugehen und eine dem Hochstift gegenüber loyale, katholische Stadtführung einzusetzen.
Das änderte sich, als das Hochstift im Jahr 1623 sich der ersten wirklich bedrohlichen Situation des Dreißigjährigen Krieges ausgesetzt sah.

#### Erste militärische Bedrohung des Münsterlandes

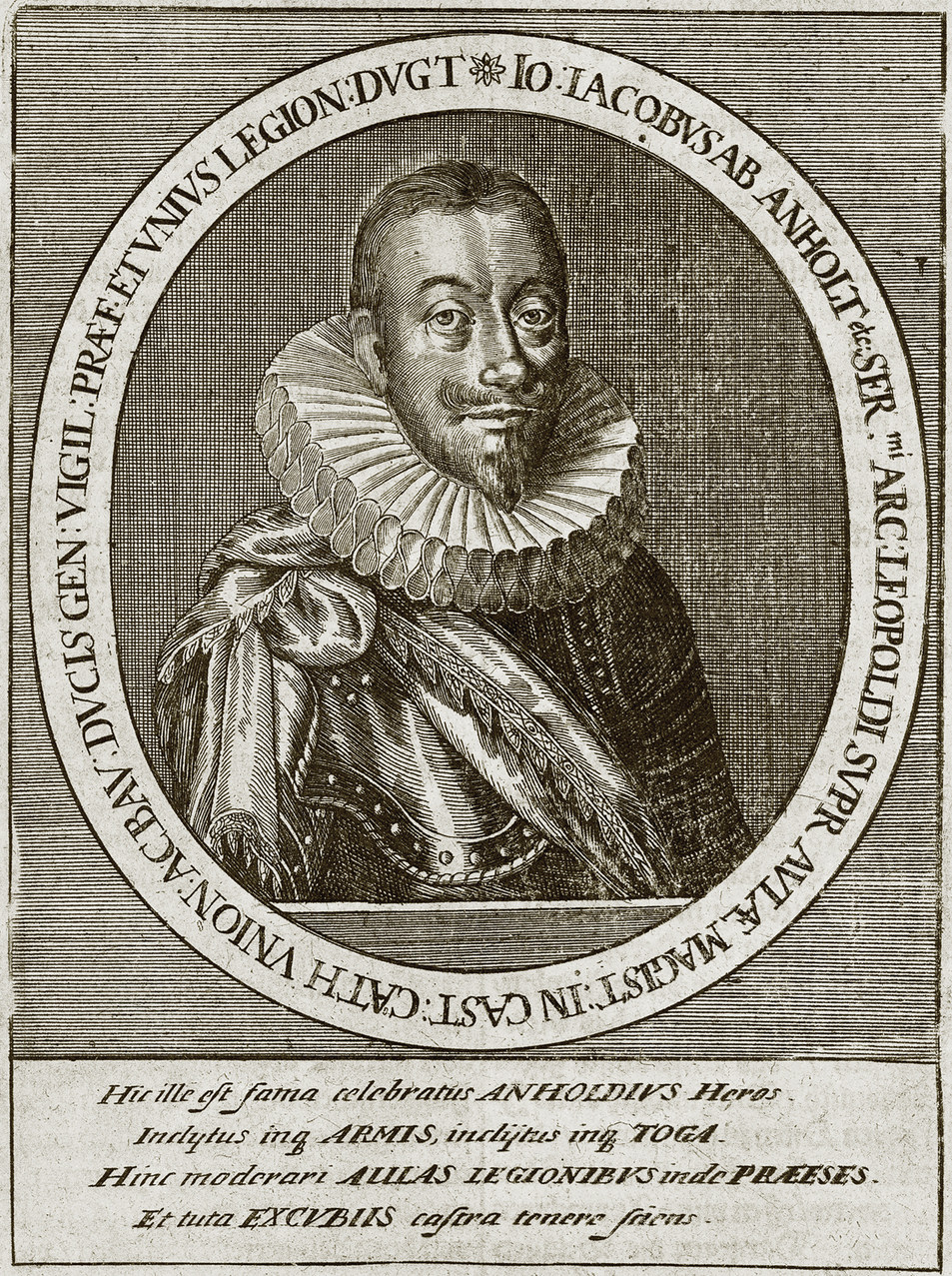
Porträt Johann Jakobs von Bronckhorst-Batenburg, genannt Graf von Anholt, aus dem ersten Band von Matthäus Merians Theatrum Europaeum

Am 25. Oktober 1622 hatte Ernst von Mansfeld, Heerführer der Protestantischen Union, mit seinen Söldnerhaufen den Rhein überschritten, war raubend und brandschatzend schnell bis zur Grafschaft Bentheim vorgerückt und hatte sich bis Mitte 1623 im münsterschen Niederstift festgesetzt, von wo aus er das ganze Münsterland, so auch Rheine, militärisch bedrohte.
Der Münsterische Bischof Kurfürst Ferdinand bat daraufhin Johann Jakob von Bronckhorst-Batenburg, genannt Graf von Anholt, einer der Unterbefehlshaber des Grafen Tilly von der Katholischen Liga, um militärischen Beistand.
Der Graf von Anholt setzte dem Hilfsgesuch folgend seine Truppen in Richtung Münsterland in Marsch. An die Städte des Stiftes erging von Kurfürst Ferdinand zugleich der Befehl, die Soldaten Anholts einzuquartieren und zu versorgen. Ferdinand erinnerte in seinem Schreiben zugleich daran, welches Unheil zu erwarten sei, wenn Mansfelds Truppen mordend und brandschatzend ungehindert durch das Land zögen. Aber alle Städte des Stiftes, mit Ausnahme von Werne und Telgte, verweigerten – trotz Androhung schwerer Strafen – die Einquartierung der Anholtschen Truppen.

#### Rheine verweigert den Gehorsam
Auch Rheine hatte jede Einquartierung abgelehnt. Ein Grund war sicherlich, dass für die Bürgerschaft der Stadt ein Söldnerhaufen wie der andere erschien und – ob verbündet oder verfeindet – sich auch so benahm. Ob katholisch oder protestantisch: An Disziplinlosigkeit, Mord- und Raublust stand kein Söldner dem anderen nach, wie zeitgenössische Quellen berichten. Noch in frischer Erinnerung war den Bürgern der Stadt zudem die Besetzung durch spanische Söldner im Jahr 1598, die der Stadt und ihren Bewohnern schweren Schaden an Leib, Leben und Vermögen zugefügt hatte.

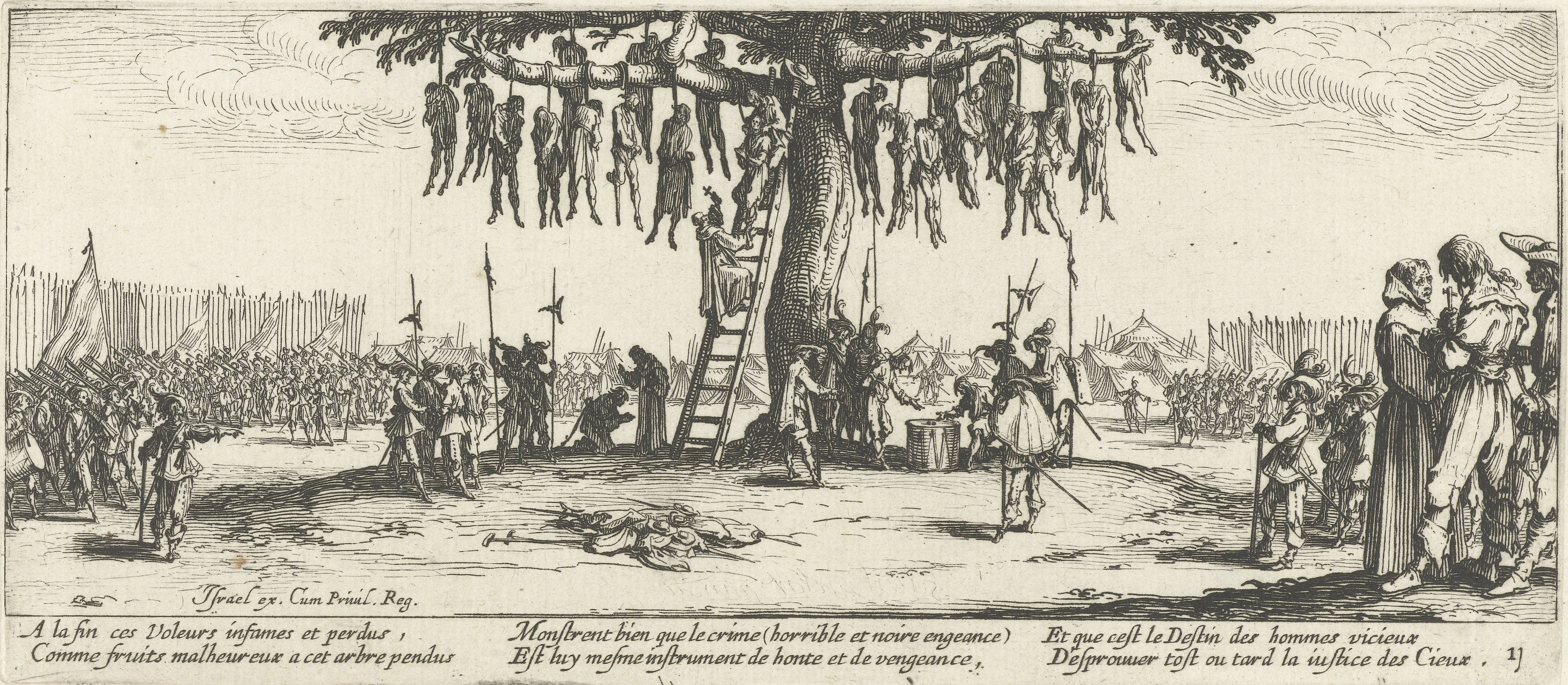
Der Galgenbaum – Darstellung von Kriegsgräueln nach Jacques Callot

Zweitens war erst kurz zuvor ein Befehl an die Städte ergangen, ihre Festungswerke aus eigener Kraft und auf eigene Kosten zu verstärken und sich selbst in Verteidigungsbereitschaft zu versetzen. Ein Befehl, dem auch in Rheine Folge geleistet worden war. Daher fühlten sich die Bürger in ihren Mauern wahrscheinlich durchaus sicher. Und nicht zuletzt dürfte es der dem Protestantismus zugeneigten Bürgerschaft Rheines widerstrebt haben, Truppen der Katholischen Liga in ihren Mauern aufzunehmen.
Trotzdem war die gemeinsam von Rat, Gilden und Bürgermeistern beschlossene Verweigerung des Befehls zur Einquartierung der Truppen Anholts ein großes Risiko, bedeutete sie doch die Verweigerung der Gefolgschaft gegenüber ihrem Landesherrn. Rückblickend dürfte die Bürgerschaft ihre eigene Macht überschätzt und die Stärke und Schlagkraft der Anholtschen Truppen unterschätzt haben.

#### Die Festung Rheine fällt
Neben dem Befehl des Bischofs war auch ein kaiserliches Dekret erlassen worden, das den Städten des Stiftes die Einquartierung der Truppen Anholts diktierte. Aber auch dieses Dekret stimmte die Rheiner Bürgerschaft nicht um, sodass Graf von Anholt schließlich militärisch gegen die Stadt Rheine und die übrigen Städte des Stiftes vorging.
Am 20. Februar 1623 begann die Belagerung der Stadt Rheine. Acht Geschütze feuerten während der Nacht insgesamt 145 Kugeln auf die Stadt, während die Belagerungstruppen bis an den Stadtgraben vorrückten. Eine zeitgenössische Quelle lobt die Tapferkeit der Bürger bei der Verteidigung ihrer Stadt. „Der Magistrat selbst sei mit Obergewehren trotzig herausgekommen“, heißt es dort, dennoch war der Widerstand der Bürger vergebens. Nachmittags um drei Uhr ergab sich die Stadt den Belagerern und bat um Gnade.

#### Unmittelbare Folgen der Niederlage
Die Niederlage kam Rheine teuer zu stehen: Statt 200 wurden nun 600 Soldaten in der Stadt einquartiert. Die Versorgung der Truppen kostete die Stadtkasse wöchentlich die Summe von 400 Talern (je nach Quelle und Region betrug im 17. Jahrhundert der Wochenlohn eines Bauarbeiters rund 1 Taler). Die Bürger litten Hunger und obendrein brachen die Pest und die Ruhr in der Stadt aus.
Noch im gleichen Jahr machte das Heer des Grafen Tilly vom 13. bis 19. August 1623 Rast in Rheine und Umgebung. „Das ganze Land war ausgesogen, alles Getreide verbraucht, alles Vieh geschlachtet“, berichtet eine Quelle. Die Verheerungen seien so groß gewesen, „dass nicht ein Zaunpfahl heil geblieben sei“.

#### Entzug der städtischen Privilegien und Vertreibung der Protestanten
Die härteste Bestrafung für die Stadt sollte noch folgen. Eine bischöfliche Kommission verhörte Bürgermeister, Räte, Mitglieder der Gilden und kam zu dem Schluss, dass sich die Stadt in ihrer Gesamtheit der Gehorsamsverweigerung schuldig gemacht hatte. Die Ratsherren und Bürgermeister wurden unter Hausarrest gestellt und ihnen verboten, weiterhin die Regierungsgeschäfte der Stadt wahrzunehmen. Im Oktober 1623 wurde in der Stadt ein neuer, rein katholischer, den Weisungen des Fürstbischofs unterworfener Rat eingesetzt. Schließlich entzog der Bischof der Stadt alle Privilegien, Einkünfte, Rechte und Akzisen und erlegte der Bürgerschaft zusätzlich eine Strafe von 25.000 Talern auf, die allerdings, da sie auch beim besten Willen nicht aufzubringen war, im Jahre 1625 auf 5000 Taler ermäßigt wurde.
Allen protestantischen Einwohnern Rheines, und dies betraf vor allem die wohlhabende Führungsschicht der Stadt, wurde vom Fürstbischof eine Frist gesetzt, während der sie Zeit hatten, entweder den lutherischen Lehren zu entsagen oder die Stadt zu verlassen. Am 25. Mai 1625 zogen 27 protestantische Familien, die sich dem Druck nicht beugen mochten, aus der Stadt aus. Unter ihnen die „wohlhabendsten und angesehensten Familien“, wie eine Chronik schildert, aus deren Mitte sich in der Vergangenheit etliche Ratsherren und Bürgermeister rekrutiert hatten.
Die Stadt verlor so auf einen Schlag beinahe ihre gesamte Führungsschicht und hatte unter diesem Verlust noch bis zum Anfang des 19. Jahrhunderts zu leiden.
Im März des Jahres 1632, als der neue katholische Rat seine Fügsamkeit unter der Oberhoheit des Fürstbischofs unter Beweis gestellt hatte, erhielt die Stadt viele ihrer früheren Privilegien zurück. Allerdings stand der Magistrat der Stadt unter Aufsicht des Bischofs, der sich ausdrücklich ein Vetorecht bei allen wichtigen Entscheidungen vorbehielt.

#### Die hessische Besetzung der Stadt

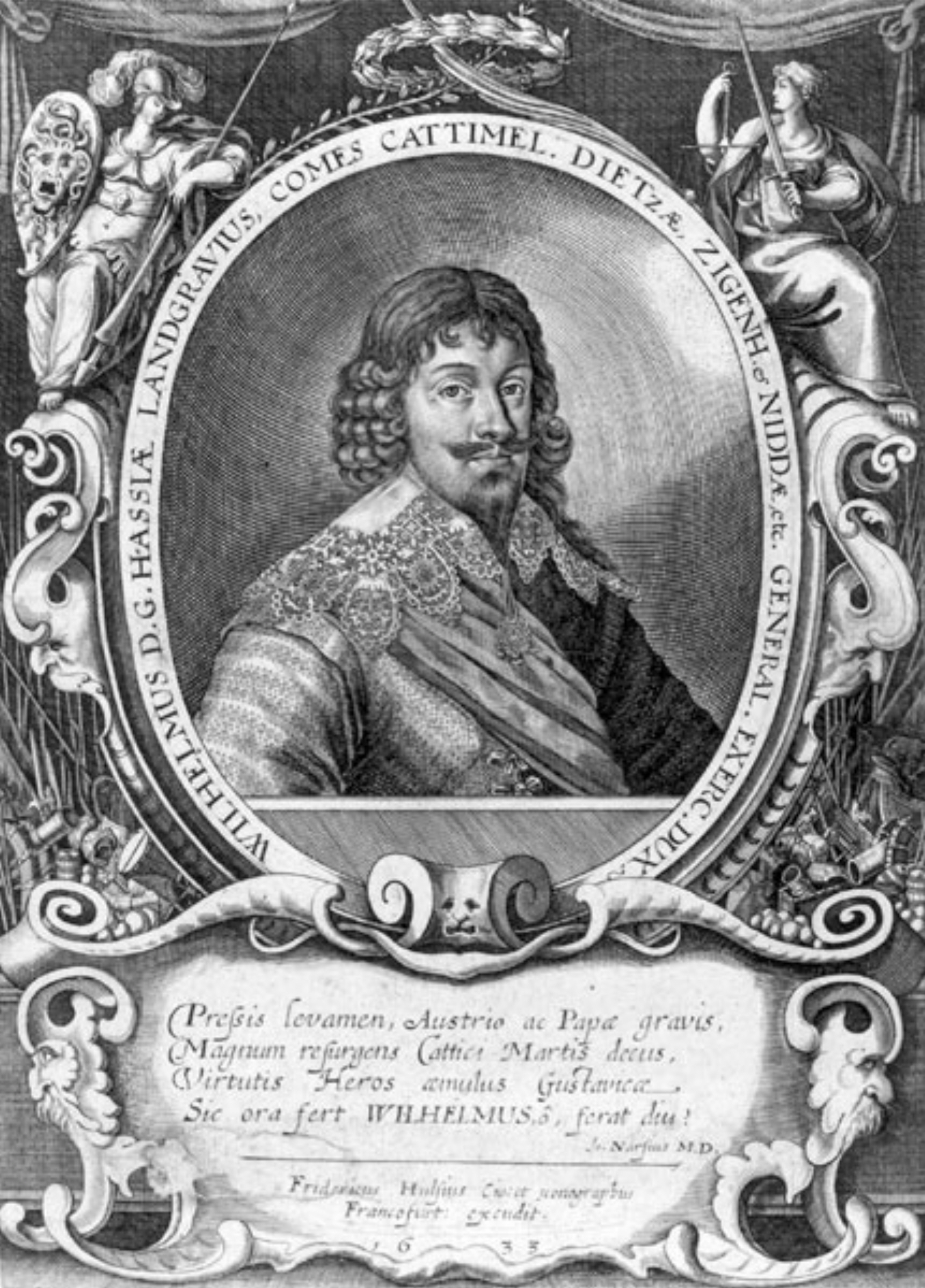
Wilhelm V. von Hessen-Kassel

Nach ihrer Eroberung durch katholische Truppen im Jahr 1623 wurde die Stadt Rheine von den Kämpfen des Dreißigjährigen Krieges in den kommenden Jahren nur am Rande berührt. Zum Kriegsschauplatz wurde die Stadt erneut in den ersten Monaten des Jahres 1633, als die protestantischen Truppen des Landgrafs Wilhelm von Hessen-Kassel in Westfalen einmarschierten und einen großen Teil des Stiftes Münster besetzten.
Am 29. August 1633 begann Wilhelm von Hessen-Kassel die Belagerung der Stadt Rheine mit starkem Beschuss aus großkalibrigen Kanonen. Am dritten Tag der Belagerung baten Bürgermeister und Rat der Stadt um Übergabeverhandlungen. Am 4. September erfolgte der Ausmarsch der rund 250 geworbenen, verteidigenden Soldaten aus der Stadt Rheine mit militärischen Ehren und auch die der Stadt Rheine diktierten Bedingungen werden als „ehrenvoll und milde“ geschildert. Zudem musste die Stadt die Belastungen der Besatzung nicht alleine tragen; auch das Umland wurde zum Unterhalt der Hessen herangezogen.
Die hessischen Truppen, in ihrer größten Stärke laut hessischer Kriegsakten aus dieser Zeit zwölf Kompanien stark, scheinen äußerst diszipliniert gewesen zu sein, wie berichtet wird, und die Stadt hatte unter der Besatzung zunächst nicht so zu leiden wie unter den Spaniern im Achtzigjährigen Krieg oder der Besetzung durch die katholischen Truppen im Jahr 1623. Trotzdem wird auch in dieser Besetzungszeit, vor allem zu deren Ende hin, von großer finanzieller Belastung der Stadt und von Übergriffen der Besatzer auf die Bürger berichtet. Die Kosten der Besatzung und des geraubten Gutes bezifferte die Stadt für den Zeitraum vom 4. September 1633 bis zur Befreiung am 25. Januar 1635 mit 69.796 Talern.

#### Befreiung der Stadt durch bischöfliche Truppen
Ende des Jahres 1634 bot sich den hessischen Besatzungstruppen die Möglichkeit, ihren Machtbereich im Münsterland und im Stift Münster weiter auszudehnen und zu festigen. Anfang Januar 1635 rückte daher ein großer Teil der Rheiner Besatzungstruppen mit Ziel Coesfeld, Borken, Vreden und anderen Orten aus der Stadt aus. Den bischöflichen Truppen blieb diese Schwächung der Festung Rheine nicht verborgen, zumal Informanten aus der Stadt Rheine sie über die dort herrschen Zustände ständig auf dem Laufenden hielten.
Die in der Stadt verbliebenen hessischen Verteidiger hatten es nach zeitgenössischem Bericht an Wachsamkeit und Disziplin mangeln lassen und unter anderem versäumt, die Posten zu kontrollieren und auch die vorgeschriebene Aufeisung der Festungsgräben unterlassen.
Eiligst im Stift Münster mobilisierte Truppen setzten sich in Marsch und erschienen frühmorgens am 25. Januar vor der Stadt. Tatsächlich fanden sie die Gräben vereist und die Mauern unbewacht, sodass die bischöflichen Truppen die Befestigungen mit Leitern überwinden und unbemerkt in die Stadt eindringen konnten. Es wird berichtet, dass die in der Stadt verbliebenen hessischen Offiziere von einer Hochzeitsfeier am Vorabend noch so betrunken gewesen seien, dass sie kaum zu wecken waren. Von den überraschten Verteidigern wurden 150 niedergestochen und 300 gefangen genommen, berichten die zeitgenössischen Chroniken.
Noch am gleichen Tag wurden die Gefangenen und die reich gemachte Beute nach Münster überführt und zur Verteidigung der Stadt 1500 Soldaten in Rheine zurückgelassen.

#### Die weiteren Kriegsjahre
Die Befreiung Rheines von den hessischen Truppen im Jahr 1635 verbesserte die Lage der Stadt und ihrer Bürger nicht. Mit wechselndem Erfolg schlugen sich in den folgenden Jahren die protestantischen, schwedisch-hessischen Truppen in Westfalen und auf dem Gebiet des Stiftes Münster mit den katholischen kaiserlichen Truppen.
Während all dieser Jahre musste die Stadt die kaiserliche Besatzung erdulden und unterhalten, was wiederum mit großen Kosten verbunden war. Auch aus dieser Zeit berichten die Chroniken von Auseinandersetzungen zwischen den Bürgern und den Besatzungssoldaten.
Ein Kapitel aus dem Leben in Rheine unter der Besatzung dieser Zeit schildert Hans Jakob Christoffel von Grimmelshausen in seinem Roman Der abenteuerliche Simplicissimus (erschienen 1668/69) im dritten Buch, 8. bis 10. Kapitel.
Im Jahre 1637 flammte erneut die Pest unter den Besatzern und Bürgern der Stadt heftig auf. Selbst als im Jahr 1641 die ersten Friedensverhandlungen in den Städten Münster und Osnabrück aufgenommen wurden, änderte sich für die Bürger und die Stadt nichts, da alle Kriegshandlungen unvermindert weitergeführt wurden.

#### Die Zerstörung der Stadt im Jahre 1647 und das Ende des Krieges

Graf Wilhelm von Lamboy

Im September 1647 zog der kaiserliche General Guillaume de Lamboy aus Ostfriesland ab, wo er hessischen Truppen mehrere Stützpunkte entrissen hatte, da er erfuhr, dass schwedisch-hessische Truppen unter ihrem General Königsmarck aus Paderborn in Richtung Ostfriesland abmarschiert waren.
In Rheine richtete Lamboy am 15. September 1647 Verteidigungsstellungen gegen den Vormarsch der feindlichen Truppen auf dem Thieberg ein und schlug sein Hauptquartier im Kloster Bentlage auf.
Am 20. September 1647 erschienen die verbündeten schwedisch-hessischen Truppen unter ihrem General Königsmarck vor der Stadt Rheine und begannen sofort mit ihrem Angriff. In der Nacht vom 20. auf den 21. September ließ Königsmarck glühende Kugeln in die Stadt werfen. Durch den folgenden Brand wurden in der Stadt laut einem Ratsprotokoll 339 Häuser vernichtet.
Am 21. September griff Königsmarck das Hauptquartier der kaiserlichen Truppen im Kloster Bentlage an. Das Kloster wurde in Brand gesetzt und ein großer Teil der Gebäude vernichtet.
Königsmarck legte auf dem Waldhügel in Rheine eine Stellung an, noch heute als Hessenschanze bekannt, und lieferte sich mit Lamboy auf dem gegenüberliegenden Thieberg wiederholte Gefechte. Am 19. Oktober ließ Königsmarck die Stadt erneut mit glühenden Kugeln beschießen, wodurch weitere 26 Häuser Brand gerieten und nun nahezu die ganze Stadt in Schutt und Asche lag.

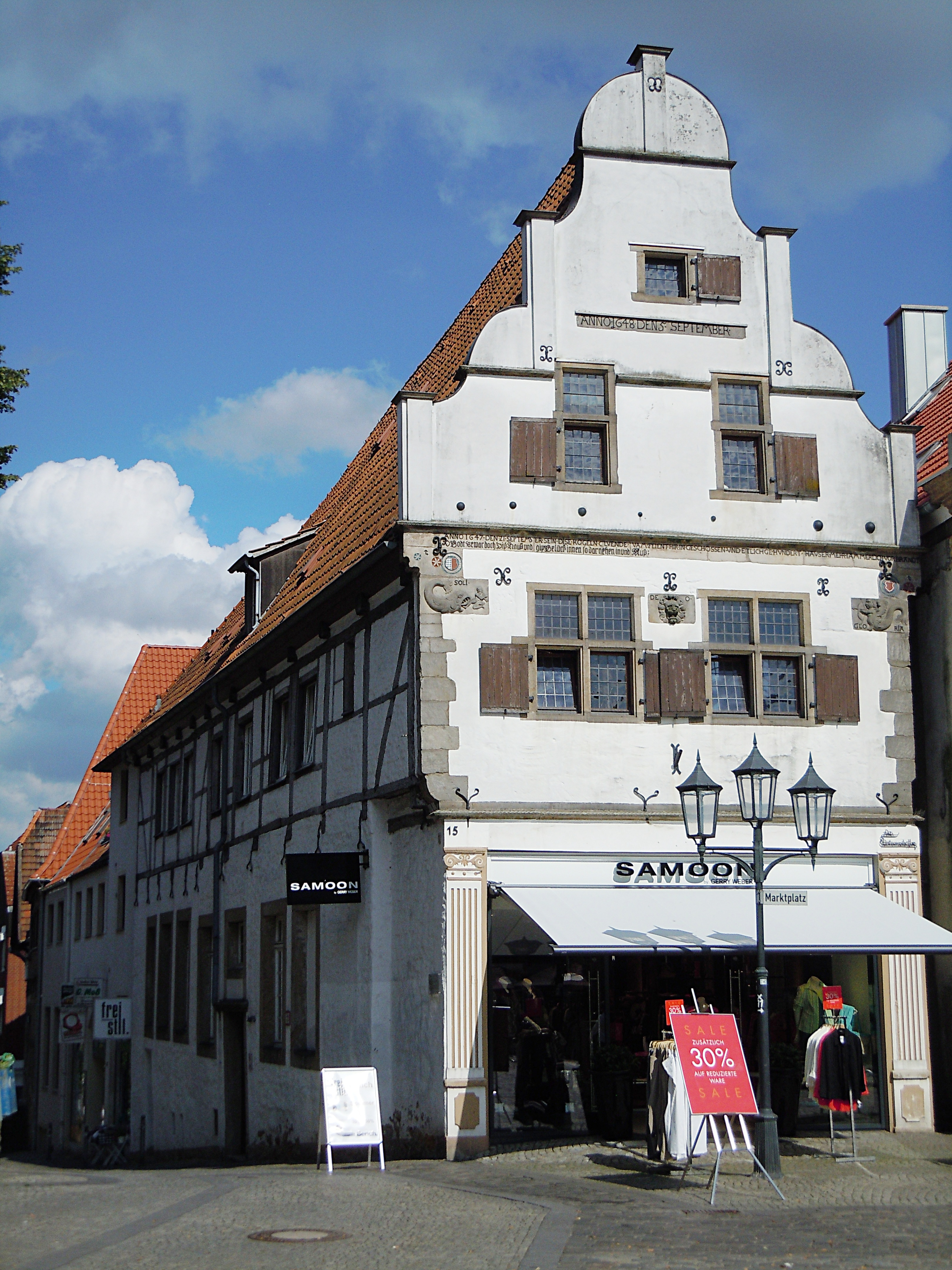
Das Beilmannsche Haus am Rheiner Marktplatz gibt Zeugnis vom Stadtbrand 1647.

Noch heute zeugt das Beilmannsche Haus am Rheiner Marktplatz von der Zerstörung der Stadt. An der Giebelseite finden sich sieben eingemauerte Kanonenkugeln und dazu die folgende Inschrift:
„Anno 1647 den 21. September sein diese Kugeln glühende vam Feient hir ingeschossen und etliche hundert Häuser meir jammerlich vorbrandt. – O Godt bewar doch diß Haus und gib Gelück innen, so dar gehen in und Auß. Soli Deo Gloria“

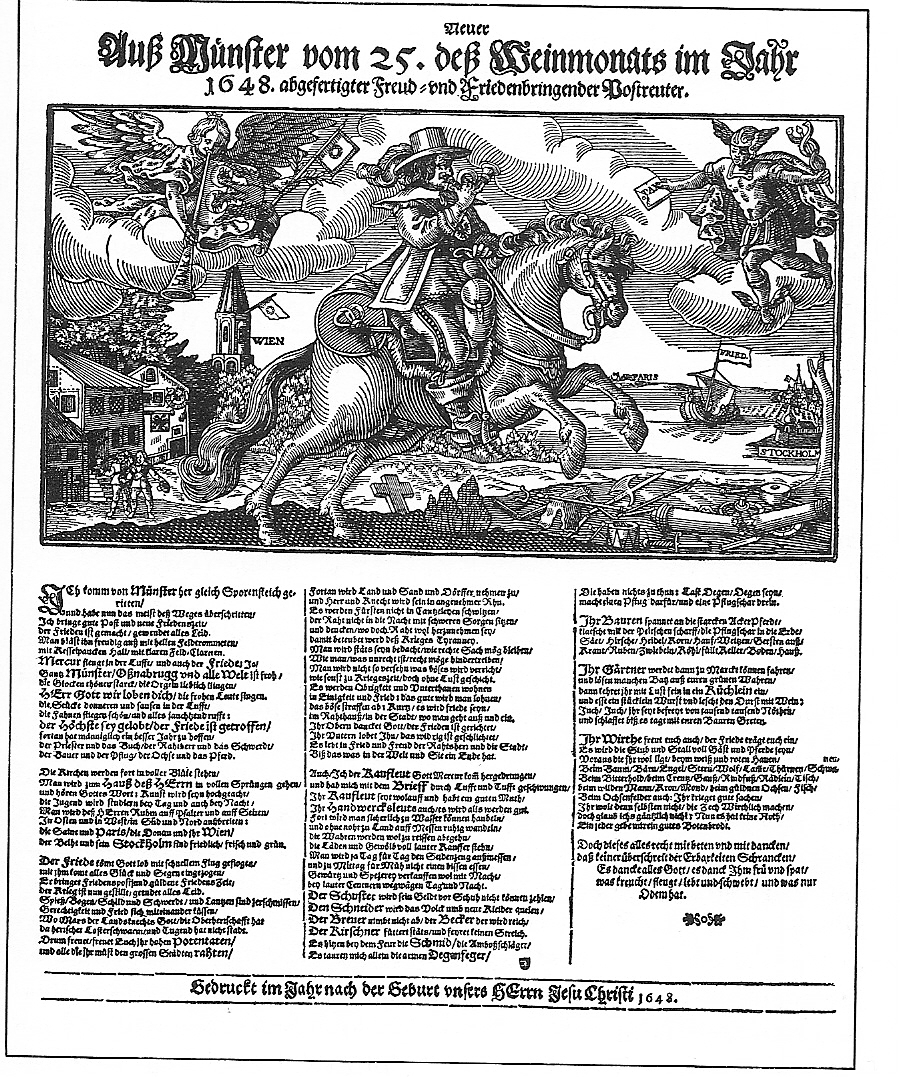
Ein Flugblatt gibt den Friedensschluss zu Münster bekannt, der den Dreißigjährigen Krieg beendet.

Am 30. Oktober zog Königsmarck nach Meppen ab, ohne die Stadt erobert zu haben. Lamboy hob seine Stellungen am 3. November auf. Anstelle seiner Truppen wurden andere Einheiten zur Verteidigung der Stadt einquartiert, die noch zwei Jahre nach dem Ende des Dreißigjährigen Krieges am 24. Oktober 1648 und dem Abschluss des Westfälischen Friedens als Besatzung einquartiert blieben.

#### Die Folgen des Krieges
Ein Rheiner Ratsprotokoll aus dem Jahre 1655 beziffert die Ausgaben der Stadt zum Unterhalt der verschiedenen feindlichen und verbündeten Besatzungen der Stadt während des Dreißigjährigen Krieges, inklusive der Zerstörung der Stadt von 1647, auf 645.625 Reichstaler, sieben Schillinge und zwei Pfennig. Ausdrücklich gibt das Ratsprotokoll an, dass in dieser Summe nicht die Schäden an Leib und Leben der Bürger, die Erpressungen, Plünderungen und übrigen Zerstörungen berücksichtigt sind.
Die Stadt hatte kurz nach ihrer völligen Zerstörung vom Deutschen Reich und vom Hochstift Münster Hilfe beim Wiederaufbau erbeten; diese blieb aber aus. Der Magistrat der Stadt entsandte daher Bittsteller in die benachbarten Orte und Städte und sogar bis Bremen, Hamburg und Lübeck, um für den Wiederaufbau eine „christliche Beisteuer“ zu erbitten. Spenden scheinen auch geflossen zu sein; trotzdem blieb die Stadt weitestgehend auf sich allein gestellt und benötigte fast ein Jahrhundert, um sich von den Zerstörungen und dem Elend des Dreißigjährigen Krieges einigermaßen zu erholen.

### Die weitere Stadtgeschichte im Abriss
1659 gründeten die seit 1635 in der Stadt ansässigen Franziskaner (OFM) das Gymnasium Dionysianum im damaligen Kloster, dem heutigen Alten Rathaus.
1759 vernichtete ein Brand den Falkenhof und 70 weitere Gebäude.
1803 wurde Rheine Haupt- und Residenzstadt des im Zuge der Säkularisation neugebildete Fürstentums Rheina-Wolbeck. Das Fürstentum bestand aus der Stadt Rheine und den Orten Mesum, Emsdetten, Nordwalde, Altenberge, Neuenkirchen, Salzbergen, Schepsdorf und Emsbüren. Es wurde jedoch bereits 1806 mit der Eingliederung in das Großherzogtum Berg wieder aufgelöst. Von 1811 bis 1813 war Rheine als Teil des Französischen Kaiserreichs dem Département Lippe zugeordnet.
1815 kam die Region und damit auch Rheine aufgrund der auf dem Wiener Kongress getroffenen Vereinbarungen zum Königreich Preußen, das es der neuen Provinz Westfalen zuordnete. Im Jahr darauf wurden in Preußen Kreise gebildet und Rheine gehört seitdem zum Kreis Steinfurt.
1844, mit dem Bau der ersten mechanisch betriebenen Textilfabrik im Münsterland, begann in Rheine die Industrialisierung. Die Textilindustrie wurde in der Folge zum wichtigsten Wirtschaftsfaktor, Rheine ein bedeutendes Zentrum der Textilbranche.
1850 wurden die Dörfer Altenrheine, Elte, Mesum und Rheine links der Ems in das Amt Rheine eingegliedert.
1855 verband die Eisenbahn erstmals Rheine und Osnabrück (Hannoversche Westbahn) miteinander; 1856 wurde die Strecke nach Emden (Bahnstrecke Rheine–Norddeich Mole) eröffnet.
1871 gehörte auch Rheine zum neu gegründeten Deutschen Kaiserreich.
Am 11. August 1899 wurde der Dortmund-Ems-Kanal nach siebenjähriger Bauzeit fertiggestellt.

### 1900 bis heute

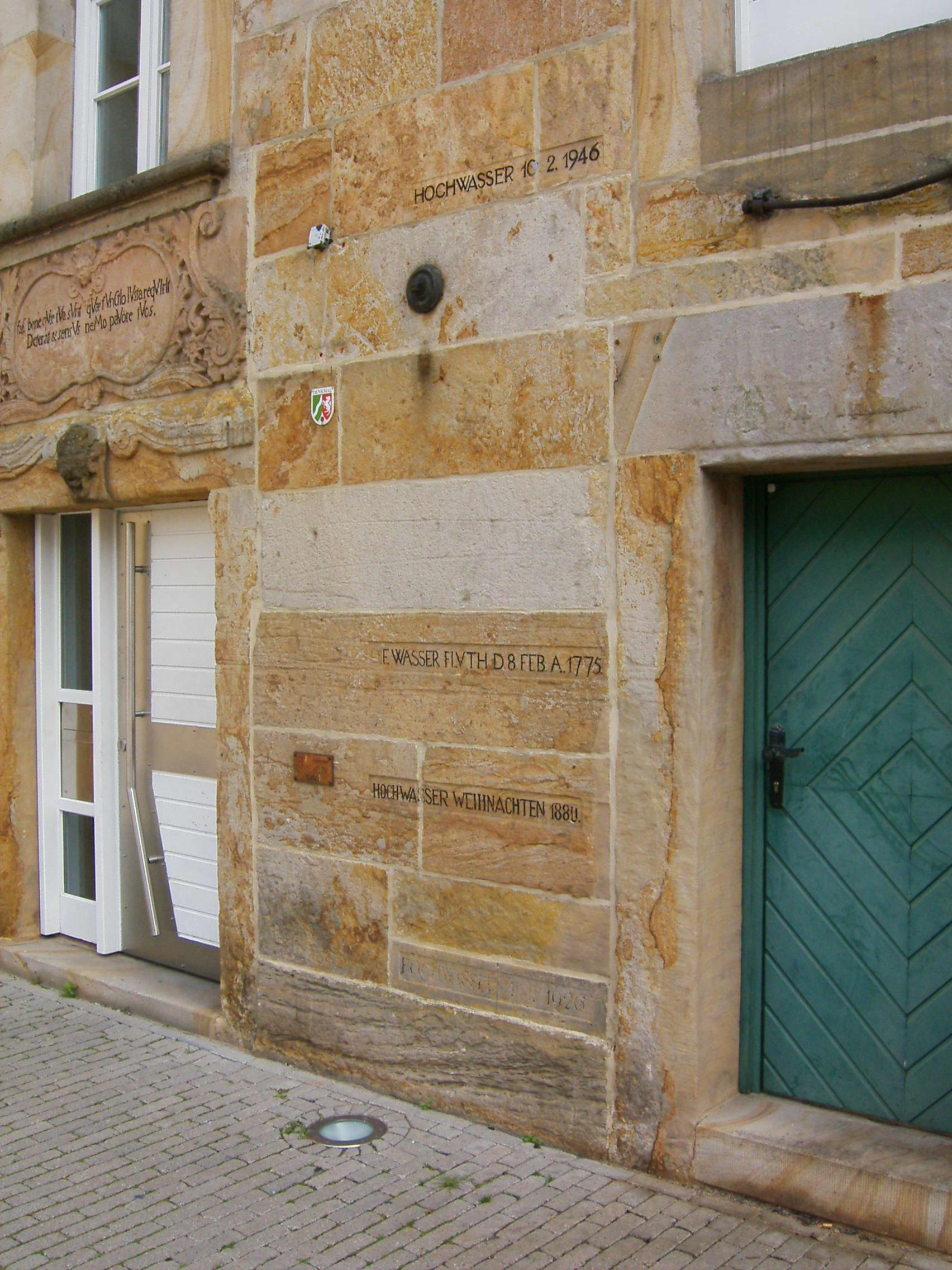
Hochwassermarken an der Emsmühle, die oberste ist von 1946

1919 wurde in Rheine ein großer Rangierbahnhof errichtet. Er wurde 1993 stillgelegt und später abgebrochen.
Am 1. April 1927 wurden etwa 10.000 Einwohner des Amtes Rheine (Bentlage, Wadelheim, Dutum usw.) in die Stadt eingemeindet, die Einwohnerzahl erhöhte sich auf 29.598, die Stadtfläche wurde verdreifacht.
Während des Dritten Reichs wurden ab 1939 jüdische Bürger in zwei Judenhäuser eingewiesen und später deportiert. Nachweislich wurde ein aus Rheine stammender Jude am 25. November 1941 im Fort IX von Kowno erschossen. Die meisten der Opfer wurden im Dezember 1941 ins Ghetto Riga oder in eines der Lager Jungfernhof und Salaspils verschleppt. Die letzten sieben noch in Rheine lebenden Juden wurden Anfang Oktober 1942 ins Ghetto Theresienstadt deportiert. 59 Juden aus Rheine wurden Opfer der Judenvernichtung, nur zwölf haben überlebt.
Die Alliierten bombardierten die Stadt wiederholt, die Eisenbahnstrecken und der Dortmund-Ems-Kanal stellten taktische Ziele dar. Besonders schwer trafen die Großangriffe vom 5. Oktober 1944 und 21. März 1945 mit jeweils mehr als 200 Toten und Verletzten das Stadtgebiet. Am 2. April 1945 eroberten Einheiten der 157. britischen Infanterie-Brigade (5. Bataillon des Regiments King’s Own Scottish Borderers, 7. Bataillon des Regiments Cameronians (Scottish Rifles)) Rheine nach teilweise heftigen Kämpfen. Insgesamt wurde Rheine zu 20 bis 30 Prozent zerstört.
Rheine lag nach Kriegsende 1945 in der britischen Besatzungszone und wurde 1946 politisch dem neu gegründeten Land Nordrhein-Westfalen zugeordnet, das 1949 mit den übrigen Westzonen-Ländern die Bundesrepublik Deutschland bildete.
Beim Emshochwasser 1946 wurde Rheine am 10. Februar durch das bisher höchste Emshochwasser betroffen. Große Teile der Stadt waren überschwemmt. Am 26. April 1978 verursachte die Explosion eines Blindgängers aus dem Zweiten Weltkrieg schwere Schäden in der Rheiner Innenstadt; zwei Menschen starben, sechzehn wurden verletzt.
Am 15. August 2002 feierte die Stadt das 675-jährige Jubiläum der Verleihung des Stadtrechts.

### Gemeindegebietsreform
Im Zuge der Gemeindegebietsreform, die am 1. Januar 1975 in Kraft trat, schlossen sich die vier bis dahin selbständigen Gemeinden Elte, Mesum, Rheine links der Ems und Rheine rechts der Ems mit der Stadt Rheine zusammen. Dabei traten Elte eine 1 ha große unbewohnte Fläche an Hörstel, Mesum eine 1,40 km2 große Fläche mit damals 28 Einwohnern an Emsdetten und eine 10 ha große Fläche mit damals elf Einwohnern an Neuenkirchen, Rheine links der Ems eine 89 ha große unbewohnte Fläche an Emsdetten und eine 1,00 km2 große Fläche mit damals 55 Einwohnern an Neuenkirchen sowie Rheine rechts der Ems eine 3,00 km2 große Fläche mit damals 212 Einwohnern an Hörstel ab.

### Einwohnerentwicklung

Einwohnerentwicklung von Rheine von 1840 bis 2018 nach nebenstehender Tabelle

Im Mittelalter und der frühen Neuzeit hatte Rheine nur einige hundert Einwohner. Erst mit dem Beginn der Industrialisierung im 19. Jahrhundert setzte in der Stadt ein stärkeres Bevölkerungswachstum ein. Lebten 1840 erst 2380 Menschen in dem Ort, waren es 1925 bereits 18.000. Die Eingemeindung von 1927 brachte einen (statistischen) Bevölkerungszuwachs von etwa 10.000 Einwohnern.
Nach dem Zweiten Weltkrieg erreichten auch Rheine die großen Flüchtlingswellen aus den deutschen Ostgebieten. Durch die Gemeindegebietsreform wuchs die Bevölkerungszahl von 50.558 im Jahre 1974 auf 71.900 zum 1. Januar 1975. Durch Zuwanderungen aus aller Welt, aus der früheren DDR und aus den Gebieten der ehemaligen Sowjetunion erhöhten sich die Einwohnerzahlen insbesondere nach 1990. Am 30. Juni 2005 betrug die amtliche Einwohnerzahl für Rheine bereits 76.374 (nur Hauptwohnsitze und nach Abgleich mit den anderen Landesämtern). Damit hatte Rheine einen vorläufigen Höhepunkt in der Bevölkerungszunahme erreicht. Ein Zuwanderungsrückgang war nicht festzustellen, sodass im Januar 2020 die Einwohnerzahl erstmals 80.000 erreichte.
Die folgende Übersicht zeigt die Einwohnerzahlen nach dem jeweiligen Gebietsstand. Dabei handelt es sich um Volkszählungsergebnisse (¹) oder amtliche Fortschreibungen des Statistischen Landesamtes. Die Angaben beziehen sich ab 1871 auf die „Ortsanwesende Bevölkerung“, ab 1925 auf die Wohnbevölkerung und seit 1987 auf die „Bevölkerung am Ort der Hauptwohnung“. Vor 1871 wurde die Einwohnerzahl nach uneinheitlichen Erhebungsverfahren ermittelt.
In den vergangenen 25 Jahren lag die durchschnittliche Zahl der Geburten mit rund 800 über der Zahl von rund 650 Sterbefällen (Stand 2005). Der Bevölkerungszuwachs liegt seit den frühen 1980er Jahren bei 6 bis 6,5 Prozent und damit leicht über dem NRW-Landesdurchschnitt.

Das Marketing-Logo der Stadt Rheine

| Jahr               | Einwohner |
| ------------------ | --------- |
| 1. Dezember 1840 ¹ | 2.380     |
| 3. Dezember 1855 ¹ | 2.890     |
| 1. Dezember 1871 ¹ | 3.885     |
| 1. Dezember 1885 ¹ | 5.684     |
| 1. Dezember 1890 ¹ | 7.400     |
| 1. Dezember 1900 ¹ | 10.371    |
| 1. Dezember 1905 ¹ | 12.801    |
| 1. Dezember 1910 ¹ | 14.415    |
| 1. Dezember 1916 ¹ | 13.078    |
| 5. Dezember 1917 ¹ | 13.426    |
| 8. Oktober 1919 ¹  | 15.726    |
| 16. Juni 1925 ¹    | 17.837    |

| Jahr                 | Einwohner |
| -------------------- | --------- |
| 16. Juni 1933 ¹      | 31.673    |
| 17. Mai 1939 ¹       | 35.081    |
| 31. Dezember 1945    | 32.330    |
| 29. Oktober 1946 ¹   | 32.823    |
| 13. September 1950 ¹ | 40.363    |
| 25. September 1956 ¹ | 43.035    |
| 6. Juni 1961 ¹       | 44.322    |
| 31. Dezember 1965    | 48.710    |
| 27. Mai 1970 ¹       | 50.321    |
| 30. Juni 1974        | 50.917    |
| 31. Dezember 1975    | 71.539    |
| 31. Dezember 1980    | 71.432    |

| Jahr              | Einwohner |
| ----------------- | --------- |
| 31. Dezember 1985 | 70.662    |
| 25. Mai 1987 ¹    | 69.348    |
| 31. Dezember 1990 | 70.452    |
| 31. Dezember 1995 | 74.587    |
| 31. Dezember 2000 | 75.886    |
| 30. Juni 2005     | 76.374    |
| 31. Dezember 2007 | 76.546    |
| 31. Dezember 2008 | 76.472    |
| 31. Dezember 2012 | 73.285    |
| 31. Dezember 2016 | 75.338    |
| 31. Dezember 2017 | 76.018    |
| 31. Dezember 2019 | 76.218    |

¹ Volkszählungsergebnis

## Politik

### Stadtrat
Das Ergebnis der Kommunalwahl vom 13. September 2020 ist in folgender Tabelle dargestellt; zum Vergleich ist auch das Ergebnis der Wahl im Jahr 2014 angeführt.
Die nächsten Kommunalwahlen finden am 14. September 2025 statt, eine mögliche Stichwahl ist für den 28. September 2025 terminiert.
| Partei / Liste | Sitze 2020 | Stimmen- anteil 2020 |    | Sitze 2014 | Stimmen- anteil 2014 |
| CDU            | 23         | 47,2 %               | 21 | 45,9 %     |                      |
| SPD            | 10         | 21,9 %               | 13 | 30,0 %     |                      |
| Grüne          | 7          | 14,3 %               | 4  | 09,8 %     |                      |
| FDP            | 3          | 5,7 %                | 2  | 05,1 %     |                      |
| Linke          | 2          | 3,4 %                | 2  | 04,2 %     |                      |
| UWG Rheine     | 2          | 4,7 %                | 2* | 05,0 %     |                      |
| UWG BfR        | 1          | 3,0 %                | –  | –          |                      |
| Gesamt         | 48         | 100 %                | 44 | 100 %      |                      |

* 2014 als Alternative für Rheine (AfR)

### Bürgermeister
- 1873–1905: Rudolph Sprickmann Kerkerinck
- 1905–1939: Hubert Schüttemeyer (Zentrum, ab 1933 NSDAP)
- 1939–1944: Clemens Blanke (NSDAP)
- 1. April 1946–15. September 1946: Josef Backhaus (CDU, mit 23 Jahren jüngster Bürgermeister in der Geschichte der Stadt)
- 1946–1948: Georg Pelster (CDU)
- 1948–1954: Albert Biermann (CDU)
- 1954–1960: Balduin Echelmeyer (CDU)
- 1960–1961: Franz Rudolf Kümpers (CDU)
- 1961–1975: Albert Biermann (CDU)
- 1975–1994: Ludger Meier (CDU)
- 1994–1999: Günter Thum (SPD)
- 1999–2004: Wilhelm Niemann (CDU)
- 2004–2015: Angelika Kordfelder (SPD)
- seit 2015: Peter Lüttmann (parteilos)

### Wappen und Siegel

Stadtwappen seit 1954

Blasonierung: In Gold ein roter Balken, der belegt ist mit drei sechsstrahligen, auf eine Spitze gestellten goldenen Sternen.
Wappengeschichte
Die Farben und das Metall waren ursprünglich Gold-Rot-Silber, wurden dann im 17. Jahrhundert in die Farbe und Metalle Silber-Rot-Gold gewandelt und schließlich im Jahre 1954 zu der Farbe und Metall Gold-Rot-Gold. Als Helmkleinod wird verwendet ein goldener Stern zwischen offenem, von Gold und Rot übereck geteiltem Flug.
Vorlage des Stadtwappens ist das um die drei goldenen Sterne erweiterte Stiftsschild des Hochstifts Münster. Die Blasonierung unterstreicht den Anspruch der territorialen Herrschaft über die Stadt durch das Hochstift. Die dem Wappen des Bistums hinzugefügten drei Sterne sind Symbole für den heiligen Dionysius als Patron der ersten Kirche und somit Schutzheiligen der Stadt sowie dessen zwei engen Vertrauten Rusticus und Eleutherius.
Das Große Stadtsiegel

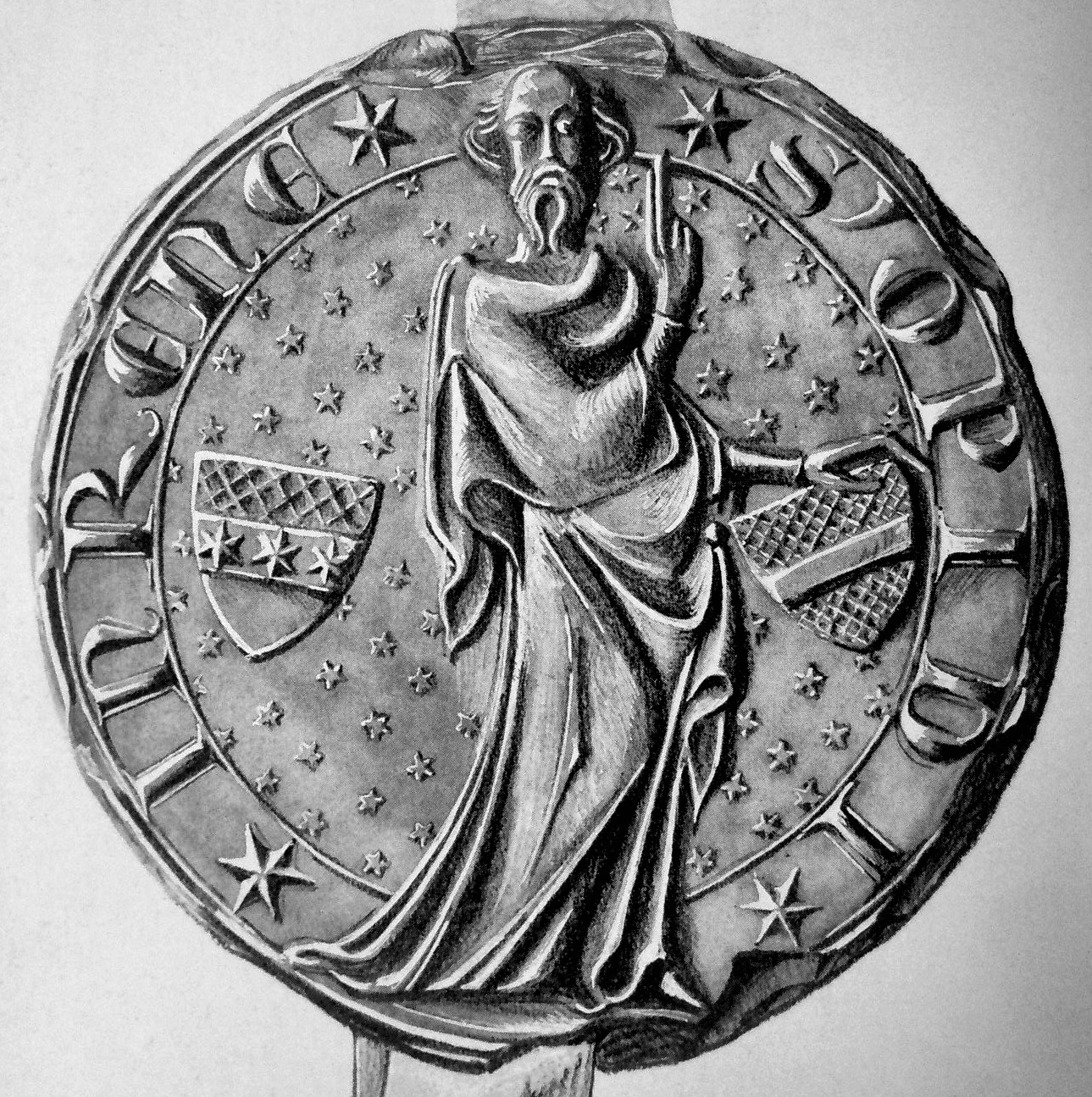
Das „Große Stadtsiegel“ von 1370

Das älteste erhaltene sogenannte „Große Stadtsiegel“ aus dem Jahr 1370 zeigt den Apostel Paulus, der sich mit der linken Hand auf das Wappen des Hochstifts Münster stützt. Links im Siegel abgebildet ist das Wappen der Stadt mit der ursprünglichen Tingierung oben Gold, roter Balken mit Sternen, unten Silber.
Das Große Siegel wurde nur bei entsprechend wichtigen Beurkundungen verwendet. Für die „normalen“ Amtsgeschäfte war ein kleineres Sekretsiegel in Gebrauch, welches das Rheiner Wappen zeigte.

### Städtepartnerschaften
- Borne (Niederlande) seit 1983
- Bernburg (Saale) (Deutschland) seit 1990
- Leiria (Portugal) seit 1996
- Trakai (Litauen) seit 1996

Die Städtepartnerschaften werden im Auftrag der Stadt Rheine vom „Verein zur Förderung von Städtepartnerschaften der Stadt Rheine e. V.“ betreut.

## Kultur und Tourismus

### Sprache und Dialekt
Rheine liegt im niederdeutschen Kulturraum. Die historische Sprache seiner Bewohner ist das Münsterländer Platt, ein westfälischer Dialekt des Westniederdeutschen. Bis zum Zweiten Weltkrieg war dies die Sprache, die die meisten Kinder zu Hause zuerst erlernten und danach erst allmählich die hochdeutsche Amtssprache. Das „Hochdeutsche“ war für die Bewohner der damals stark landwirtschaftlich geprägten Region fast wie eine Fremdsprache, die sie nur schwer aussprechen konnten und in der Schule mühsam erlernen mussten.
Nach dem Zweiten Weltkrieg und dem Zuzug vieler Flüchtlinge aus dem Osten sowie nur hochdeutsch kommunizierender Menschen wurde die Sprache der Einheimischen noch stärker bedrängt. Mittlerweile ist Hochdeutsch die mehrheitlich gesprochene Umgangssprache in der Stadt und ihrer Umgebung; der örtliche Dialekt wird zwar noch von der einheimischen älteren Generation gesprochen (se küert up platt), aber kaum noch an die nachfolgenden Generationen als Muttersprache weitergegeben und ist daher stark vom Aussterben bedroht.

### Bauwerke und Museen
Mehrere historisch bedeutende Bauwerke bereichern das Stadtbild Rheines. Manche der Gebäude werden heute als Museen genutzt.
Im Norden der Stadt liegt das Naherholungsgebiet Bentlager Wald, das mit dem Kloster Schloss Bentlage, der Saline Gottesgabe, einer Tanzlinde und dem Naturzoo Rheine mehrere Sehenswürdigkeiten in eine Kulturlandschaft einbettet. Im Vorfeld der Regionale 2004 wurde für das Erholungsgebiet ein Programm unter dem Namen Bentlager Dreiklang entwickelt, um Besuchern die Sehenswürdigkeiten zugänglich zu machen. Es werden drei Rundgänge angeboten, die Kulturroute, die Salzroute und die Naturroute, welche unter fachlicher Führung stattfinden.

#### Kloster/Schloss Bentlage

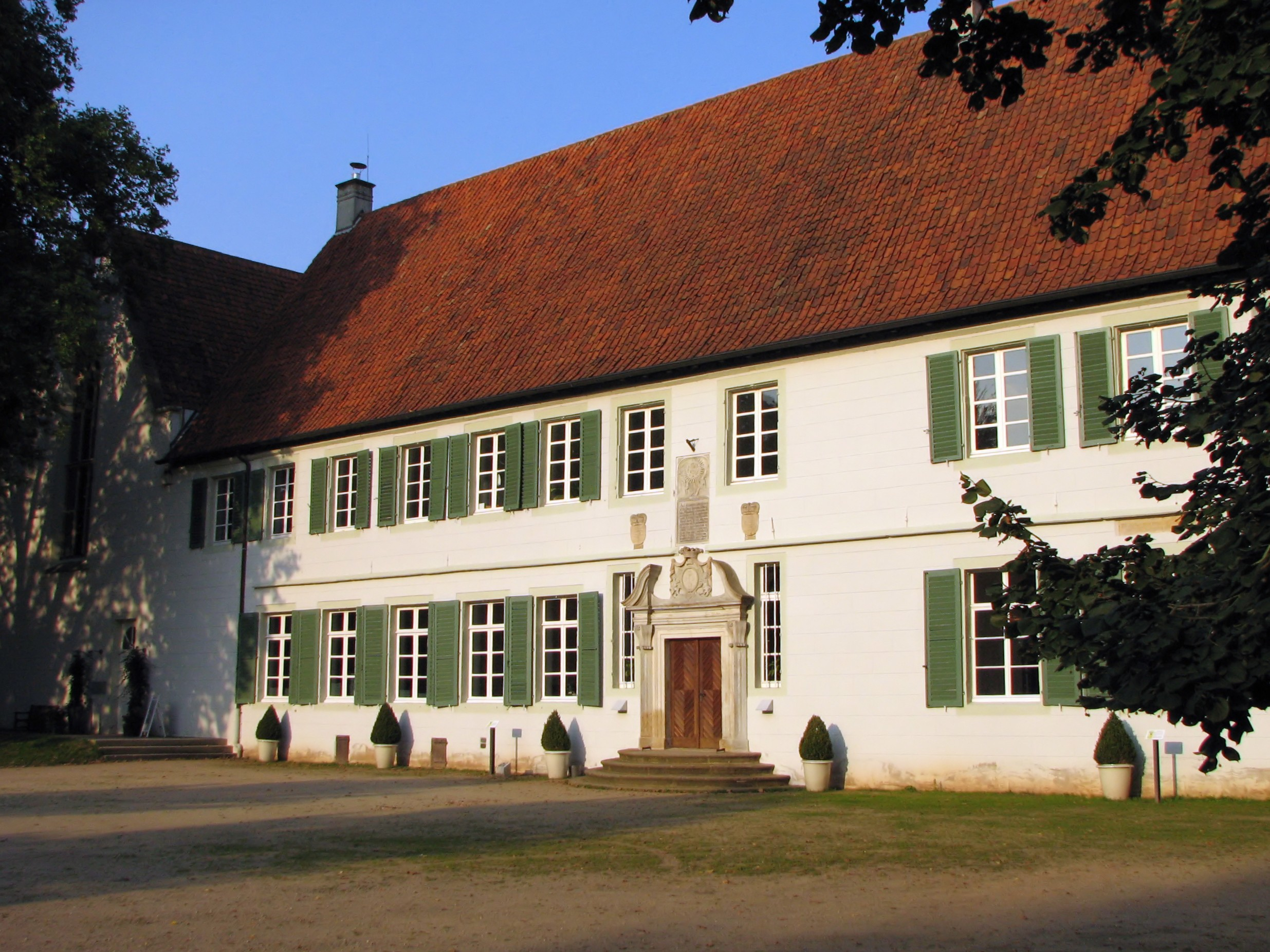
Kloster/Schloss Bentlage

Das Kloster Bentlage wurde 1437 von Brüdern des Kreuzherrenordens gegründet und 1645 vollendet. Wegen seiner im Lauf der Jahrhunderte wechselnden Nutzung wird das Anwesen heute Kloster/Schloss Bentlage genannt. Das Kloster kann auf der Kulturroute des Bentlager Dreiklangs unter Führung besichtigt werden.
1803 gelangte das Kloster im Zuge der Säkularisation in das Eigentum des neu gegründeten Fürstentums Rheina-Wolbeck. Dieses existierte jedoch nur drei Jahre lang, so dass das Kloster bereits 1806 auf die Adelsfamilie Looz-Corswarem überging. Diese baute das Kloster zu ihrer Schlossresidenz aus, was sich heute in dem Doppelnamen niederschlägt.
Die Stadt Rheine erwarb das im Bentlager Wald gelegene Gut im Jahr 1978. 1990 begannen die Wiederaufbauarbeiten, welche im Jahr 2000 abgeschlossen werden konnten.
Heute dient das Kloster unter anderem als Museum. Im Ostflügel sind Gebrauchs- und Luxusgegenstände der ehemaligen Bewohner des Klosters ausgestellt. Prunkstück der Ausstellung sind zwei spätmittelalterliche Reliquienschreine, die in ihrem Erhaltungszustand einmalig im deutschsprachigen Raum sind.
In der „Westfälischen Galerie“ im Dachgeschoss des Ostflügels kann die Entwicklung der Moderne in Westfalen seit 1900 nachvollzogen werden. Arbeiten von Expressionisten wie Wilhelm Morgner, Peter August Böckstiegel oder Carlo Mense laden neben Vertretern des Bauhauses den Betrachter zum Verweilen ein. Wechselnde Exponate aus der Zeit nach 1945 stellen einen Bezug zur Gegenwart her.
Das Kloster beherbergt darüber hinaus die Geschäftsstelle der 1956 ebenda gegründeten Europäischen Märchengesellschaft. Diese stellt sich nach § 1 ihrer Satzung die Aufgabe, „die Märchenforschung zu unterstützen sowie das Märchengut aller Völker zu pflegen und zu verbreiten, um damit zur Begegnung und zur Verständigung der Menschen untereinander beizutragen.“  Die Gesellschaft unterhält im Nordflügel des Klosters eine Spezialbibliothek zum Thema Märchen.
Das Kloster Bentlage wird durch eine gemeinnützige städtische Tochtergesellschaft, der Kloster Bentlage gGmbH, betrieben. Schwerpunkt ist die Auseinandersetzung mit zeitgenössischer bildender Kunst. Jährlich präsentieren in etwa zwölf Ausstellungen renommierte internationale Künstler ihr Schaffen. Ein umfangreiches Kulturprogramm aus den Sparten klassischer Musik, Literatur, und Wissenschaft runden das Programm ab. Jährlich nutzen etwa 50.000 Besucher die zahlreichen kulturellen Angebote.

#### Saline Gottesgabe

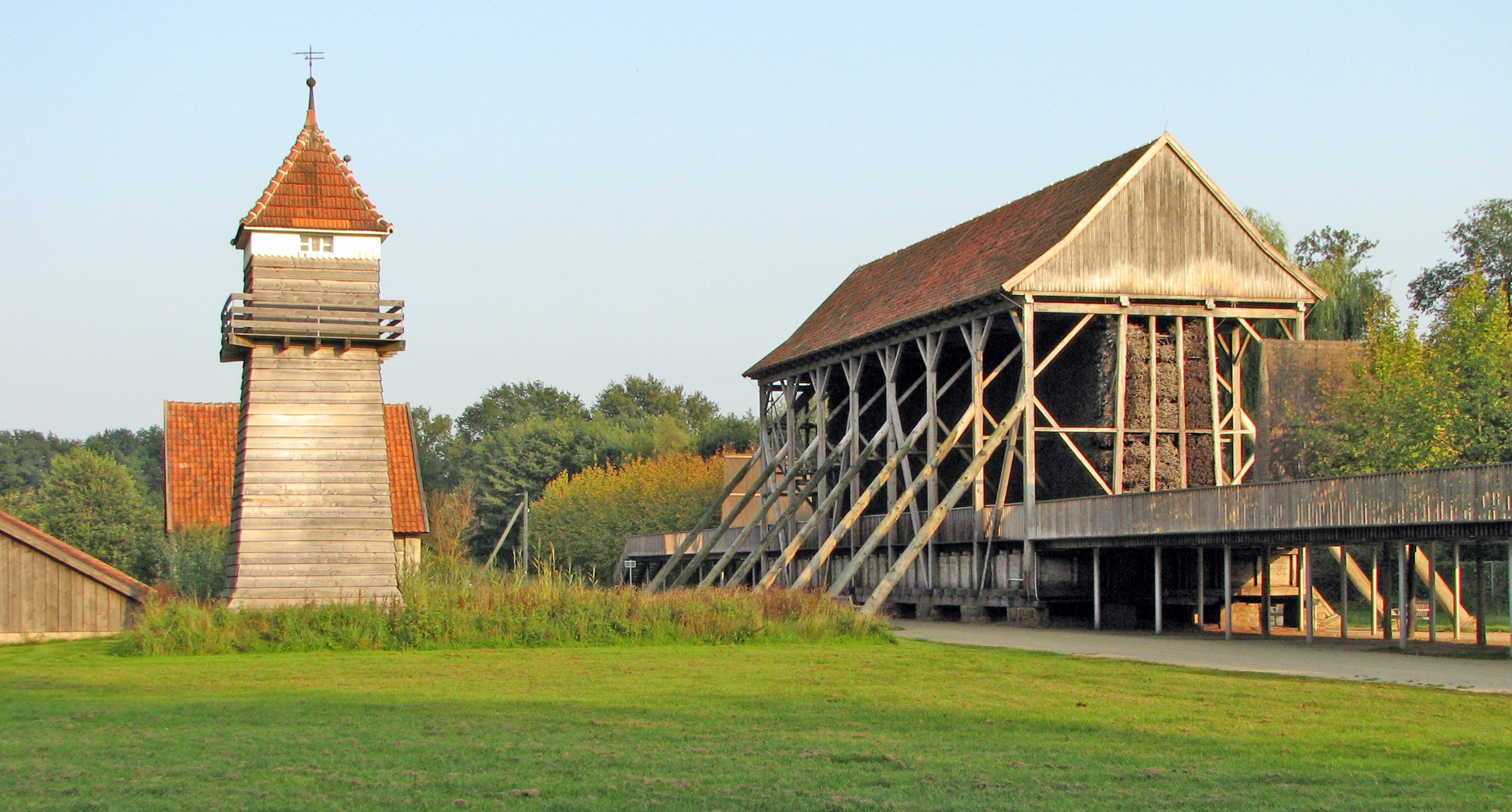
Saline Gottesgabe

In Bentlage wurde bereits seit 1022 Salzgewinnung betrieben, die erste urkundliche Erwähnung der Saline Gottesgabe stammt aber erst aus dem Jahr 1439. Die Saline ist technisches Denkmal und befindet sich in direkter Nachbarschaft zum Kloster Bentlage. Sie kann auf der Salzroute des Bentlager Dreiklangs unter Führung besichtigt werden.
Zwischen 1437 und 1577 wurde die Saline von den Kreuzherren betrieben. Durch Vertrag vom 5. August 1577 wurde die Salzgewinnungsanlage auf die Familie von Velen lehensweise übertragen. Dieser gelang es aber zunächst nicht, mit der Saline Gewinne zu erwirtschaften. Im Jahr 1590 wurde die Saline durch königlich-spanische Truppen erstmals zerstört, die aus den Niederlanden kommend nach Westfalen vorrückten.
Zwischen 1603 und 1614 erlebte die Saline unter der Führung Alexander von Velens dann eine Zeit wirtschaftlichen Aufschwungs, finanziert durch fünf wohlhabende Rheiner Bürger. Alexander von Velen war es auch, der der Saline den Namen Gottesgabe verlieh, nachdem er auf neue Salzquellen hoher Lötigkeit gestoßen war. Nach 1614 folgte jedoch ein erneuter wirtschaftlicher Niedergang, der durch einen Mangel an Feuerungsmitteln und anderen Rohstoffen ausgelöst wurde.
Im Dreißigjährigen Krieg wurde die Saline erneut schwer beschädigt. Schwedische Truppen unter dem Befehl von General Königsmarck brannten 1647 das Kloster nieder und überfielen auch die Saline. In der Folgezeit wurde diese zwar durch die Familie von Velen fortgeführt, wegen der Schäden und aus Geldmangel konnten aber keine Gewinne lukriert werden. Dies führte im Jahr 1735 zum Entzug des Lehens durch den damaligen Fürstbischof von Münster, Clemens August.
Der Fürstbischof betrieb stattdessen selbst die Reetablierung der Salzgewinnung, was am 23. Dezember 1743 zur Gründung der Münsterschen Salinen-Societät führte. Diese besaß unter anderem die Verfügungsrechte über sämtliche Solequellen in Bentlage. Unter der Anleitung des fürstbischöflichen Baumeisters Johann Conrad Schlaun und des Salzfachmannes und Freiherrn Joachim Friedrich von Beust wurde die Saline in den Folgejahren grundlegend modernisiert. Dabei wurde auch das Gradierwerk auf eine Gesamtlänge von fast 300 Metern ausgebaut, womit die Saline Gottesgabe das älteste Bauwerk dieser Art in Westfalen darstellt.
Die Salzgewinnung entwickelte sich das gesamte 18. Jahrhundert hindurch profitabel. 1753 schüttete die Societät erstmals eine Dividende in Höhe von 50 Reichstalern per Anteilsschein aus. 1890 wurde zusätzlich zur Salzgewinnung der Bade- und Kurbetrieb aufgenommen. Der Badebetrieb wurde bis 1975 aufrechterhalten. Die Salzgewinnung wurde bereits 1952 eingestellt.
Im Zuge der Regionale 2004 wurde der Salinenpark neu gestaltet, er ist Teil des European Garden Heritage Network. In der Nähe der Saline befindet sich das im Jahr 2005 als Josef Winckler Museum neu eröffnete Geburtshaus Josef Wincklers. Die Ausstellung zeigt Gegenstände aus dem Leben des Schriftstellers und informiert über sein Wirken.

#### Falkenhof (Stadtmuseum)

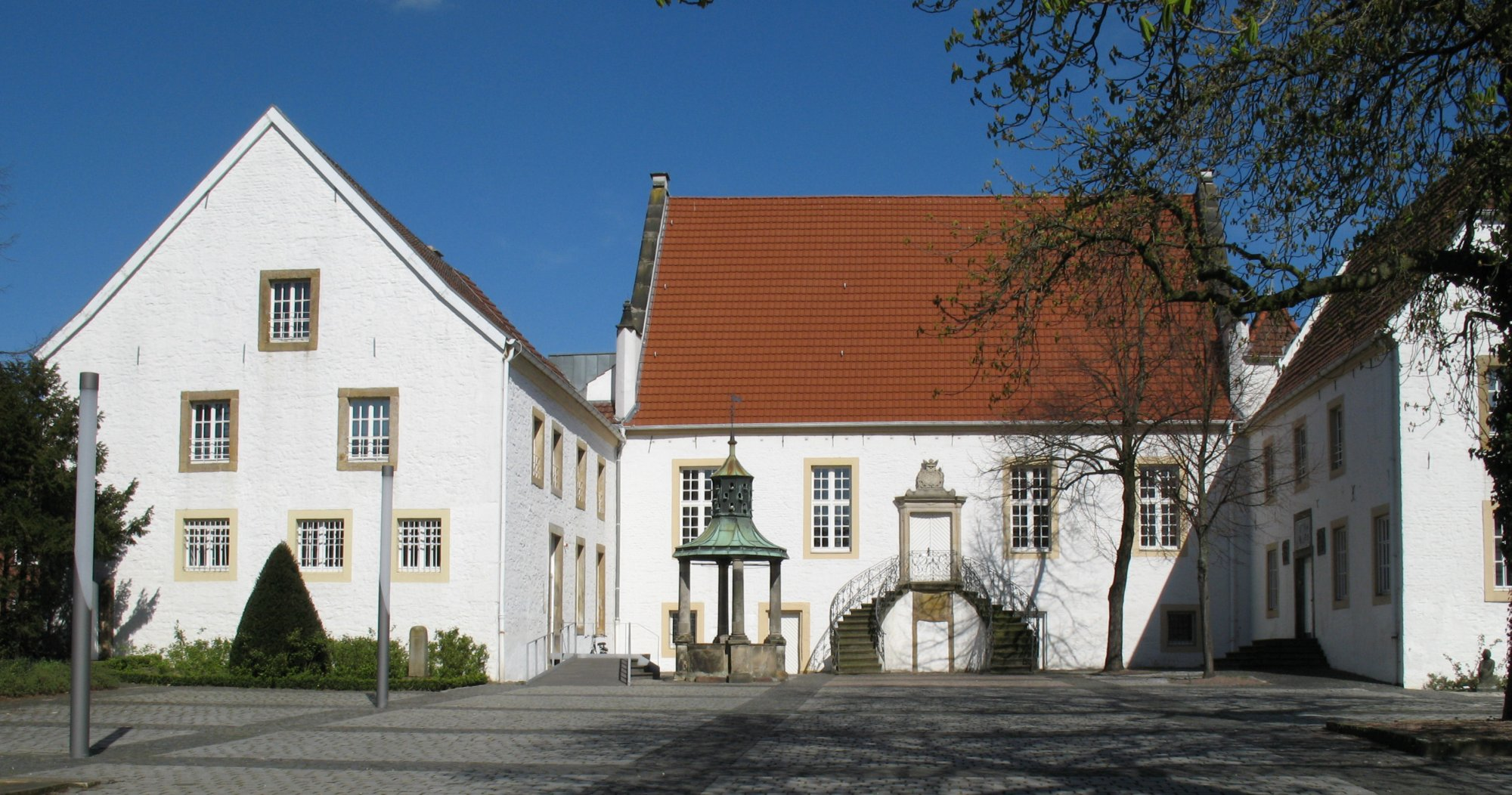
Falkenhof

Das für Rheine vielleicht bedeutendste Bauwerk ist der Falkenhof, die sogenannte Keimzelle der Stadt. Das Bau- und Bodendenkmal aus dem 9. Jahrhundert beherbergt heute das Stadtmuseum. Die Ausstellung ist in die drei Bereiche Stadtgeschichte, Grafikkabinett und Kasimir-Hagen-Sammlung unterteilt.
Der Bereich Stadtgeschichte zeigt neben Funden aus der Vor- und Frühgeschichte vor allem Exponate aus der oftmals kriegerischen Vergangenheit der Stadt. Rüstungen und Waffen, etwa aus der Zeit des Dreißigjährigen Krieges, dokumentieren die Wehrgeschichte Rheines. Darüber hinaus ist dieser Teil der Präsentation lokalen Künstlern gewidmet, zu denen auch überregional bekannte Namen wie Carlo Mense und Joseph Krautwald zählen.
Die Kasimir-Hagen-Sammlung, benannt nach dem Kölner Kunstsammler Kasimir Hagen, beinhaltet Gemälde des 19. und 20. Jahrhunderts sowie Skulpturen des 15. bis 19. Jahrhunderts. 1964 wurden der Stadt die ersten Stücke dieser Sammlung überlassen, ehe im Jahr 1987 weitere Exponate aus Bonn hierher überführt wurden.
Das Grafikkabinett geht ebenfalls auf die Stiftungstätigkeit Kasimir Hagens zurück. Die mehr als tausend Objekte umfassende Sammlung beinhaltet unter anderem Arbeiten von so bekannten Künstlern wie Albrecht Dürer, Francisco de Goya, Pablo Picasso und Max Liebermann.

#### Kirchen

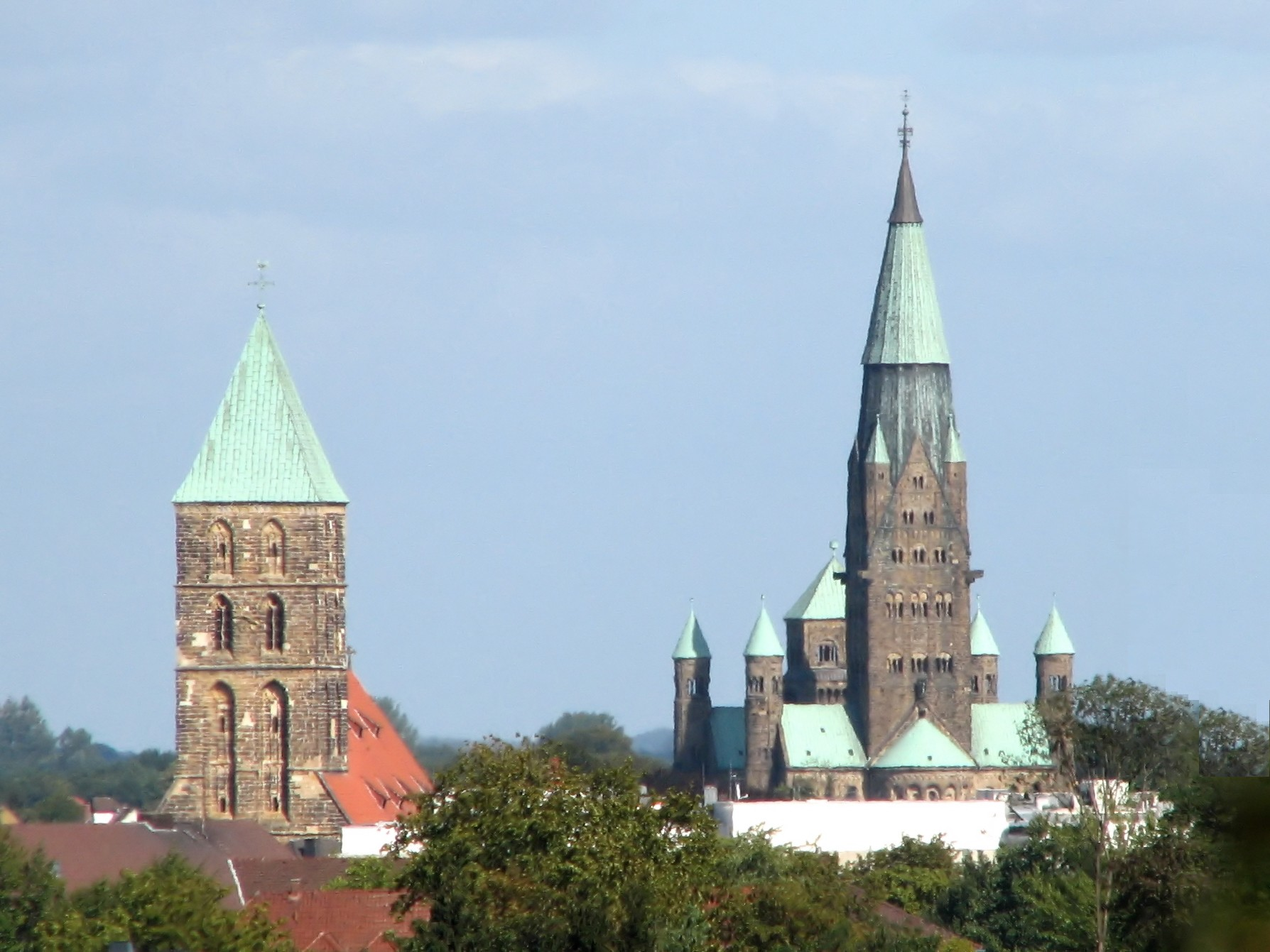
St. Dionysius, rechts St. Antonius

Zahlreiche Kirchen prägen das Gesicht der Stadt. Die älteste von ihnen ist die katholische Kirche St. Dionysius, welche im historischen Stadtkern gelegen und im Gleichlauf mit dem Falkenhof entstanden ist. Die katholische Kirche St. Antonius (rechts der Ems), im neoromanischen Stil erbaut von 1899 bis 1905, überragt mit dem höchsten Kirchturm des Münsterlandes (102,5 m) alle anderen Gebäude der Stadt und ist weithin sichtbar.

#### Sonstige

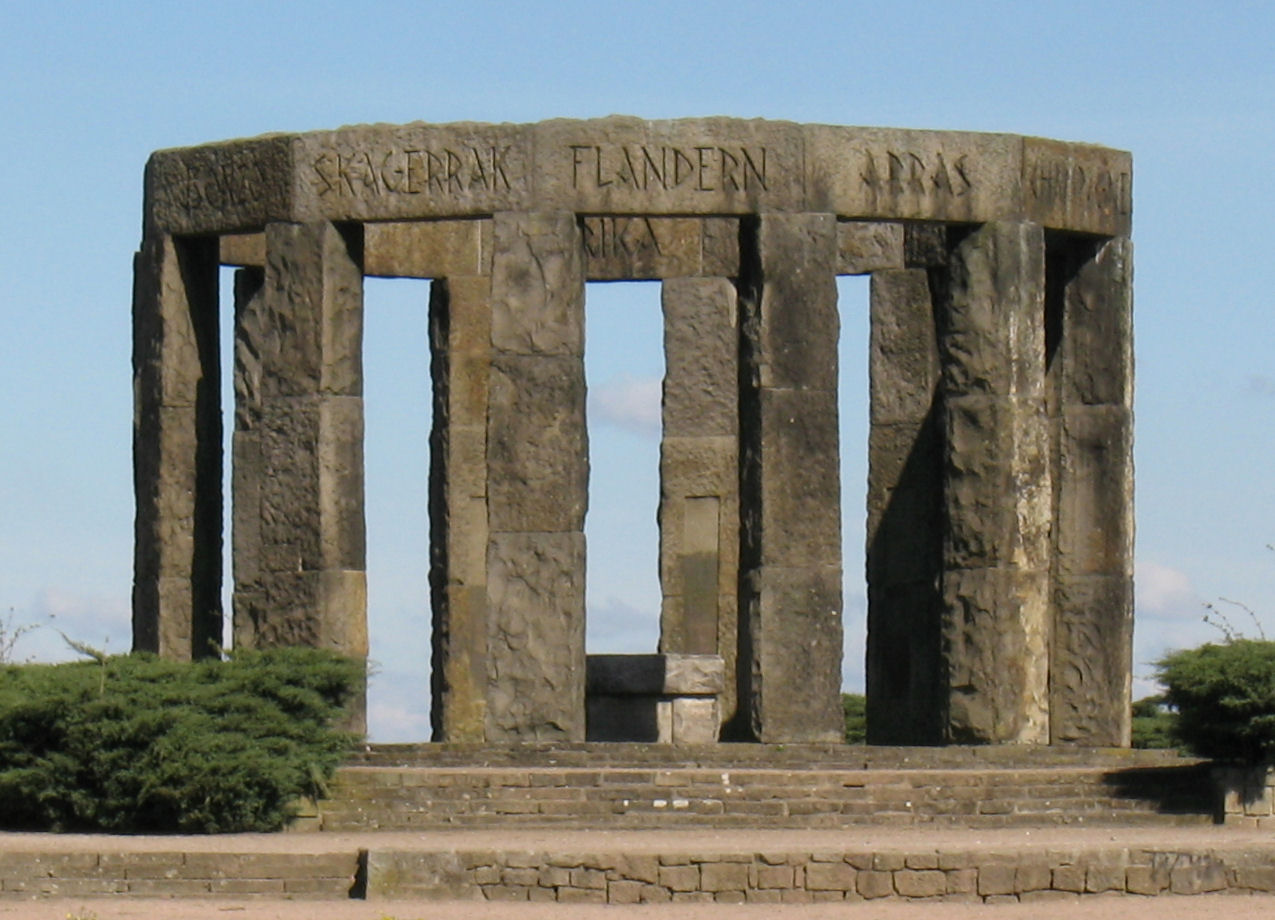
Gefallenendenkmal Hünenborg, Rheine

Im gesamten Stadtgebiet finden sich weitere Sehenswürdigkeiten. Zu nennen sind etwa der Alte Friedhof, angelegt zwischen 1806 und 1835, ferner das Gymnasium Dionysianum, welches eine Komposition von klassischer und moderner Architektur verkörpert sowie zahlreiche Gebäude von August Reinking, die vornehmlich im Innenstadtbereich erbaut wurden. Auf dem Thieberg wurde in den 1920er Jahren die Hünenborg errichtet, ein monumentales Denkmal für die Gefallenen des Ersten Weltkrieges. Ein Getreidespeicher von 1936, direkt an der Ems gelegen, zeigt eine großflächige Darstellung eines Sämannes bei der Arbeit.

### Sport und Freizeit
Der bekannteste Fußballverein der Stadt Rheine ist der FC Eintracht Rheine, der zurzeit in der Oberliga Westfalen beheimatet ist. Die höchste Klasse, in der er je spielte, ist die NRW-Liga. Der aus Eintracht Rheine verselbständigte Frauenfußballverein FFC Heike Rheine spielte insgesamt 16 Jahre lang in der Bundesliga. 2016 hat sich der Verein jedoch aufgelöst. Außerdem spielt die Unterwasserrugby-Mannschaft des SV Rheine in der 1. Bundesliga West und ist somit die einzige Mannschaft Rheines, die derzeit in der höchstmöglichen Spielklasse antritt.

#### Naturzoo Rheine

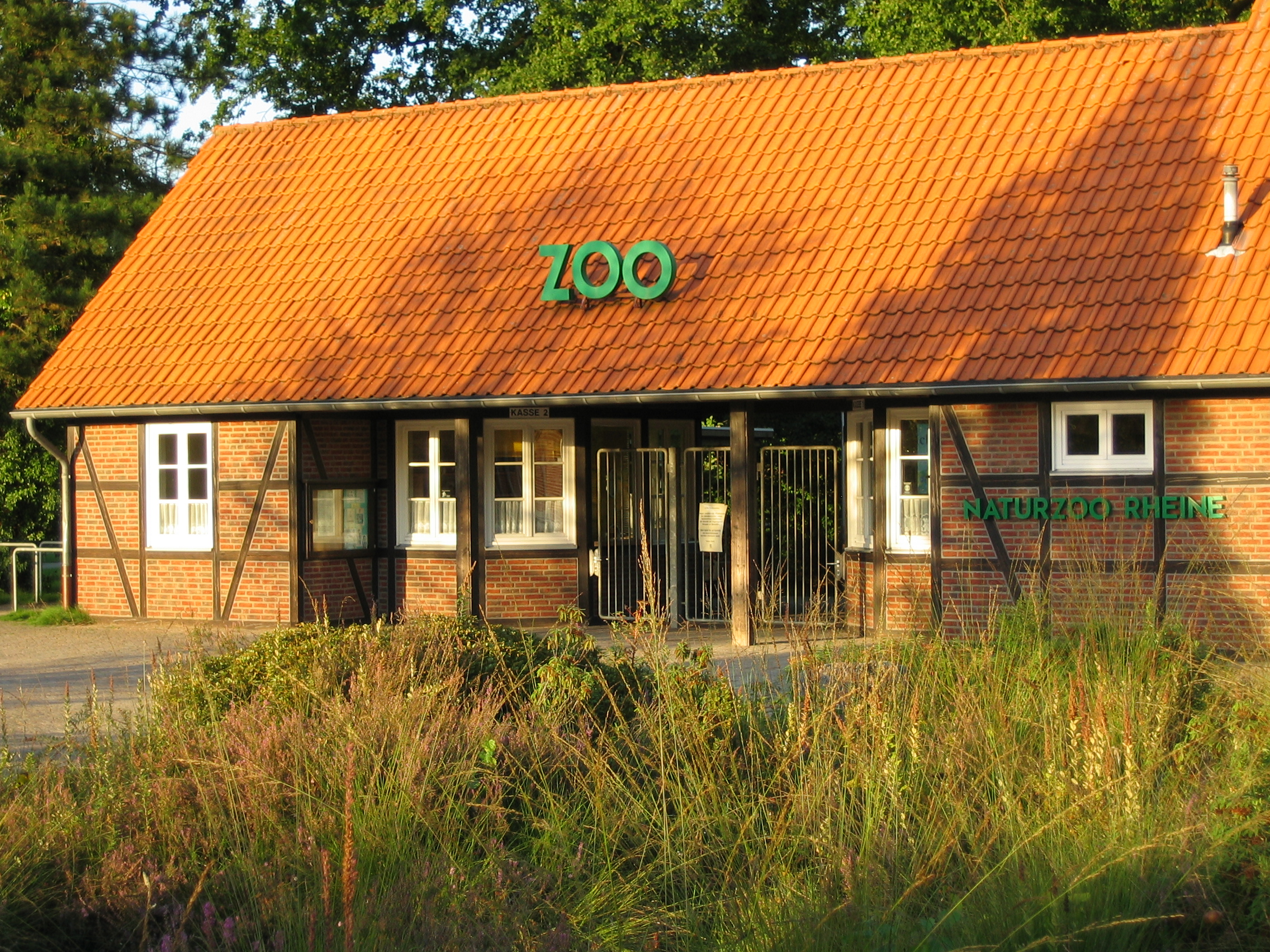
Naturzoo Rheine, Eingangsbereich

Ein beliebtes Freizeitziel ist der Naturzoo Rheine, in unmittelbarer Nähe zur Saline Gottesgabe und dem Kloster Bentlage gelegen. Er wurde 1936 unter dem Namen Heimattiergarten Bentlage gegründet und 1937 eröffnet. Der Naturzoo kann auf der Naturroute des Bentlager Dreiklangs unter Führung besichtigt werden.
Der Tierpark beheimatete im Jahr 2006 etwa 1000 Tiere einhundert verschiedener Arten. Darunter finden sich neben einheimischen, freifliegenden Weißstörchen vor allem verschiedene Affenarten.
1974 wurde in Rheine der erste begehbare Affenwald Deutschlands eröffnet. Heute umfasst die im Wald lebende Kolonie von Berberaffen 20 bis 30 Tiere. Der Zoo unterhält auch das weltweit größte Zuchtprogramm für Blutbrustpaviane, eine vom Aussterben bedrohten Art.
Der Name Naturzoo soll darauf hinweisen, dass der Zoo kein „herkömmlicher“ Tierpark ist. Der Zoo ist darum bemüht, durch Naturlehrpfade und Schulungen das Verständnis der Besucher für die Natur und ihre Zusammenhänge zu schärfen. Weiter ist man bemüht, die Anlagen ökologisch verträglich zu betreiben. So werden die Abwässer teilweise pflanzlich gefiltert und dadurch gereinigt.
Des Weiteren versucht der Zoo, den Tieren ein artgerechtes Leben zu ermöglichen. Zu diesem Zweck wurden im Vorfeld der Regionale 2004 mehrere Gehege erneuert und erweitert. Der Naturzoo Rheine sieht sich dennoch ähnlicher Kritik ausgesetzt wie andere Tierparks auch.

#### Radfahren und Wandern

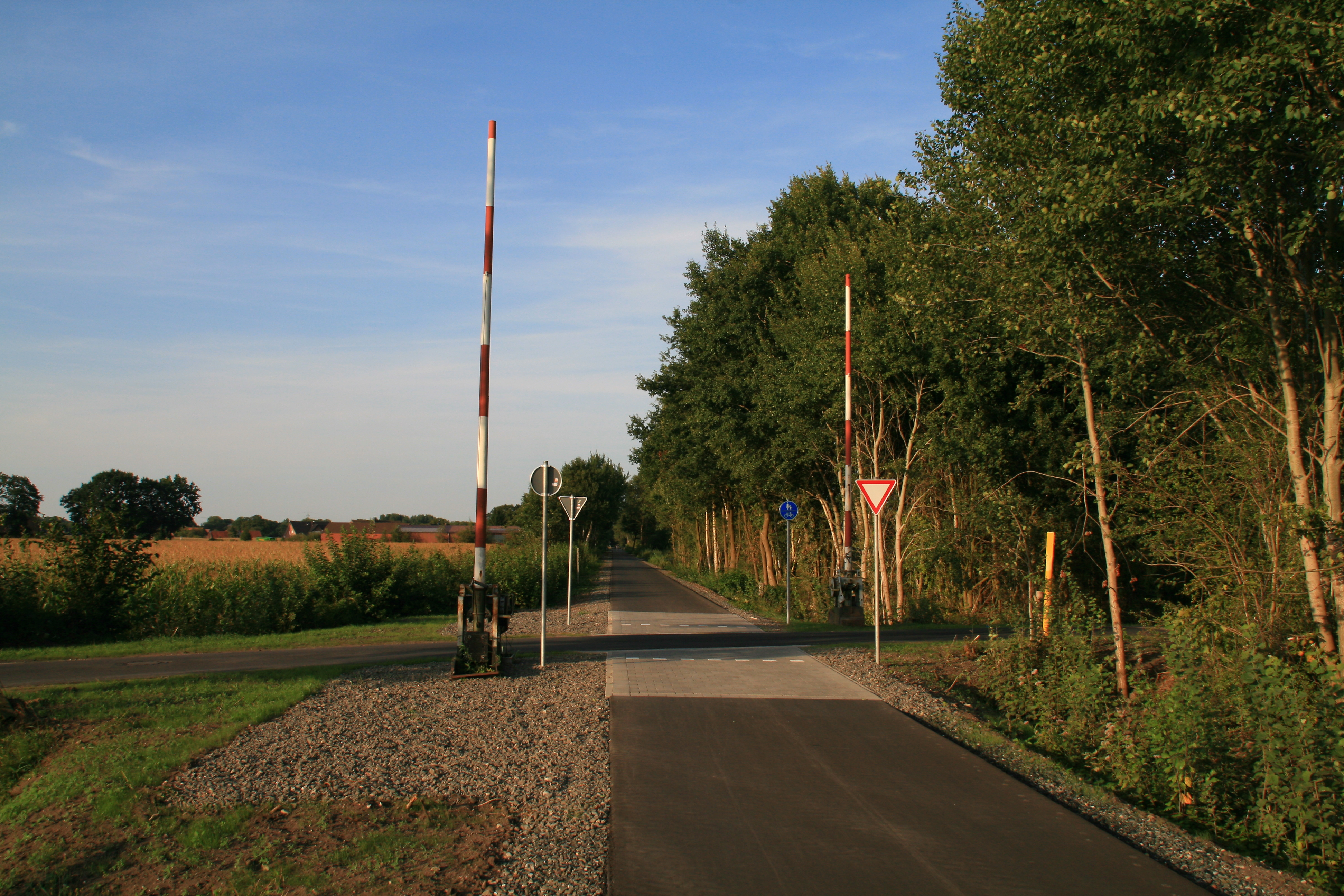
Bahntrassenradweg „RadBahn Münsterland“ von Rheine nach Coesfeld

Für Radfreunde stellt der Emsauenweg ein lohnendes Ziel dar. Der 115 km lange Radwanderweg verläuft seit 2004 von Warendorf durch das Münsterland nach Rheine. 2005 wurde der Weg zur Radroute des Jahres in Nordrhein-Westfalen gewählt.
Der Emsauenweg ist Teil des Emsradweges, welcher von Paderborn nach Emden führt. Seit 2007 lässt sich der Emsauenweg mit dem Werseradweg zu einem Rundkurs verbinden. Der Radwanderweg berührt die Bahnhöfe Warendorf, Telgte, Greven, Emsdetten und Rheine und ermöglicht es so, die Wegstrecke der eigenen Leistungsfähigkeit anzupassen. Entlang der Route werden Informationen über die vier Themenbereiche Landschaftsgeschichte, Kulturgeschichte, Naturlandschaft und Projekte der Regionale 2004 vermittelt.
Weitere Rad- und Wanderwege sind die 100-Schlösser-Route, ein insgesamt über 2000 km langer Radwanderweg durch das Münsterland, der am Kloster Bentlage und dem Falkenhof vorbeiführt; die Dortmund-Ems-Kanal-Route von 350 km Länge, der das Ruhrgebiet mit der Nordseeküste verbindet; die Hase-Ems-Tour führt entlang der Hase rund 265 km durch Niedersachsen und Nordrhein-Westfalen bis zur Mündung in die Ems in Meppen und dann der Ems entlang nach Rheine; der EmsRadweg beginnt an der Ems-Quelle in der Ortschaft Schloß Holte-Stukenbrock am Rande des Teutoburger Waldes und folgt der Ems über eine Strecke von 375 km; die Aa-Vechte-Tour, ein Radwanderweg zwischen Aa und Vechte; die Ems-Heide-Weide-Tour sowie der Hermannsweg, ein 156 km langer Wanderweg, der in Rheine beginnt und über den Kamm des Teutoburger Waldes am Hermannsdenkmal entlangführt.
Auf der ehemaligen Bahnstrecke Rheine–Coesfeld wurde der Bahntrassenradweg „RadBahn Münsterland“ angelegt. Entlang der Strecke sind noch Bahngebäude erhalten. Im Bahnhof St. Arnold kann man mit einer Draisine fahren.

#### Sport
Viele Sportvereine haben ihren Sitz in Rheine. Im Fußball ist aktuell der Oberligist FC Eintracht Rheine der erfolgreichste Verein. Die Mitglieder des TV Jahn Rheine 1885 e. V. ertüchtigen sich auf dem mit 6000 m² größten Sportpark des Münsterlandes in vielen unterschiedlichen Sportarten. Dazu kommt noch der Amisia Rheine 1926 e. V. Die Ems nutzen drei Kanuvereine (KC Rheine, PuR Emsstern Rheine und der WSV Rheine) und ein Ruderverein (RHTC Rheine) zum Training und zum Wettkampf. Seit 1996 besteht der Golfsportclub „Gut Winterbrock“ in Mesum mit 18-Loch Championsplatz und einer öffentlichen 9-Loch-Anlage.
Die Stadt unterhält unter anderem das Mehrzweckstadion Jahnstadion, Spielstätte des Footballvereins Rheine Raptors. Das größte Stadion in Rheine ist die BA.rena, welche vom FC Eintracht Rheine betrieben wird. Ferner gibt es zwei Hallenbäder, ein Freibad sowie eine Eissporthalle, letztere befindet sich in privater Trägerschaft.
Seit dem Sommer 2008 verfügt die Hockeyabteilung des RHTC Rheine über einen Kunstrasenplatz direkt an der Ems. Hinzu kommen zahlreiche kleinere Anlagen.

### Regelmäßige Veranstaltungen
Die Stadt Rheine verfügt über ein breites Spektrum an jährlich wiederkehrenden Veranstaltungen verschiedener Stilrichtungen.
- Rosenmontagsumzug
- Honky Tonk (Kneipenfestival)
- Kinderkochfestival (Motto: Sinn-voll den Bauch voll)
- Kinderflohmarkt (größter Kinderflohmarkt Deutschlands)
- Salinenfest (erstes Wochenende im Juli; Mittelaltermarkt)
- EmsFestival (Konzerte auf einer schwimmenden Bühne auf der Ems)
- Rheiner Orgelsommer (Konzertreihe in mehreren Kirchen der Stadt)
- Channel-Triathlon (zweites Wochenende im August; Triathlon für Profis und Amateure)
- Wein- und Braufest (August)
- Straßenparty (September)
- Elefantenrennen (September; Kanadierrennen für Hobby- und Firmenmannschaften)
- Kanuregatta (September)
- Rheiner Herbstkirmes (drittes Wochenende im Oktober; Kirmes, verteilt auf zwei Plätzen und Innenstadt)
- Benefizkonzerte der Christmas Allstars (22. und 23. Dezember; größte Weihnachts-Show der Region)
- Weihnachtsmarkt auf dem historischen Marktplatz
- Ausstellung der Krippe in der St.-Antonius-Basilika (24. Dezember bis 25. Januar)

## Wirtschaft und Infrastruktur

### Wirtschaft
2011 waren in Rheine 25.233 sozialversicherungspflichtig Beschäftigte registriert. Davon entfielen auf die Land- und Forstwirtschaft sowie Fischerei 0,2 %, auf das produzierende Gewerbe 21,6 %, auf Handel, Gastgewerbe, Verkehr und Lagerei 28,9 % sowie sonstige Dienstleistungen 49,9 %. Die Arbeitslosenquote lag im Januar 2013 laut Arbeitsagentur Rheine am Hauptstandort bei 5,8 %. Das entsprach 3573 Menschen ohne Arbeit.
Seit dem Jahr 2010 wird das Gelände des ehemaligen Rangierbahnhofs saniert. Auf der Fläche entsteht das Gewerbegebiet „Rheine R“, das rund zwei Kilometer vom Zentrum entfernt ist und mit einem eigenen Gleis erschlossen werden kann, aber auch Büroflächen für Dienstleister beherbergt. Bekannte private Unternehmen in Rheine sind die Apetito AG im Industriepark Altenrheine (ein Hersteller von Tiefkühlprodukten), die KTR Kupplungstechnik GmbH, das Maschinenbauunternehmen Windhoff Bahn- und Anlagentechnik und die Hardy-Schmitz-Gruppe. Des Weiteren hat die Volksbank Münsterland Nord ein Kompetenzcenter und Verwaltungsgebäude in der Stadt. Der größte staatliche Arbeitgeber war im Jahr 2011 noch die Bundeswehr (etwa 1600 Bedienstete, hauptsächlich Heeresflieger). Am 26. Oktober 2011 gab das Bundesministerium der Verteidigung bekannt, den Standort Rheine auf etwa 120 Dienstposten verkleinern zu wollen. Das Transporthubschrauberregiment 15 und das Kraftfahrtausbildungszentrum Rheine sind aufgelöst worden. Damit verringert sich die Bedeutung der Bundeswehr als Arbeitgeber für die Stadt weiter zugunsten privater Unternehmen.
Im Jahr 2011 wurde Rheine zusammen mit Greven als „Logistikstandort des Jahres in NRW“ ausgezeichnet. Grund für die Auszeichnung waren die hohe Arbeitsplatzdichte im Logistikbereich sowie die gute Verkehrsanbindung: Im Norden der Stadt liegt das Industriegebiet Güterverkehrszentrum Rheine mit Anbindung an die A 30, daneben verfügt Rheine über gute Anbindungen an das Schienennetz sowie an mehrere Wasserstraßen. Auch der Flughafen Münster/Osnabrück ist nicht weit entfernt.
Die Stadt fördert die Entwicklung neuer und nachhaltiger Technologien, insbesondere durch KMU. 1992 wurde das Transferzentrum für angepasste Technologien (TaT) eröffnet. Dieses dient der Entwicklung und praktischen Umsetzung angepasster Technologien, im Jahr 2013 waren auf dem Gelände etwa zwei Dutzend Unternehmen ansässig. Das TaT ist zugleich Ausstellungsfläche – zahlreiche Gebäude wurden unter Verwendung innovativer Techniken errichtet. So finden sich vor Ort eine Windenergieanlage, Niedrigenergiehäuser, ein Drehsolarhaus und weitere Anwendungsbeispiele. Das TaT versorgt sich zum Teil selber mit Energie. Zur Fortbildung unterhält es ein Seminarzentrum.
Rheine ist Mitgliedsgemeinde der Euregio, die grenzüberschreitende Projekte im deutsch-niederländischen Grenzgebiet fördert.
Ortsansässig ist im Jahr 2013 die Münsterländische Volkszeitung. Die Münstersche Zeitung erscheint seit dem 31. Dezember 2012 nicht mehr in der Stadt. Als Wochenzeitungen werden der „Rheiner Anzeiger“, der „Rheiner Report“ und die „Wir in Rheine“ herausgegeben. Monatlich erscheinende Publikation ist „plan b – Stadtmagazine“. Seit 2011 berichtet der Internetfernsehsender „herein.tv“ täglich über das Geschehen in der Stadt. Der WDR unterhält ein Korrespondentenbüro, das ein (Radio-)Programm für den Kreis Steinfurt sendet und der täglichen Fernsehsendung „Lokalzeit Münsterland“ zuarbeitet. Das überörtliche Radio RST hat in Rheine seine Redaktion und Sendezentrale.
Im September 2016 eröffnete der Lingener Investor Hermann Klaas in der Rheiner Innenstadt das Einkaufszentrum „Emsgalerie“ mit einer Verkaufsfläche von ca. 17.000 m² und ca. 50 verschiedenen Mietern.

### Bildung

#### Allgemeinbildende Schulen
Rheine verfügt über vierzehn Grundschulen (Annetteschule, Bodelschwinghschule, Canisius-Grundschule, Edith-Stein-Grundschule, Johannesschule (Mesum), Franziskusschule (Mesum), Gertrudenschule, Johannesschule, Kardinal-von-Galen-Grundschule, Ludgerusschule, Marienschule (Hauenhorst), Michaelschule Rheine, Südesch-Grundschule und Paul-Gerhardt-Grundschule), jeweils zwei Sekundarschulen (Alexander-von-Humboldt-Sekundarschule, Nelson-Mandela-Sekundarschule) und zwei Realschulen (Elsa-Brändström-Realschule, Abendrealschule Rheine), eine Gesamtschule (Euregio-Gesamtschule Rheine) sowie über drei reguläre Gymnasien (Gymnasium Dionysianum, Emsland-Gymnasium und Kopernikus-Gymnasium) und ein Abendgymnasium (Abendgymnasium Münster, Standort Rheine). Die städtischen Gymnasien sowie die Euregio-Gesamtschule führen in der Oberstufe kooperative Kurse durch. Hierbei kommen die Schüler mittels Shuttlebussen an einer Schule zusammen, um das Kursangebot zu erweitern. Dies findet vor allem in den Leistungskursen statt. In den vergangenen Jahren wurden zum Teil erhebliche Investitionen in Neubauprojekte an den Schulen getätigt. So wurden bzw. werden insbesondere die weiterführenden Schulen mit Mensen ausgestattet. Vervollständigt wird das Schulangebot durch eine Reihe von Förderschulen für Schüler mit besonderen Bedürfnissen (Christophorusschule, Grüterschule und Peter-Pan-Schule/ehm. Wilhelm-Busch-Schule). Die Stadt Rheine stiftet für den jeweils besten Schüler der weiterführenden Schulen den Josef-Winckler-Preis.

#### Berufsbildende Schulen
Berufsqualifizierende Abschlüsse können ferner an mehreren Berufskollegs erworben werden: Kaufmännische Schulen Rheine des Kreises Steinfurt, Berufskolleg mit Wirtschaftsgymnasium des Kreises Steinfurt, Josef-Pieper-Schule/Bischöfliches Berufskolleg, Berufskolleg Rheine des Kreises Steinfurt.

#### Hochschulen
In Rheine befindet sich ein Standort der EUFH - Hochschule für Gesundheit, Soziales und Pädagogik, einer staatlich anerkannten Fachhochschule in privater Trägerschaft. Die Hochschule bietet Studiengänge im Bereich Sozial- und Gesundheitswesen an.

#### Weitere Bildungseinrichtungen
In Rheine befindet sich ein Zentrum für schulpraktische Lehrerausbildung in dem Universitätsabsolventen auf den Beruf als Lehrerin oder Lehrer vorbereitet werden.
Die Volkshochschule Rheine bietet Lehr-, Informations- und Beratungsveranstaltungen zur allgemeinen und beruflichen Weiterbildung. Des Weiteren führt die mit der VHS fusionierte Städtische Musikschule Instrumentalunterricht im Klassik- und Pop/Jazz-Bereich durch und ist mit 2500 Schülern die größte Bildungseinrichtung der Stadt. Besonderheit der Musikschule ist die Kooperation mit vielen Grund- und weiterführenden Schulen der Umgebung, z. B. in Form von „Klassenmusizieren“ und dem Grundschulprojekt JeKits.

### Gesundheitsversorgung
Das Klinikum Rheine hat 594 Planbetten in 16 Hauptabteilungen und einer Belegabteilung. In den beiden Betriebsstätten Mathias-Spital und Jakobi-Krankenhaus werden jährlich etwa 27.000 Patienten stationär behandelt. Die beiden Kliniken gehören zur Mathias-Stiftung, einem Klinikverbund im Münsterland. Die LWL-Maßregelvollzugsklinik Rheine behandelt männliche psychisch kranke und suchtkranke Menschen, die aufgrund ihrer Erkrankung straffällig geworden sind.

### Verkehr

#### Straßenverkehr
Rheine liegt an der Bundesautobahn 30, welche die A 31 mit der A 1 verbindet. Im Stadtgebiet befinden sich drei Anschlussstellen. Osnabrück und die Niederlande sind jeweils etwa eine halbe Autostunde entfernt.
Die nähere Umgebung wird durch die Bundesstraßen 70 (Wesel—Rheine—Emden) und 481 (Rheine—Münster) erschlossen.

#### Schienenverkehr

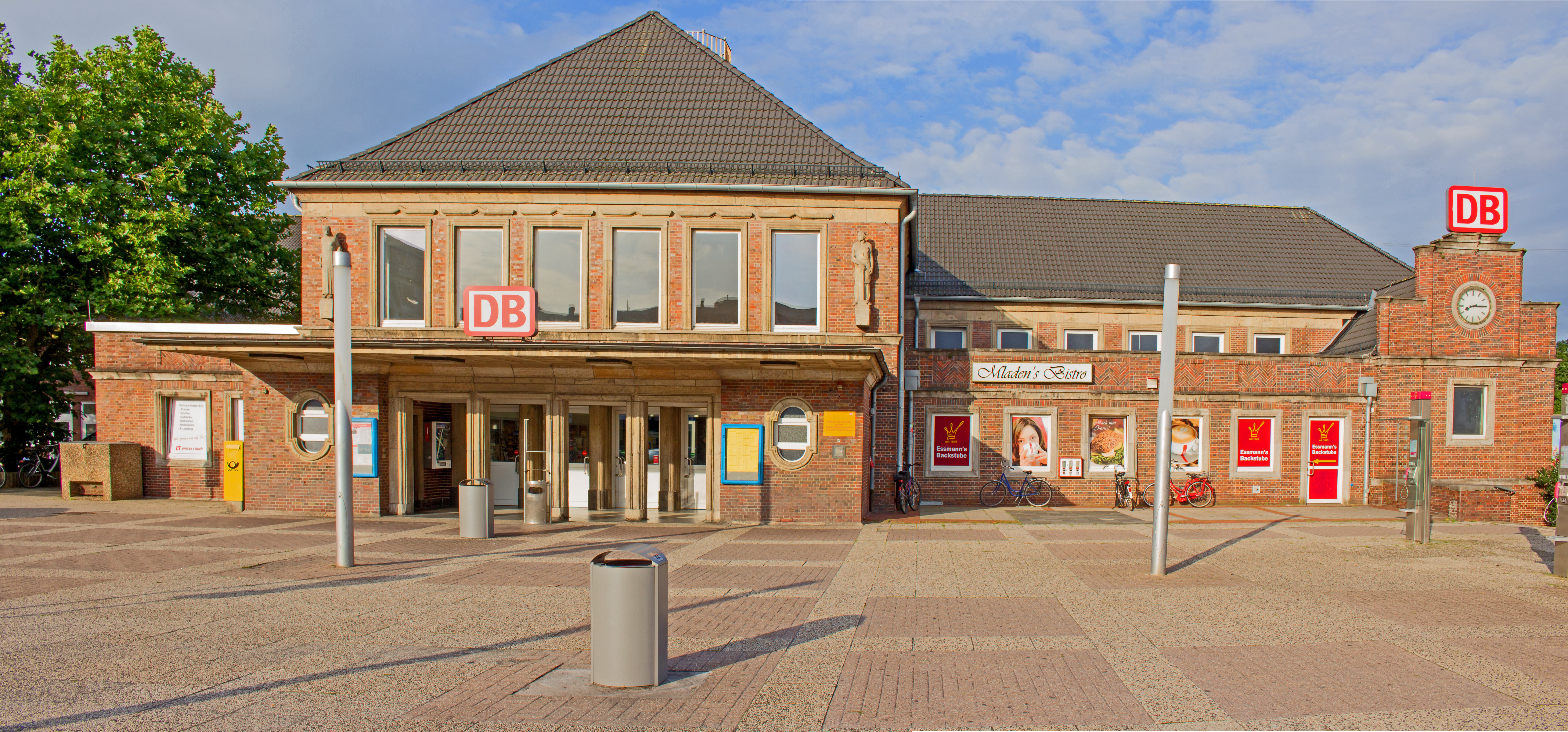
Bahnhof Rheine

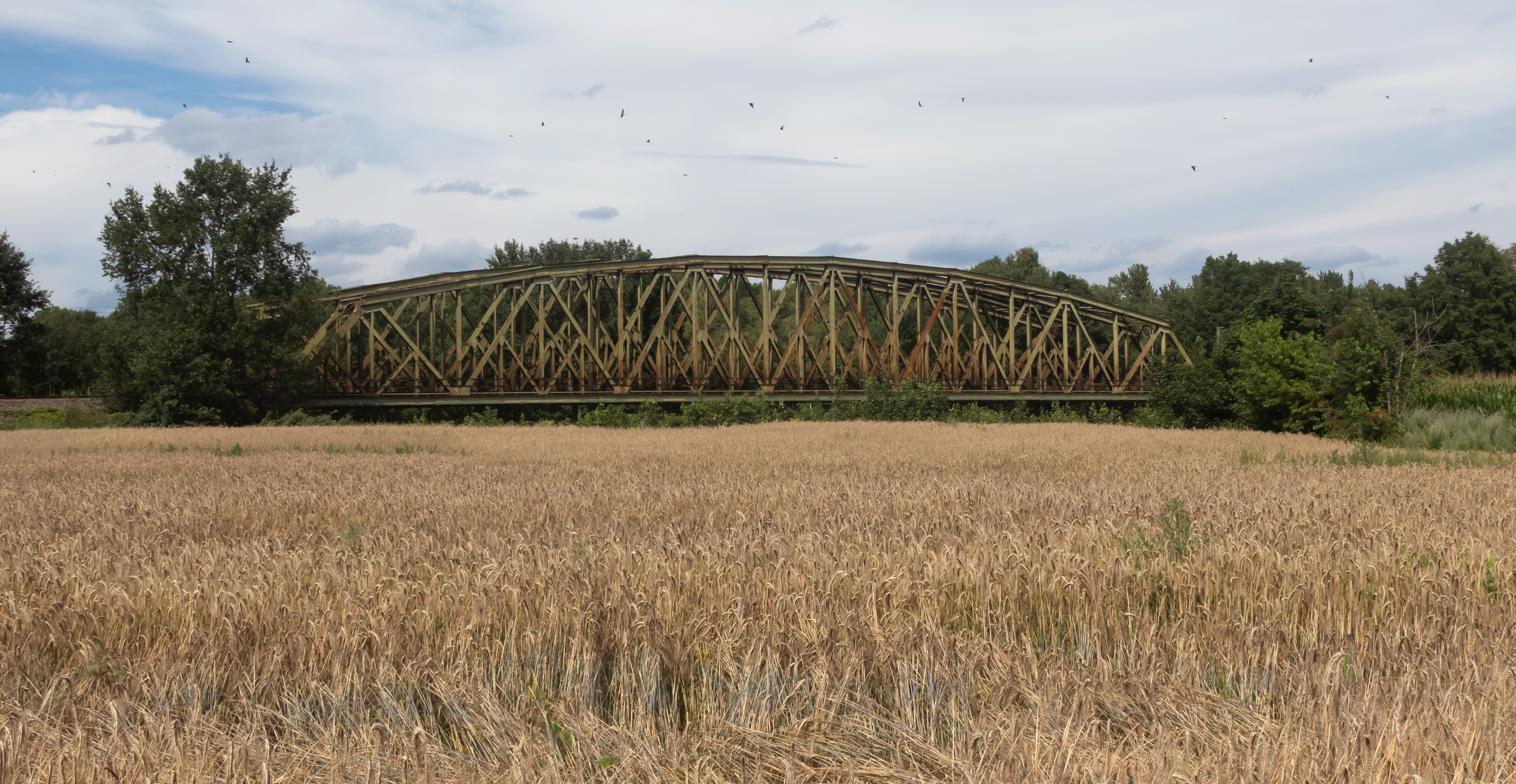
Rheine-Rodde, Eisenbahnbrücke über den Dortmund-Ems-Kanal

Der Bahnhof Rheine wurde im Rahmen des Baus der Hannoverschen Westbahn errichtet. Er liegt außerdem an der Bahnstrecke Münster–Rheine sowie an den teilweise bis vollständig stillgelegten Strecken Rheine–Ochtrup und Duisburg–Quakenbrück.
Schienenpersonenfernverkehr:
- IC-Linie 35 Norddeich Mole–Münster (Westf)–Köln–Koblenz
- IC-Linie 77 Amsterdam–Osnabrück–Hannover—Berlin Ostbahnhof

Schienenpersonennahverkehr:
- RE 7 Rhein-Münsterland-Express: Rheine–Münster (Westf)–Hamm (Westf)–Hagen–Wuppertal–Köln–Neuss–Krefeld
- RE 15 Emsland-Express: Münster (Westf)–Rheine–Lingen–Leer–Emden
- RE 60 Ems-Leine-Express: Rheine–Osnabrück–Hannover–Braunschweig
- RB 61 Wiehengebirgs-Bahn: Hengelo–Bad Bentheim–Rheine–Osnabrück–Herford–Bielefeld
- RE 62 Ems-Werre-Express: Rheine–Ibbenbüren–Osnabrück–Bünde–Löhne
- RB 65 Ems-Bahn: Rheine–Münster (Westf)

Darüber hinaus gibt es den Bahnhof Rheine-Mesum an der Strecke nach Münster, der überwiegend von der RB 65 bedient wird. Ferner gab es einen Bahnhof im Rheiner Ortsteil Rodde an der Bahnstrecke Rheine–Osnabrück.
Für den gesamten öffentlichen Personennahverkehr gilt der Westfalentarif (u. a. Verkehrsgemeinschaft Münsterland) und der NRW-Tarif. In Regionalzügen Richtung Niedersachsen und bis nach Hengelo (Niederlande) gilt der Niedersachsentarif.
Speziell für den Güterverkehr ist das Güterverkehrszentrum Rheine mit einer Umschlaganlage für den kombinierten Ladungsverkehr errichtet worden. Dieses verfügt über einen Portalkran mit einer Tragfähigkeit von 37,5 t, eine Fahr- und Ladespur von je 300 m Länge, Abstellflächen mit Energieversorgung und Sonderabstellflächen für Gefahrguttransporte und Spezialtransporte. Die Verladezeit pro Einheit beträgt fünf bis zehn Minuten. Die Anlage ist von einem 75 ha großen Gewerbegebiet umgeben und liegt direkt an der A 30.
- Rheine ist an die Güterzugstrecke der Tecklenburger Nordbahn angeschlossen.
- Bahnstrecke Rheine–Ochtrup, ehemalige Eisenbahnstrecke, heute Radweg
- Bahnstrecke Duisburg–Quakenbrück, Güterzugbetrieb bis nach Spelle, Rest der Strecke stillgelegt

Rheine hatte in seiner Bedeutung als Verkehrsknotenpunkt ein eigenes Bahnbetriebswerk. Es gelangte in den 1970er Jahren zu Berühmtheit, da dort bis zum Dampflokabschied 1977 die letzten Dampflokomotiven Westdeutschlands beheimatet waren.

#### Busverkehr
Im Straßenpersonennahverkehr wird die Stadt über ein Stadtbussystem mit zwölf Linien (C1 bis C12, sternförmig im Uhrzeigersinn) des Stadtbus Rheine erschlossen. Alle Linien beginnen am Bustreff in Bahnhofsnähe. Es bestehen durchgehende Verbindungen in alle Stadtteile durch die Verknüpfung von jeweils zwei Linienästen. Mehrere Regionalbuslinien in die angrenzenden Städte und Gemeinden verkehren in Rheine.

#### Luftverkehr
Rheine liegt etwa 25 km vom internationalen Flughafen Münster/Osnabrück (EDDG) entfernt, der über die B 481 zu erreichen ist. In Eschendorf befindet sich der Verkehrslandeplatz Rheine-Eschendorf mit einer 800 m langen Start- und Landebahn, der die Heimat des Luftsportvereins Eschendorf bildet. Darüber hinaus war der Heeresflugplatz Rheine-Bentlage im nordwestlichen Bentlage Heimat des Mittleren Transporthubschrauberregiment 15. Auf diesem Flugfeld ist der Aero-Club Rheine beheimatet.

#### Schiffsverkehr
Auf dem Wasserweg ist die Stadt für Transportschiffe über den Dortmund-Ems-Kanal zu erreichen, eine Abzweigung zum Mittellandkanal liegt etwa zehn Kilometer stadtauswärts. Die Ems ist in Rheine nur für leichte Personenschifffahrt geeignet.

### Justiz
In Rheine haben ein Amtsgericht (LG-Bezirk Münster, OLG-Bezirk Hamm) und ein Arbeitsgericht ihren Sitz.

## Persönlichkeiten, die in Rheine geboren wurden
- Heinrich Meiering (1628–1723), Bildhauer, als Enrico Merengo in Venedig tätig
- Franz Anton Egells (1788–1854), Industrieller in Berlin
- Heinrich Anton Bolsmann (1809–1880), römisch-katholischer Priester
- August Sträter (1810–1897), Mediziner, Politiker und Kunstsammler in Aachen
- Moritz von Dobschütz (1831–1913), Unternehmer in Belleville (Illinois, USA)
- Rudolph Sprickmann Kerkerinck (1848–1905), langjähriger Bürgermeister von Rheine
- Otto Raschdorff (1854–1915), Architekt
- Wilhelm Frerker (1859–1945), Bäckermeister und Politiker
- Carl Anton Mense (1861–1938), Tropenmediziner
- Carl Murdfield (1868–1944), Maler und Museumsleiter in Düsseldorf
- Josef Winckler (1881–1966), Schriftsteller
- Engelbert Mainzer (1886–1974), Maler und Grafiker
- Carlo Mense (1886–1965), expressionistischer Maler
- Johan Wichers (1887–1956), niederländischer Komponist („Marschkönig“)
- Carl-Alfred Schumacher (1896–1967), Generalmajor der Luftwaffe, Politiker
- Georg Pelster (1897–1963), Politiker
- Wilhelm Möllers (1898–1970), Politiker
- Gustav Niemann (1899–1982), Wissenschaftler
- Pius Buddenborg (1902–1987), Abt von Gerleve
- Johannes Kuhl (1903–1968), Arzt und Krebsforscher
- Josef Pieper (1904–1997), Philosoph
- Eberhard Beckmann (1905–1962), Leiter von Radio Frankfurt (1946), erster Intendant des Hessischen Rundfunks (1948)
- Hans Wilhelm Blomberg (1906–1946), Jurist und SS-Obersturmbannführer
- Karl Böhmichen (1912–1964), SS-Hauptsturmführer
- Joseph Krautwald (1914–2003), Bildhauer
- Karl Düsterberg (1917–2014), Unternehmer
- Robert Beckmann (1919–2002), Mediziner
- Paul Mebus (1920–1993), Fußballspieler
- Josef Pelster (1925–2012), Kreisdirektor der Kreise Schleiden und Euskirchen
- Ludwig Gerdes (1928–2017), Fußballspieler
- Werner Wehrmeyer (1931–2010), Botaniker, Algenforscher, Zellbiologe und Hochschullehrer
- Josef Paul Kleihues (1933–2004), Architekt
- Jürgen Terrahe (1933–2015), Bankmanager
- Ulrich Eckhardt (* 1934), Kulturmanager, Jurist und Musiker
- Friedo Ricken (1934–2021), Jesuit und Philosoph
- Heinz Ahrens (1935–2017), Industriemanager
- Manfred Werp (* 1935), Richter am Bundesgerichtshof
- Paul Kleihues (1936–2022), Mediziner, Professor für Neuropathologie an der Universität Zürich
- Heinrich Pompeÿ (* 1936), Theologe, Psychologe, Sozialethiker und Caritaswissenschaftler
- Peter Dyckhoff (* 1937), Theologe, Psychologe und Autor
- Horst Goldstein (* 1939), Befreiungstheologe
- Harald Ibach (* 1941), Festkörperphysiker
- Albert Altenähr (1942–2022), römisch-katholischer Ordensgeistlicher und Abt
- Michaela Puzicha (* 1945), Benediktinerin, Ordenshistorikerin
- Harald Quiel (* 1947), Brigadegeneral
- Ulrich Krempel (* 1948), Kunsthistoriker, Autor, Kurator und Museumsdirektor
- Willi Reimann (* 1949), Fußballspieler und -trainer
- Frank Ripploh (1949–2002), Schauspieler, Autor und Regisseur
- Nikolaus P. Ernsting (* 1950), Chemiker
- Peter Funke (* 1950), Althistoriker
- Michael Bay (* 1950), Psychotherapeut und Autor
- Reinhard Blomert (* 1951), Soziologe und Hochschullehrer
- Wilhelm Sabri Hoffmann (* 1953), Vorsitzender der Christlich-Islamischen Gesellschaft
- Theo Mönch-Tegeder (1953–2018), Journalist, Verleger und Medienmanager
- Josef H. Neumann (* 1953), Fotograf, Fotokünstler, Mediendesigner, Fachjournalist und Kunsthistoriker
- Hans Reckers (* 1953), Mitglied des Vorstandes der Deutschen Bundesbank
- Helga Streffing (* 1956), Lehrerin, Schulseelsorgerin und Schriftstellerin
- Engelbert Hüging (* 1957), Deutscher Meister im Tischtennis
- Silvia Hildegard Haneklaus (* 1959), Agrarwissenschaftlerin
- Georg Konermann (* 1960), Ruderer
- Bernhard Peters (* 1960), ehem. Trainer der Hockeynationalmannschaft der Herren, Funktionär beim Hamburger SV
- Thomas Scholten (* 1960), Bodenwissenschaftler, Physischer Geograph an der Eberhard Karls Universität Tübingen und Direktor des Geographischen Instituts
- Birgit Studt (* 1960), Historikerin
- Ralf Peter (* 1961), DFB-Jugendtrainer
- Christoph Hegge (* 1962), Weihbischof im Bistum Münster
- Bettina Hoy (* 1962), Vielseitigkeitsreiterin
- Boris Repschinski SJ (* 1962), römisch-katholischer Theologe
- Norbert Robers (* 1962), Journalist
- Georg Schütte (* 1962), Medienwissenschaftler, Staatssekretär im Bundesministerium für Bildung und Forschung
- Martin Üffing (* 1962), katholischer Theologe
- Bettina Backes (* 1963), Juristin, Richterin am Verfassungsgerichtshof Baden-Württemberg
- Peter Bäumer (* 1963), Verwaltungsjurist und politischer Beamter
- Martin Korte (* 1964), Biologe
- Magnus Striet (* 1964), Professor für Fundamentaltheologie in Freiburg/Breisgau
- Ralf Heskamp (* 1965), Fußballspieler
- Reinhold Bauer (* 1965), Historiker und Hochschullehrer
- Stefanie Averbeck-Lietz (* 1967), Kommunikationswissenschaftlerin
- Jürgen Meyer (* 1968), Generalarzt
- Michael Prus (* 1968), Fußballspieler
- Klaus Sander (* 1968), Produzent und Verleger, Ehrenpreisträger der deutschen Schallplattenkritik 2023
- Key Pousttchi (* 1970), Professor für Wirtschaftsinformatik und Digitalisierung an der Universität Potsdam
- Mitri Sirin (* 1971), Hörfunk- und Fernsehmoderator
- Oliver Krüger (* 1973), Religionswissenschaftler
- Matthias Weischer (* 1973), Maler
- Rafael Szulc (* 1973), Rapper
- Thorsten Nagelschmidt (* 1976), Buchautor und Musiker
- Kerstin Stegemann (* 1977), Fußballweltmeisterin 2003 und 2007 und Europameisterin
- Ralf Heimann (* 1977), Journalist und Autor
- Jonas Reckermann (* 1979), Beachvolleyballspieler, Welt- und Europameister, Olympiasieger (London 2012)
- Digger, Rüdiger Brans (* 1982), Echo-Preisträger 2010
- Julian Lüttmann (* 1982), Fußballspieler
- Nils Egtermeyer (* 1983), Fernsehkoch
- Stefan Koch (* 1984), Leichtathlet, Langstreckenläufer
- Maik Rogge (* 1985), Theater- und Filmschauspieler
- Tim-Fabian Hoffmann (* 1987), Schauspieler
- Merlin Schütte (* 1996), Fußballspieler
- Nicolai Remberg (* 2000), Fußballspieler

Politiker und Abgeordnete:
- Carl Timmerman (1828–1904), Unternehmer und Reichstagsabgeordneter (Zentrum)
- Wilhelm Möllers (1898–1970), Politiker (KPD), Mitglied des ernannten Landtages NRW
- Rembert van Delden (1917–1999), Politiker (CDU), Mitglied des Bundestags
- Josef Rudnick (1917–2009), Unternehmer und Politiker (CDU)
- Gottfried Köster (1928–2007), Pädagoge und Politiker (CDU), Mitglied des Bundestags
- Josef Wilp (* 1938), Politiker (CDU), Mitglied des Landtages NRW
- Elisabeth Veldhues (1949–2020), Politikerin (SPD), Mitglied des Landtages NRW
- Gerda Hövel (* 1954), Politikerin (CDU), Landtagsabgeordnete in Niedersachsen
- Wolfgang Koch (* 1956), Politiker, Bürgermeister der Stadt Bünde
- Hildegard Müller (* 1967), Politikerin (CDU), ehemalige Staatsministerin im Bundeskanzleramt
- Lisa Paus (* 1968), Politikerin (Grüne), ehemalige Bundesfamilienministerin
- Peter Lüttmann (* 1969), Politiker (parteilos)